# Ougarit
Pour les articles homonymes, voir Ougarit (roman).
Ougarit (ou Ugarit) est une ancienne cité du Proche-Orient, située dans l'actuelle Ras Shamra (initialement nommée Ras ech-Chamra, « cap/colline du fenouil »), à onze kilomètres au nord de Lattaquié, en Syrie. C'est la capitale de l'ancien royaume homonyme qui a existé au IIe millénaire av. J.-C., au moins d'environ 1800 à 1185 av. J.-C., aux époques de l'âge du bronze moyen et récent. Les fouilles archéologiques qui y ont eu lieu depuis 1929 ont essentiellement concerné la dernière période d'occupation du site, à la fin de l'âge du bronze récent (v. 1350-1185 av. J.-C.) et ont permis d'accumuler une grande quantité de documentation et d'informations sur cette cité et le royaume qu'elle dirigeait. Elles sont complétées par les fouilles d'autres sites ayant appartenu au royaume, notamment le port de Minet el-Beida et la résidence palatiale de Ras Ibn Hani.
Le royaume d'Ougarit est d'une importance politique et militaire secondaire. Il est placé dans la mouvance des principaux royaumes dominant la Syrie : Alep, puis sans doute le Mittani, l'Égypte et enfin les Hittites à partir des environs de 1350 av. J.-C. Il contrôle un territoire d'une taille limitée, organisé autour de la plaine littorale syrienne qui permet le développement d'une agriculture méditerranéenne prospère. Son importance dérive avant tout de sa position littorale et de son port, qui lui permet de servir d'interface entre la Syrie intérieure et les réseaux d'échanges qui se développent alors sur la Méditerranée orientale et le mettent en contact avec les ports du Levant central et méridional, l'Égypte, Chypre, la côte anatolienne et la Grèce mycénienne.
Les fouilles d'Ougarit ont permis de dégager un important palais royal, des temples, des résidences de tailles diverses donnant des informations sur les différentes couches de sa population. Elles ont également livré plus de 4 000 tablettes cunéiformes, dont la moitié approximativement est rédigée en akkadien (babylonien) cunéiforme, la langue diplomatique et savante de l'époque et comprend notamment des textes sur les relations entre les rois d'Ougarit et leurs maîtres hittites, et l'autre dans l'alphabet ougaritique, un alphabet cunéiforme développé à Ougarit au moins après 1250 av. J.-C., pour transcrire la langue locale, elle aussi nommée ougaritique. Cette ville est la plus ancienne connue à avoir employé un alphabet de manière courante. Cette documentation comprend notamment des textes mythologiques et rituels documentant la religion locale.
Au début du XIIe siècle av. J.-C., vers 1185 av. J.-C., Ougarit est détruite et pillée, et disparaît au même moment que les Hittites. Cette destruction survient dans le contexte de l'effondrement de l'âge du bronze récent, et est peut-être causée par les Peuples de la mer qui attaquent l'Égypte au même moment. À la suite de ces événements, la ville est désertée et le royaume n'est pas reconstitué. Le site de Ras Shamra sera repeuplé de manière sporadique durant l'Antiquité, mais ne redeviendra jamais une ville importante.

## Fouilles et redécouverte

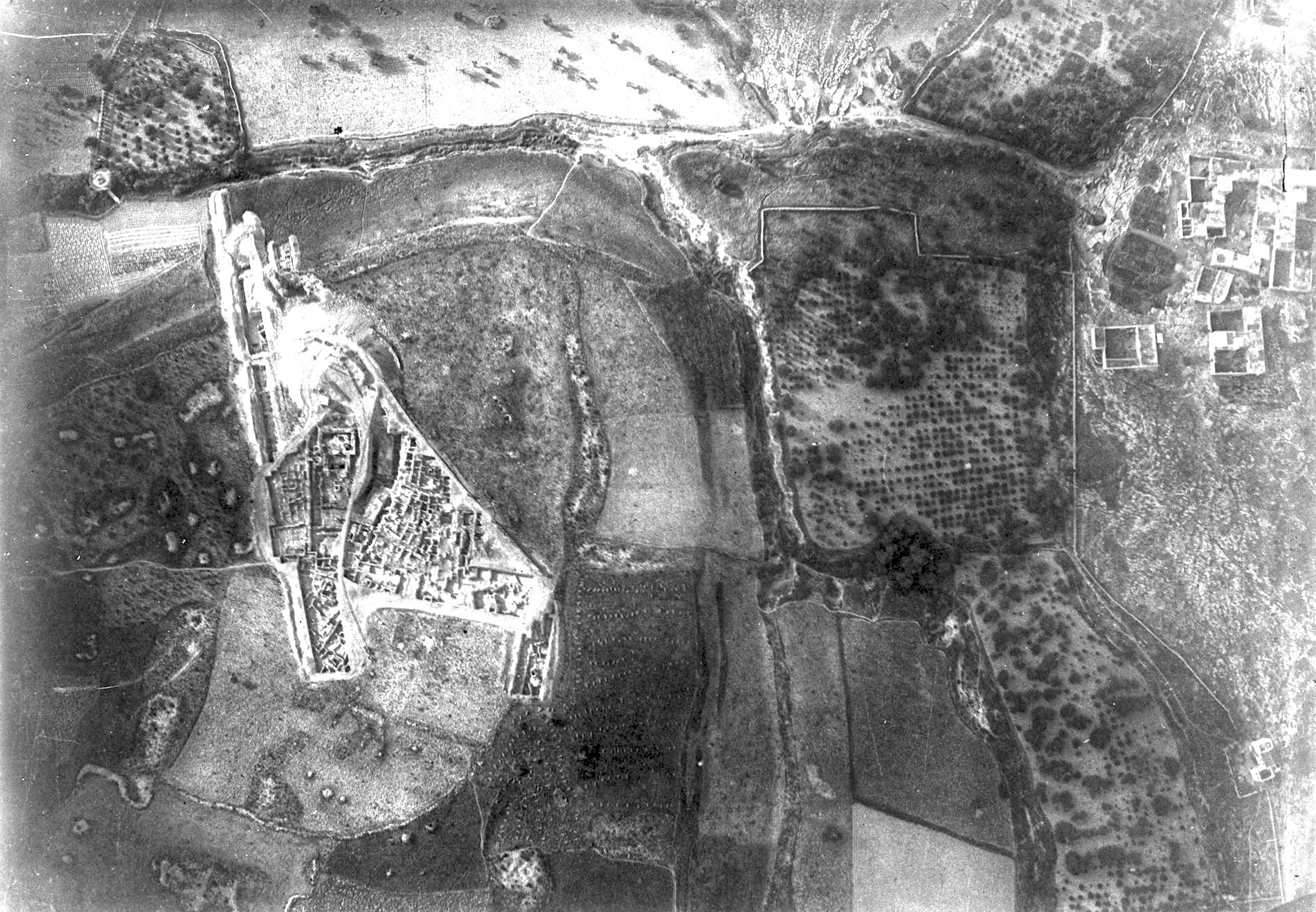
Vue aérienne du site de Ras Shamra en 1933, période des premières campagnes de fouilles.

La redécouverte du royaume d'Ougarit commence par celle du site de Minet el-Beida, quand au début de l'année 1928 un paysan labourant son champ met au jour une tombe. La Syrie étant alors sous mandat français, les autorités françaises conduisent un premier repérage qui débouche sur l'organisation d'une mission archéologique. Le directeur des Antiquités orientales du Louvre, René Dussaud, en confie la direction à Claude Schaeffer, jusqu'alors spécialisé dans la préhistoire européenne, avec la charge d'explorer également le tell voisin de Ras Shamra. Des tablettes d'argile portant des signes cunéiformes y sont rapidement découvertes et connaissent un retentissement important puisqu'il ne s'agit pas uniquement de l'habituel cunéiforme composé de centaines de signes syllabiques et logographiques, mais aussi d'une forme inconnue jusqu'alors composée de biens moins de signes. Grâce aux travaux combinés de Hans Bauer, Édouard Dhorme et Charles Virolleaud, on comprend assez vite qu'il s'agit d'un alphabet de type ouest-sémitique semblable aux alphabets phénicien et hébraïque, écrit dans une langue locale elle aussi de type ouest-sémitique. Son déchiffrement donne une nouvelle dimension à l'exploration du site en permettant la redécouverte de l'inattendue civilisation ougaritique,.
Les fouilles de Minet el-Beida sont arrêtées dès 1935, alors qu'elle se poursuivent à Ras Shamra jusqu'en 1939 quand la guerre contraint la mission française à quitter la Syrie. Sur cette période, elles se concentrent surtout sur le point culminant du site, l'Acropole, qui livre de nombreux objets et quelques quartiers d'habitations situés en contrebas. La zone du palais commence à être explorée.
La Syrie devient indépendante en 1946. La mission archéologique française revient dès 1948 mais les travaux de grande ampleur ne sont autorisées par les nouvelles autorités qu'en 1950. Elles s'attellent surtout dans un premier temps à dégager le palais royal, ce qui offre une nouvelle moisson d'objets et de tablettes. Les fouilles s'étendent aussi aux grands bâtiments voisins. Puis à partir de 1959 deux grandes tranchées sont ouvertes dans les zones résidentielles (ville sud et sud-acropole). En 1960, des équipes syriennes dirigées par Adnan Bounni et Nassib Saliby fouillent aussi une installation d'eau d'époque romaine. La quantité de documentation disponible devient considérable.
De 1971 à 1974 la direction des fouilles est reprise par Henri de Contenson, puis en 1975 à 1976 Jean-Claude Margueron prend sa suite. Cette période voit le dégagement de nouvelles zones, et l'achèvement d'un grand sondage à l'ouest de l'Acropole (1962-1976) qui a permis d'aller jusqu'aux origines de l'occupation du site, à l'époque néolithique. En 1978, Marguerite Yon prend la direction des fouilles, jusqu'en 1998. L'étude de la topographie urbaine se poursuit par l'ouverture de nouveaux chantiers (centre de la ville, sud-centre où se trouve la maison d'Ourtenou).
Les fouilles ont livré une grande quantité de documentation, épigraphique et autre, qui sont publiées dès les débuts des fouilles dans diverses publications,. Les rapports de fouilles sont publiés chaque année dans la revue Syria, et d'autres études paraissent dans diverses revues. De 1939 à 1969 la série Ugaritica (6 volumes) se spécialise dans la publication d'articles sur l'analyse des données issues des fouilles du site. De 1955 à 1970 la série Palais Royal d'Ugarit (5 volumes, numérotés de 2 à 6) sert pour les éditions de tablettes mises au jour dans le palais royal et les bâtiments voisins. Un des axes des recherches initiées à partir de 1978 a aussi consisté à exploiter les données des fouilles antérieures qui n'avaient pas été publiées. En 1983 débute la série Ras Shamra - Ougarit (28 volumes en 2021), qui comprend des monographies et des ouvrages collectifs. La fin de cette phase voit la publication d'importantes synthèses sur le site, par Marguerite Yon,, Gabriel Saadé et sous forme collective dirigée par Wilfred Watson et Nicolas Wyatt.
Les campagnes de fouilles se sont étendues à d'autres sites de la région de Lattaquié potentiellement intégrés ou du moins contemporains du royaume d'Ougarit. Dès 1934 le suisse Emile Forrer réalise des sondages à Qal'at er-Russ et Tell Soukas dans la plaine de Jablé, mais cette période est surtout marquée par les fouilles entreprises à Al-Mina par le britannique Leonard Woolley, qui livrent un site commercial de première importance, postérieur à Ougarit puisqu'il date de l'âge du fer. L'exploration de la région s'intensifie et s'internationalise à partir de la fin des années 1950. De 1958 à 1963 une équipe danoise dirigée par Paul J. Riis sonde et fouille trois sites de la plaine de Jablé, Tell Soukas, Tell Darrouk et Arab el-Mouk, qui couvrent différentes phases de l'histoire de la région. Au pied du Djebel Aqra, le site de Rass el-Bassit est fouillé sous la direction de Paul Courbin à partir de 1970. En 1977 c'est le site de Ras Ibn Hani, voisin de Ras Shamra, qui commence à être fouillé par des équipes syro-françaises dirigées par Adnan Bounni et Jacques Lagarce, qui y dégagent notamment deux palais et des fortifications de l'époque du royaume d'Ougarit. Les prospections conduites par Gabriel Saadé dans la plaine de Lattaquié permettent d'approfondir les connaissances sur le passé de la région. Dans les années 1990 les équipes syriennes entreprennent la fouille de Tell Siyannou dans la région de Jablé, qui présente une longue occupation et est mentionné dans les textes d'Ougarit sous le même nom de Siyannou. D'autres sites voisins sont fouillés : Tell Toueini par une mission syro-belge co-dirigée par Karel Van Lerberghe et Tell Iris par Antoine Souleiman. Une équipe syro-japonaise co-dirigée par Akira Tsuneki reprend en 2000 l'exploration de Ras el-Bassit et Nahr er-Russ. Un programme syrien d'ampleur régionale visait aussi à explorer le littoral sous-marin et à inventorier les sites côtiers.
En 1999 la mission archéologique de Ras Shamra devient syro-française et est confiée à Yves Calvet côté français et Bassam Jamous côté syrien, qui en assurent la direction jusqu'en 2008. Après cela les responsables sont Valérie Matoïan et Jamal Haydar, jusqu'à l'interruption des chantiers en 2011 en raison de la guerre civile syrienne. Les fouilles reprennent avec la seule partie syrienne en 2014 sous la direction de Khozama al-Bahloul. Côté français les recherches se sont poursuivies en se réorientant du fait de l'impossibilité de fouiller le site,.

## Histoire du royaume d'Ougarit
Absente de la documentation écrite du IIIe millénaire av. J.-C., Ougarit est mentionnée dans les archives de Mari (v. 1810-1760 av. J.-C.) puis celles d'Alalakh (XVIIe siècle av. J.-C.), au Bronze moyen. La ville a peut-être fait l'objet d'une refondation vers 1800 av. J.-C., à l'initiative d'un groupe amorrite (l'ethnie la plus répandue en Syrie à cette époque). Des tablettes du bronze récent comprennent des noms d'anciens rois d'Ougarit qui reçoivent un culte funéraire, les plus anciens remontant probablement à cette période. Faute de sources complémentaires, il est impossible d'en savoir plus sur ces personnages,. Les textes de Mari indiquent que cette cité est alors vassale du puissant royaume du Yamhad (Alep), et le roi de Mari, Zimri-Lim, allié du roi d'Alep, y effectue un voyage durant lequel il rencontre son roi. Il entre aussi en contact avec des marchands crétois, ce qui semble indiquer que la ville est déjà un centre important pour le commerce international.
Ougarit est surtout connue pour l'âge du Bronze récent (v. 1500-1200 av. J.-C.), en particulier durant ses dernières phases, les premières décennies étant très mal documentées.

Ougarit et les principaux sites de la Syrie sous la domination hittite

La situation géopolitique du Moyen-Orient et de la Méditerranée orientale au début du XIIIe siècle.

Il n'y a pas de preuve directe que le Mittani, puissance dominant la Syrie au début de la période, ait dominé Ougarit, même si cela a souvent été supposé. La cité semble passer sous la domination égyptienne durant le règne d'Amenhotep III, dans la première moitié du XIVe siècle av. J.-C. Des fragments de lettres provenant d'Ougarit ont été mises au jour à Tell el-Amarna, parmi la correspondance des vassaux levantins de l'Égypte (Lettres d'Amarna), notamment une adressée par le roi Ammistamrou Ier (EA 45) et une autre par son successeur Niqmaddou II (EA 49).
Cette période correspond au moment où la Syrie passe sous la coupe des Hittites, dirigés par Suppiluliuma Ier. Niqmaddou II (v. 1350-1315) passe sous sa domination, et conclut un traité de vassalité avec son nouveau maître. Ce changement d'allégeance lui permet notamment de pacifier ses relations avec le royaume de Mukish (dont la capitale est Alalakh), autre vassal des Hittites, et de fixer leur frontière commune.
Son fils et successeur Ar-halba (v. 1315-1313) participe à une révolte de vassaux syriens contre le roi hittite suivant, Mursili II, qui réussit à vaincre les rebelles. Ar-Halba est alors remplacé par son frère Niqmepa (v. 1315-1260), qui se soumet à Mursili II, et conclut un nouveau traité avec lui. Les frontières avec le Mukish sont alors confirmées à nouveau, mais Ougarit perd pour des raisons non déterminées la suzeraineté qu'elle exerçait jusqu'alors sur les royaumes situés au sud du sien, Siyannou et Oushnatou (qui semblent en fait avoir un unique souverain). Elle se voit cependant accorder un allègement de son tribut. Ougarit est mentionné par Ramsès II parmi les participants à la coalition hittite qu'il affronte à Qadesh. Après cette période que la domination hittite sur la Syrie s'exerce avant tout par l'intermédiaire des « vices-rois » de Karkemish.
À la mort de Niqmepa, son fils Ammistamrou II (v. 1260-1235) monte sur le trône d'Ougarit. Son règne est marqué par l'éviction de deux de ses frères, peut-être à l'initiative de la reine-mère Ahat-milkou, et l'épisode de son divorce avec la fille du roi Bentesina d'Amurru, autre vassal des Hittites, qui cause des remous parce qu'elle est manifestement liée par sa mère à la famille royale hittite. Ibiranou (v. 1235-1210) lui succède, puis Niqmaddou III (1220-1200), dont l'épouse est apparemment une princesse hittite.
Ammourapi (v. 1200-1185) est roi d'Ougarit au moment de sa chute. L'empire hittite se désagrège dans des circonstances inconnues, et c'est dans ce contexte que la ville d'Ougarit et d'autres sites du royaume et des pays voisins subissent des destructions plus ou moins importantes. Après cela, la capitale est abandonnée, alors que les autres sites sont réoccupés. Il est généralement considéré que c'est dû à des assauts des groupes de maraudeurs que l'on surnomme les « Peuples de la mer » d'après un texte égyptien légèrement postérieur, mais sans preuve décisive. Des lettres de la dernière époque d'Ougarit mentionnent néanmoins des attaques d'ennemis non nommés qui se déplacent sur des bateaux,.

## Le site archéologique d'Ougarit (Ras Shamra)

### Phases anciennes
Deux sondages ont fait remonter l'habitat sur le site de Ras Shamra au Néolithique, en identifiant un niveau (V C) pour le PPNB tardif (v. 7500-7000 av. J.-C.) des traces d'habitat et des objets, notamment des silex et du mobilier lourd, et des indications que l'agriculture est pratiquée dès les niveaux les plus anciens, ainsi que l'élevage, même si la chasse et la pêche restent à ce stade prépondérants pour la subsistance. La céramique apparaît durant la seconde période connue (V B, v. 7000-6500) sous les formes caractéristiques des débuts de cet artisanat en Syrie, d'abord une céramique grossière (Soft ware) puis une céramique lustrée monochrome (Dark Faced Burnished Ware). Cette période voit aussi l'apparition d'indices d'une activité de tissage (fusaïoles). Par la suite (niveau V A, 6500-6000) la céramique peinte apparaît, l'usage de la chaux se développe (vaisselle blanche). La place de l'agriculture et de l'élevage augmente avec le temps,,.
Le site a également fourni des indications d'occupations à la fin du Néolithique (niveau III C, v. 5500-4500) et au début du Chalcolithique (niveau IV, 4500-4000), périodes durant lesquelles se décèle l'influence des cultures de Halaf puis d'Obeid. L'habitat se complexifie, la métallurgie du cuivre apparaît. Le secteur sondé est ensuite abandonné pendant environ un millénaire, l'occupation reprenant au Bronze ancien (niveau III A, v. 3000-2000). Le site se dote de caractéristiques urbaines : mur d'enceinte, rues, architecture en pierre. L'artisanat céramique et métallurgique se développent, ainsi que les échanges avec les régions voisines (vallée de l'Oronte, Levant méridional). Vers 2200 la région connaît une crise, et le site semble abandonné un temps,.

Objets des phases anciennes provenant de Ras Shamra
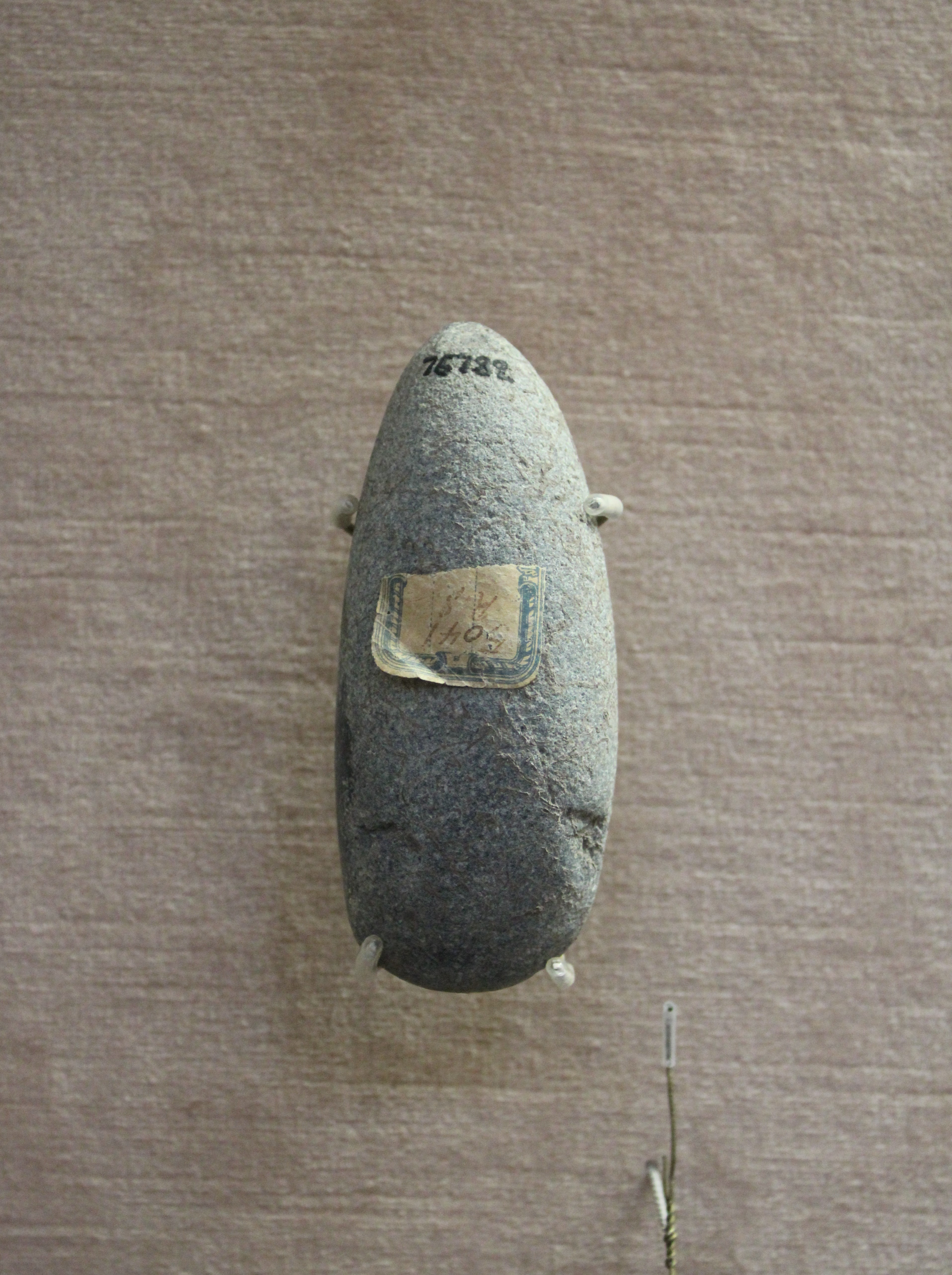
Pierre polie du Néolithique. Musée d'archéologie nationale.
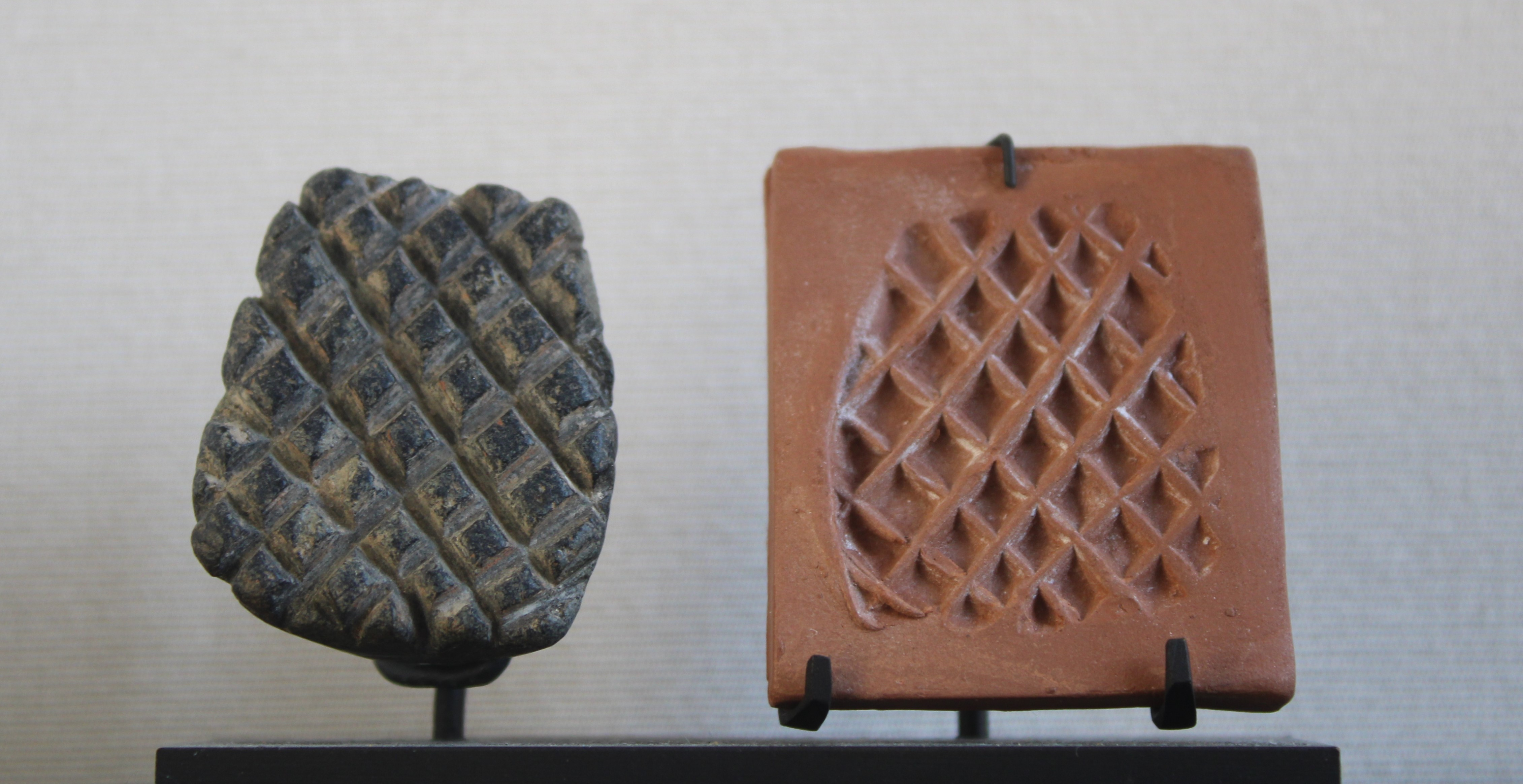
Sceau-cachet en stéatite avec impression moderne, motifs géométriques, niveaux récents du Néolithique. Musée du Louvre.
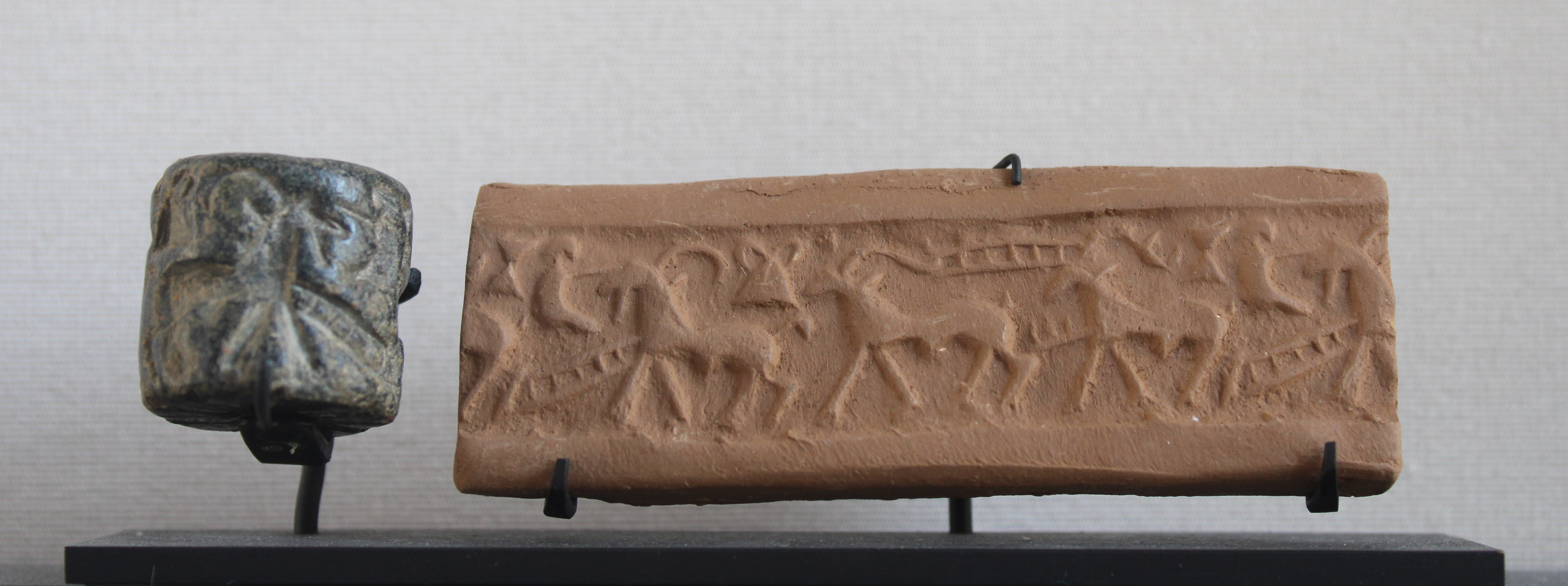
Sceau-cylindre en chlorite avec impression moderne, représentant un défilé de bêtes à cornes et d'autres motifs, notamment un petit personnage assis. Fin du IVe millénaire av. J.-C. Musée du Louvre.

Après 2000, au début du Bronze moyen (niveau II), le site connaît un renouveau. Plusieurs groupes de populations ont été identifiés lors des fouilles anciennes en fonction de critères matériels : les « creuseurs de silos », les « porteurs de torques », les « bâtisseurs de caveaux ». Cela est généralement interprété comme l'indication de l'arrivée de nouvelles populations dans la région (Amorrites ?). Les connaissances sur la période restent limitées : sur la phase 1900-1650 la ville connaît un développement, elle pourrait alors couvrir tout le tell, est protégée par une muraille puissante, des objets provenant de Chypre et d’Égypte indiquent un élargissement des échanges,.

### Le plan de la ville au bronze récent
- Plan de Ras Shamra avec la localisation des zones fouillées, par la Mission archéologique syro-française de Ras Shamra, sur le site Archeologie.culture.gouv.fr[32].

L'essentiel des découvertes archéologiques effectuées à Ras Shamra concernent la période finale du site, celle de l'âge du bronze récent (niveau I du site, v. 1600-1185),. La ville d'Ougarit est alors de loin la plus grande du royaume. Ses ruines forment actuellement un tell de plus de 25 hectares. De part et d'autre de celui-ci, deux cours d'eau, le Nahr ed-Delbé et le Nahr Chbayyeb, coulent en direction de la mer. L'état qui est connu est celui qui est en place après un séisme qui a lieu vers 1250, qui semble avoir été particulièrement destructeur, et qui a pu modifier des aspects du tissu urbain.
Il n'y a pas forcément de principe d'organisation de l'ensemble de l'espace urbain, la ville semblant s'être « développée au hasard au cours des siècles » selon M. Yon. Néanmoins selon J.-C. Margueron la ville est organisée suivant un axe directeur structurant l'inscrivant la topographie régionale, puisqu'il relie le pont-barrage, l'Acropole et le Mont Saphon, et son organisation interne repose sur un réseau de fondations créant une infrastructure compartimentée (organisant les îlots d'habitations et permettant de consolider les maisons à plusieurs étages), pensé au préalable et reproduit lors de chaque reconstruction.
La partie ouest du site est dominée par le secteur palatial, qui couvre environ 10 000 m2, isolée du reste de la ville. La partie orientale est dominée par l'« acropole » où se trouvent les deux sanctuaires principaux de la ville, dédiés à Baal et à Dagan. Le reste du tell est occupé par des zones résidentielles. Des élargissements des rues à certaines intersections forment des sortes de places, et des voies de circulation plus ou moins larges ont été identifiées. L'entrée principale se trouvait au sud de la ville, traversée par un grand axe de circulation qui enjambait le Nahr ed-Delbé par un pont-barrage, et se prolongeait par une grande rue remontant vers la ville haute. Les autres entrées n'ont pas été identifiées.

### Les fortifications

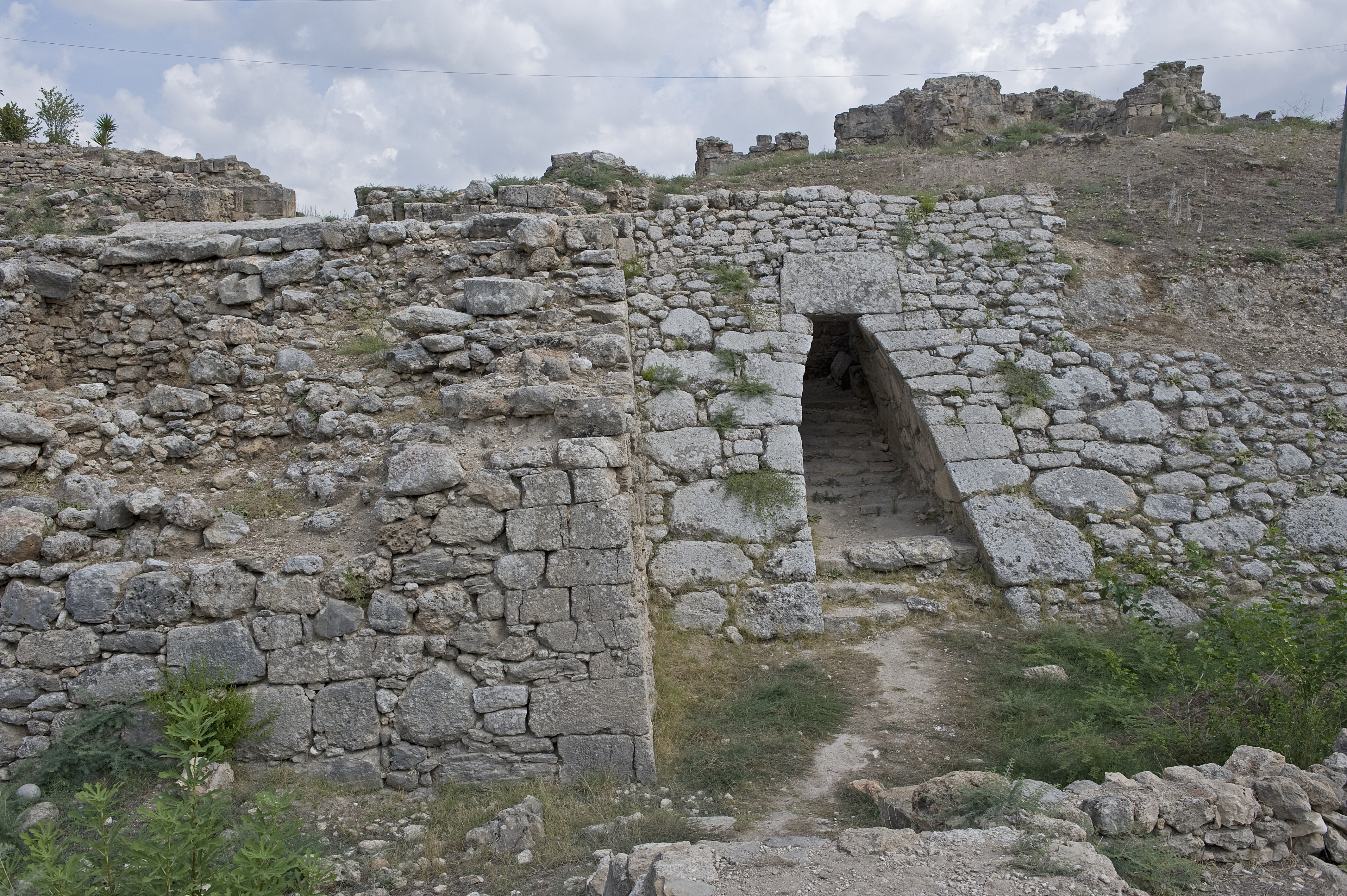
Fortifications de la zone palatiale : glacis, poterne et ruines de la tour défensive.

La zone palatiale était défendue par un rempart à glacis de pierre, qui a été identifié dans la partie occidentale du site, où il dispose d'une forteresse protégeant la zone palatiale. Ce dispositif semble érigé vers la fin du Bronze moyen ou le début du Bronze récent. On y trouvait un accès secondaire à la citadelle : une rampe conduisait à une porte défendue par une tour carrée, avec une poterne et une couloir. Dans la dernière période d'occupation du site, la poterne est bouchée et une nouvelle rampe est construite, qui en cache l'entrée. En dehors de cet endroit aucun système de fortifications n'a été identifié avec certitude : n'y avait-il aucune enceinte pour protéger la ville, ou bien est-ce qu'il n'a pas encore été mis au jour ?

### Les aménagements hydrauliques

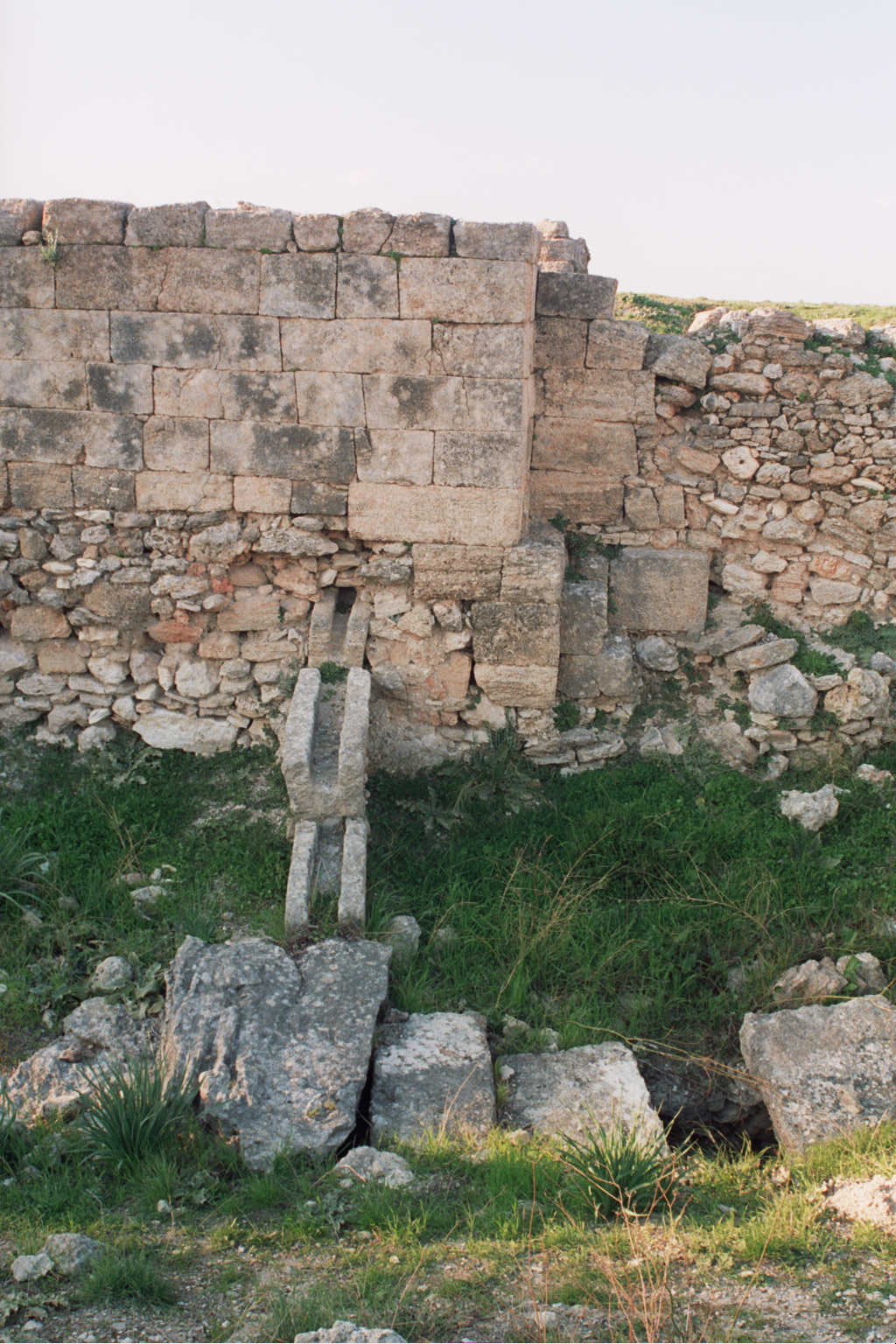
Exemple d'un aménagement hydraulique à Ougarit : une canalisation.

Ougarit est située dans une zone de climat méditerranéen où les niveaux de précipitations peuvent être très irréguliers, aussi bien durant l'année que d'une année sur l'autre, aussi il est crucial pour ses habitants de s'assurer un approvisionnement régulier en eau. Deux cours d'eau encadrent le site, le Nahr Chbayyeb au nord et le Nahr ed-Delbé au sud et une nappe phréatique est contenue dans les grès marins situés sous le site. Ils sont alimentés en eau depuis les plateaux s'élevant à l'est, avec sans doute une période basse en été, si tant est que les deux cours d'eau, qui sont courts, aient été pérennes. Un pont-barrage a été fouillé sur le Nahr ed-Delbé, qui serait daté du Bronze récent (il pourrait être bien plus tardif, d'époque hellénistique ou romaine) et créerait une retenue d'eau appréciable pour sécuriser la ressource. Deux ou trois sources se trouvent dans le voisinage du site et ont pu servir d'appoint pour l'alimentation comme pour l'irrigation. Il n'empêche que la nappe phréatique a probablement été la première pourvoyeuse d'eau pour les habitants d'Ougarit, qui ont creusé des puits pour y accéder (à 10-15 mètres de profondeur). Un grand nombre a été identifié lors des fouilles des espaces résidentiels. Des descentes en terre cuite y redirigent également les eaux de pluie. Des cuves en pierre servent aussi à collecter l'eau. Les salles d'eau sont difficiles à identifier, en revanche des latrines ont été repérées aux rez-de-chaussée des habitations, souvent sous l'escalier. Des puisards collectent les eaux usées.

### La zone du palais
- Plan schématique du Palais royal, par la Mission archéologique syro-française de Ras Shamra, sur le site Archeologie.culture.gouv.fr[41].

La zone d'environ 10 000 m2 où se trouvait le palais royal est située au nord-ouest du tell, séparée du reste de la ville par une muraille et protégée par une forteresse. L'accès se fait à l'ouest par une porte percée dans la muraille, conduisant à une place donnant sur l'entrée principale du palais sur son côté est, ainsi qu'à la ville par un poste de garde. Sa partie nord comprend le « bâtiment aux piliers » , qui devait servir à des réceptions et banquets, et le « temple hourrite » ou « temple du palais », une chapelle palatiale en forme de « temple-tour ».
Le palais en lui-même couvre 6 500 m2. Il a été construit et étendu en plusieurs phases, à partir du XIVe siècle av. J.-C. (sur l'emplacement d'un palais plus ancien ?). La pierre de taille est le matériau de base, les murs étant parfois préservés jusqu'à 4 mètres de haut. Des poutres et des élévations en briques crues renforçaient la solidité des murs. L'édifice disposait d'un étage, dont la présence est notamment signalée par des escaliers. Au rez-de-chaussée, il dispose d'une entrée monumentale à l'ouest, ouvrant sur la zone destinée aux activités publiques. Une première cour mène à des espaces de banquet et à la salle du trône. Les autres zones servent aux fonctions domestiques ou privées. Un jardin occupe la partie est de l'édifice, entouré de magasins et de pièces qui ont sans doute un usage privé. Une autre salle au sud dispose d'un bassin d'agrément. Au nord se trouve la nécropole souterraine de la famille royale. L'étage devait comprendre les appartements royaux ainsi qu'un espace administratif, qui s'est effondré après la destruction du site (comme l'indiquent les trouvailles de tablettes au milieu des débris),.

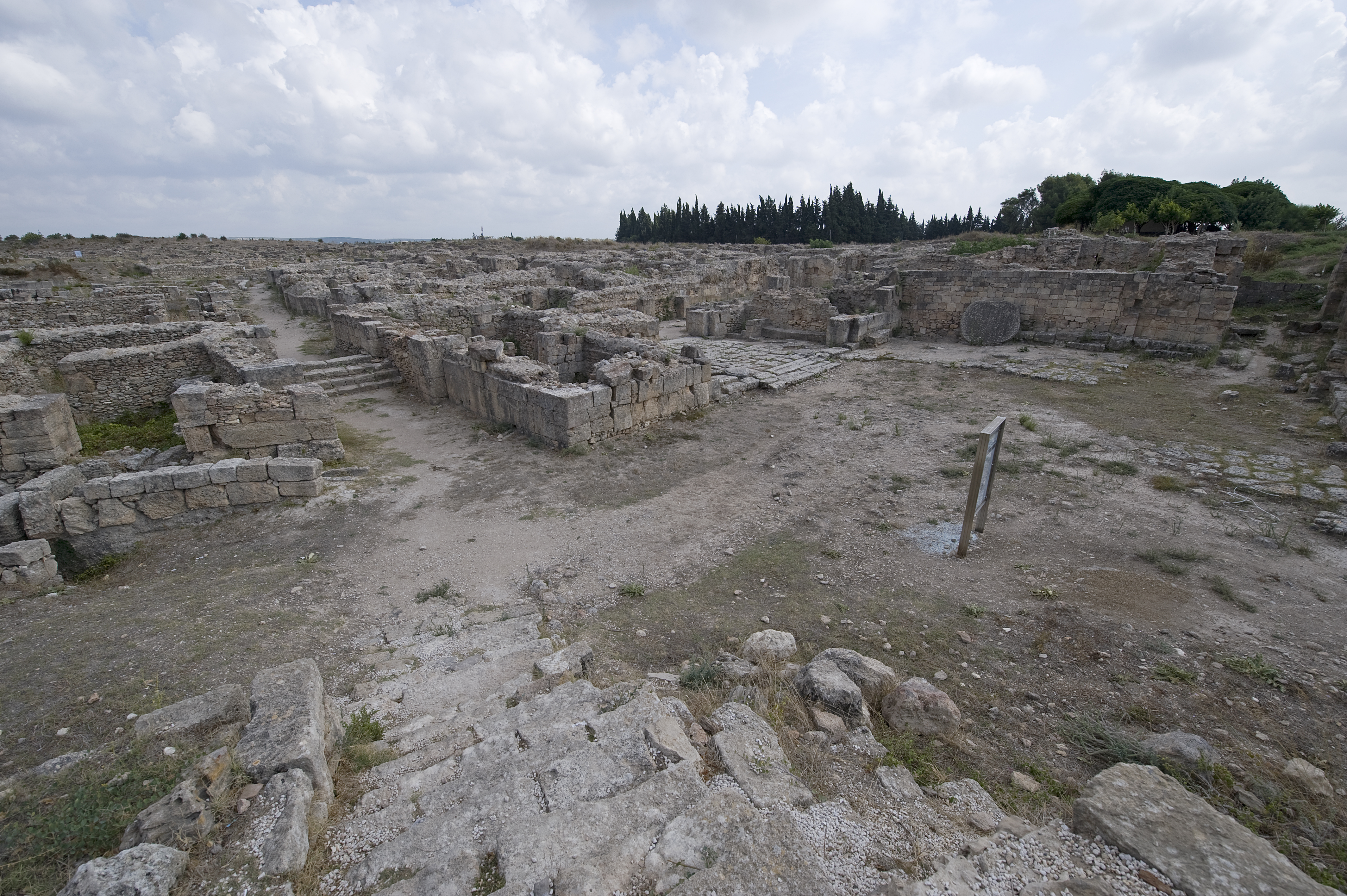
Entrée du palais.
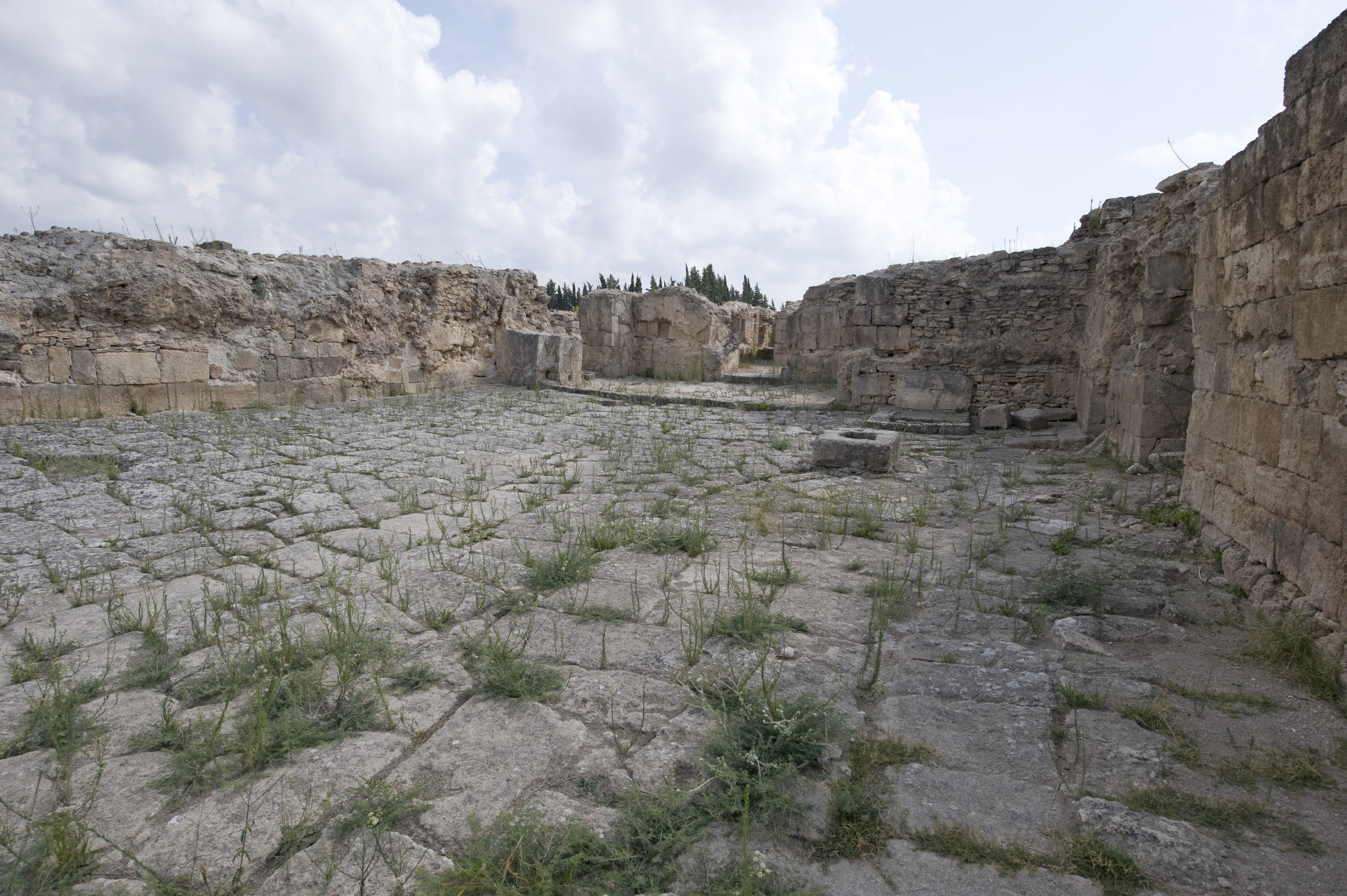
Cour et porche à colonnes conduisant à la salle du trône.
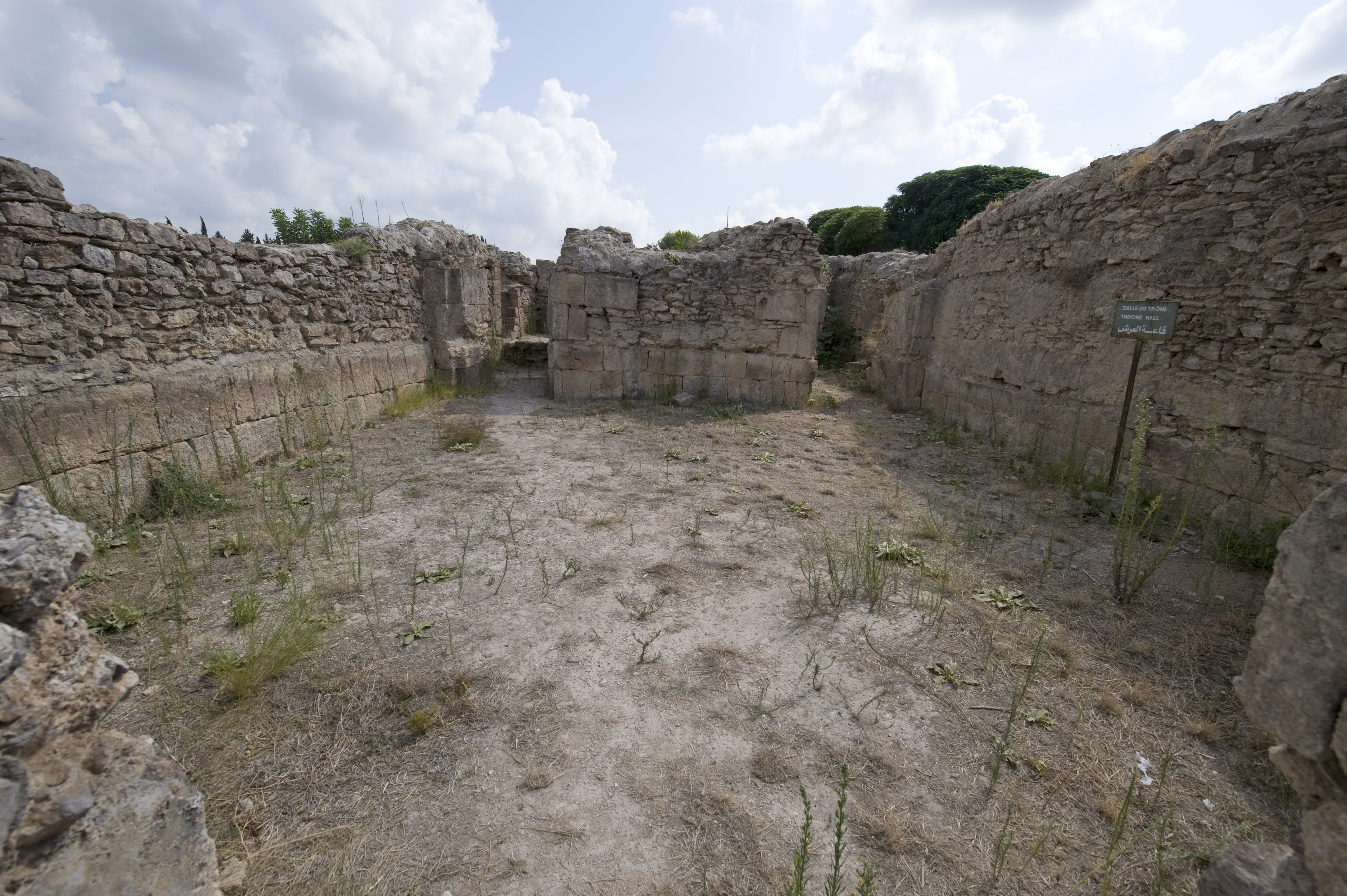
Salle du trône.
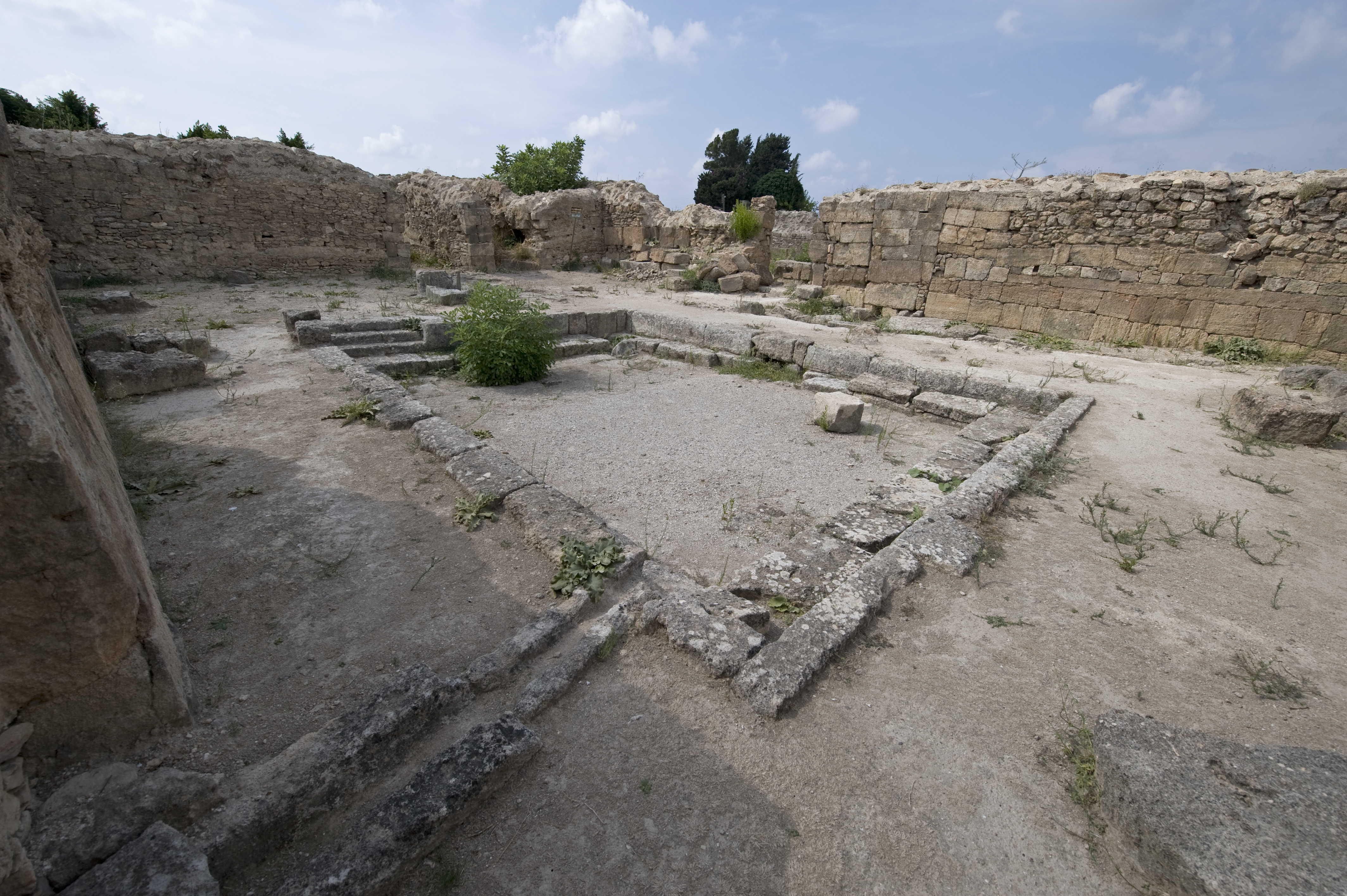
Salle au bassin d'agrément.
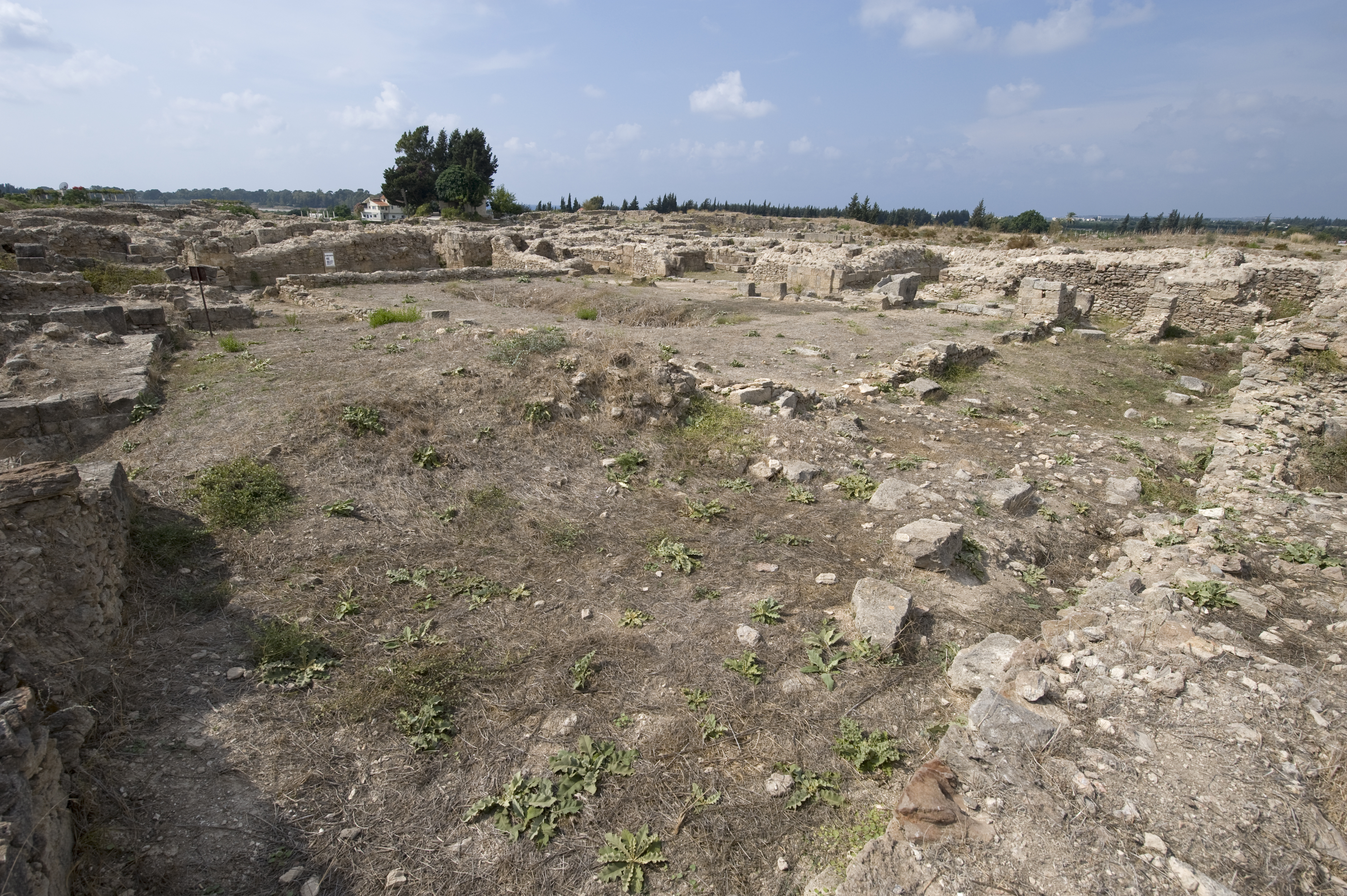
Cour aux jardins.
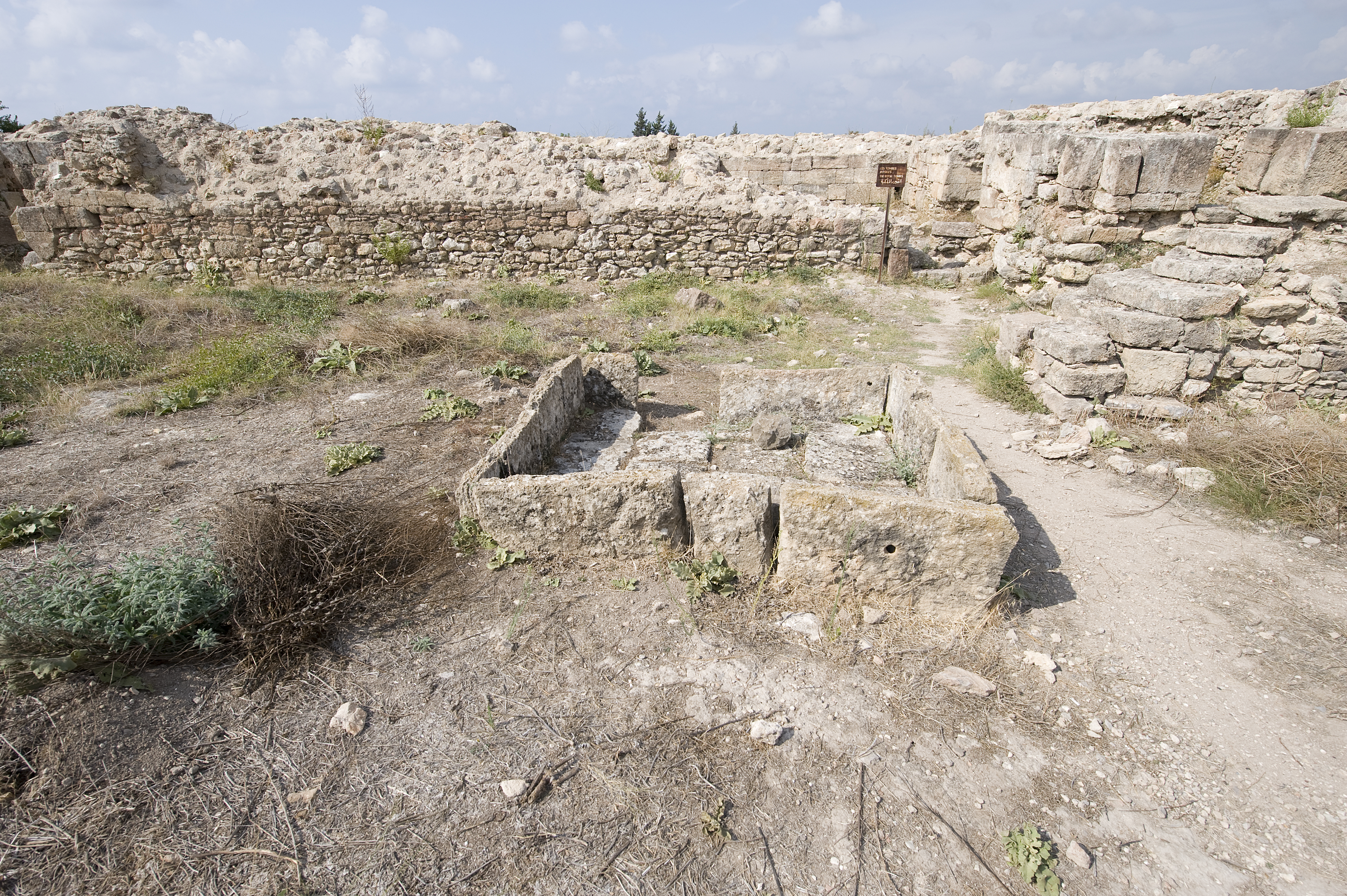
Cour de la partie nord et tombes royales.

Au nord-est de la zone palatiale se trouve un autre grand édifice qualifié de « Palais nord », qui semble être un ancien palais royal délaissé autour de 1400,. Le « Palais sud », situé au sud de la zone palatiale est quant à lui une vaste résidence dont l'occupant le mieux connu est Yabninou, un personnage de haut rang dans le royaume.

### L'acropole et les temples

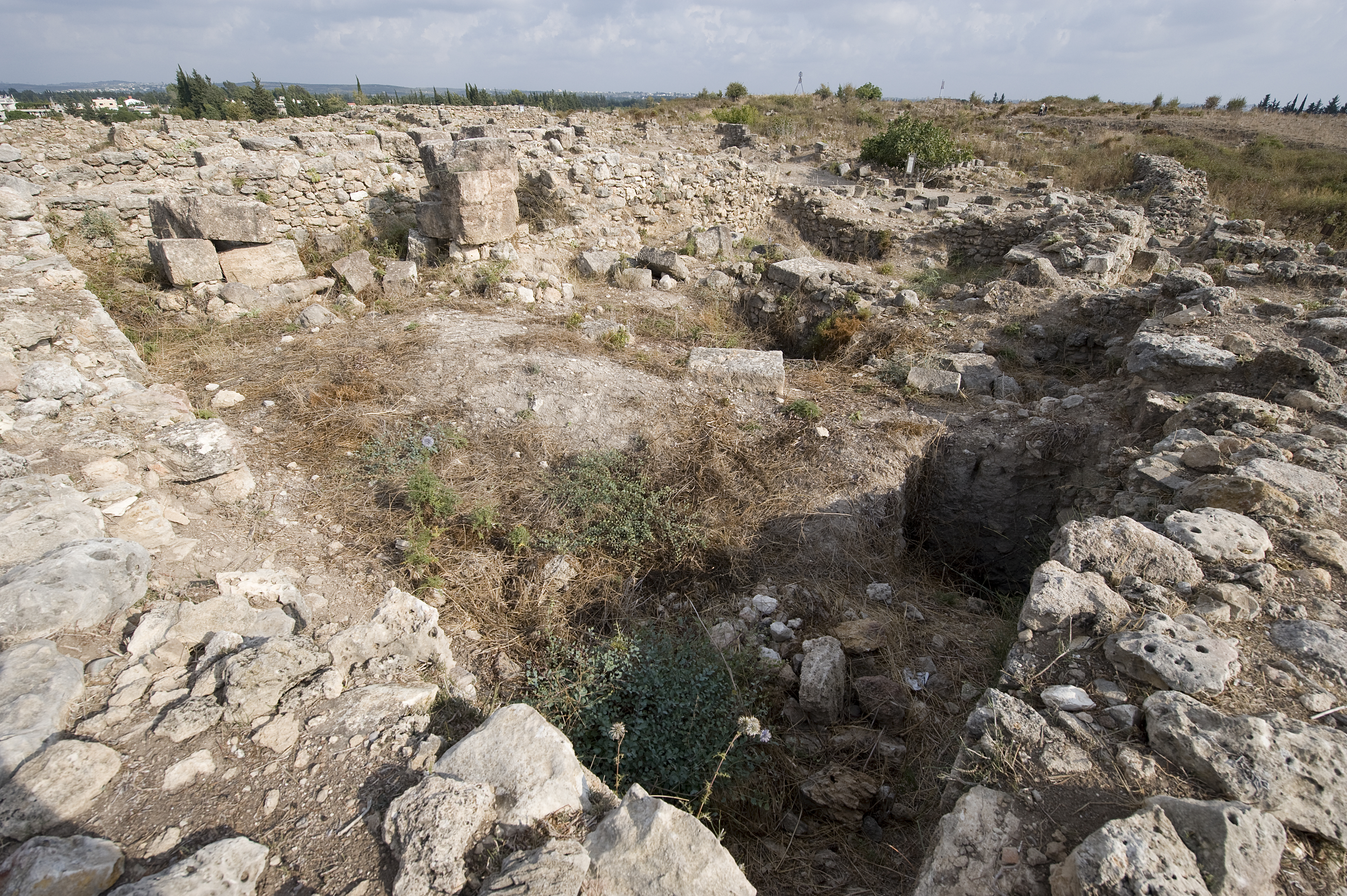
Ruines du temple de Baal.

La zone dite de l'acropole se trouvait au nord-est de la ville, et surplombait le reste des quartiers d'habitations d'une vingtaine de mètres. C'est manifestement la zone sacrée de la ville, puisqu'on y trouvait les deux temples de la cité, attribués suivant des inscriptions retrouvées sur place aux divinités Baal et Dagan (ce dernier temple serait plutôt dédié à El selon H. Niehr). Érigés vers le début du Bronze récent, ils avaient tous deux la forme d'une tour, ce qui leur permettait d'être visibles de très loin. Ils sont détruits par le séisme qui a lieu vers 1250. Le temple de Baal est reconstruit, sans doute sur le plan antérieur. Il dispose d'un espace sacré d'environ 850 m2, avec une cour d'entrée circonscrite par une enceinte au centre de laquelle se trouve un autel. Sa base mesure 16 × 22 mètres, divisée entre un vestibule bas conduisant au corps de bâtiment principal, comprenant une cella barlongue et un escalier permettait l'accès à la terrasse, qui devait s'élever à environ 20 mètres de hauteur et devait servir de « haut lieu » pour les sacrifices. Le temple de Dagan; qui avait une organisation similaire, n'est en revanche pas reconstruit après le séisme, ce qui pourrait indiquer une certaine désaffection vis-à-vis de ce dieu. Le culte se poursuit en plein air, sur le socle de l'édifice détruit qui a été déblayé et où ont été installées des stèles,,,. La présence de la « Maison du Grand Prêtre » entre les deux sanctuaires semble liée à leur existence : c'est un bâtiment qui a livré des objets inscrits au nom du « chef des prêtres » et un important lot de tablettes, dont des textes mythologiques.
Un autre temple, le « temple aux rhytons », a été fouillé dans une zone résidentielle (« centre de la ville ») où il est intégré à un îlot d'habitation. Il dispose d'une grande salle et a pu servir de lieu de réunion d'une confrérie.

### Les maisons
La ville d'Ougarit était occupée par des espaces résidentiels, fouillés dans plusieurs secteurs (« centre de la ville », « ville sud », « quartier résidentiel », « sud acropole », « ville-basse ») qui ont notamment permis de dégager de nombreuses maisons. L'espace est organisé de façon irrégulière et densément occupé : les maisons sont regroupées en îlots de tailles diverses, séparés par des rues et impasses souvent minces et tortueuses. Leurs murs sont construits en moellons, avec une superstructure en briques crues et pisé, parfois de la pierre de taille pour renforcer les angles. Leur taille au sol est très variable : autour de 80/100 m2 en moyenne, de quelques dizaines de mètres à plus de 500 m2 pour celles des plus riches, jusqu'à 1 000 m2 (« maison de Yabninou »/« Palais sud ») ; il faut y ajouter la présence d'un étage et de terrasses aménagées, accessibles par des escaliers. Il n'y avait pas de séparation de l'espace par la richesse, les habitations des plus riches côtoyant celles des plus modestes. De la même manière aucun quartier spécifiquement dédié à une activité artisanale n'a été identifié,.

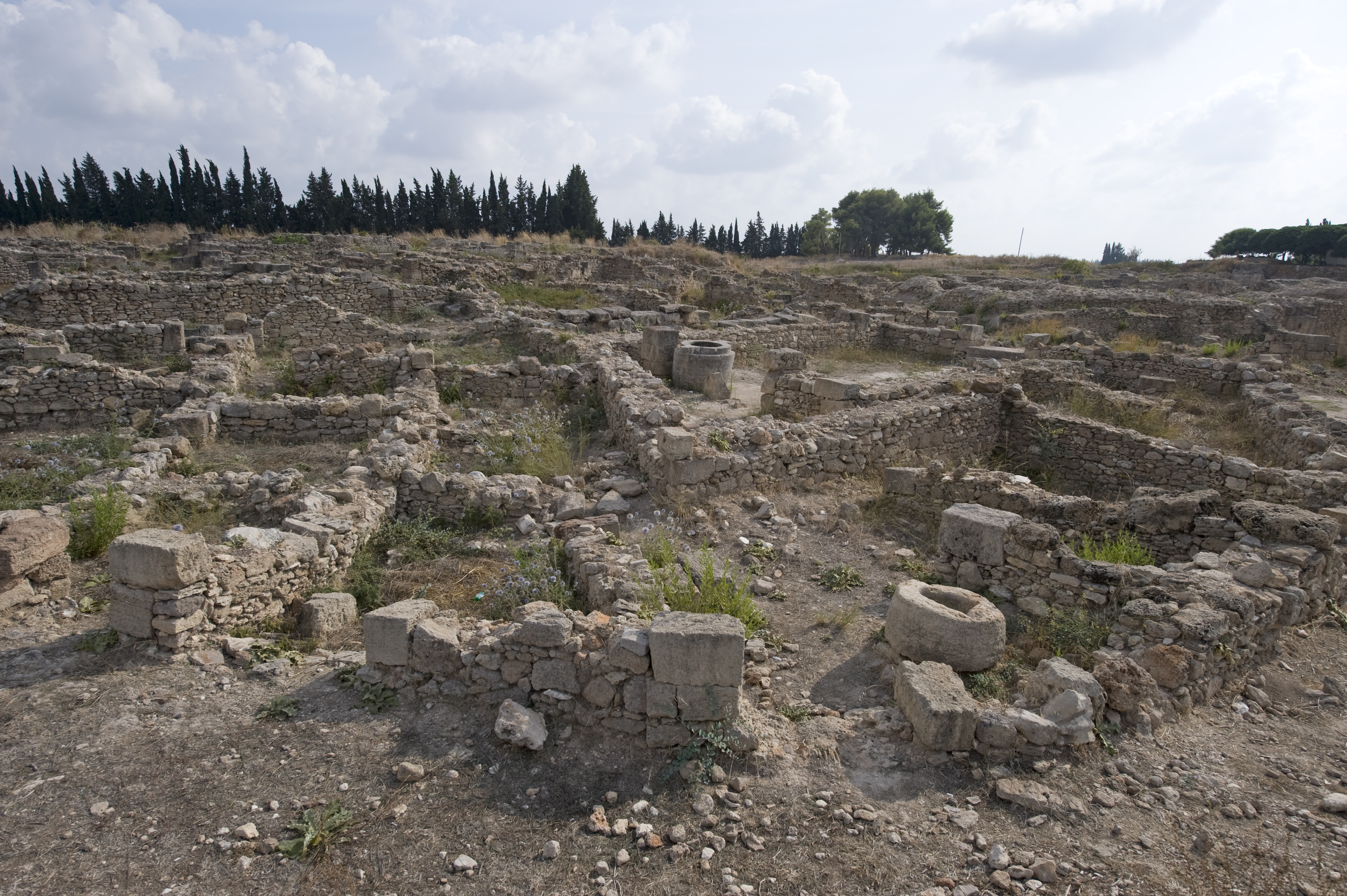
Vue de la zone dite du « quartier résidentiel ».
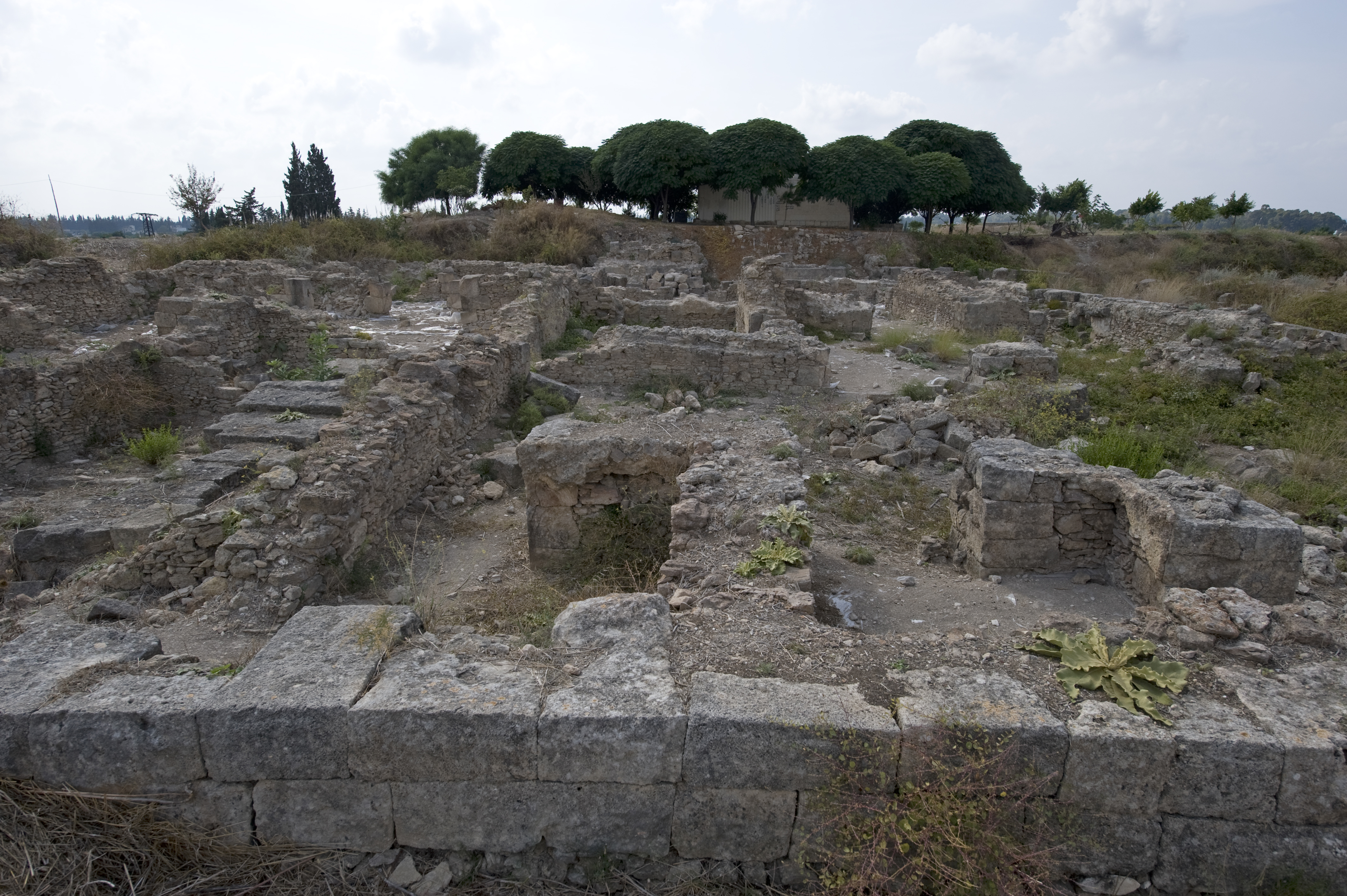
Ruines de la « maison de Yabninou »/« Palais sud ».
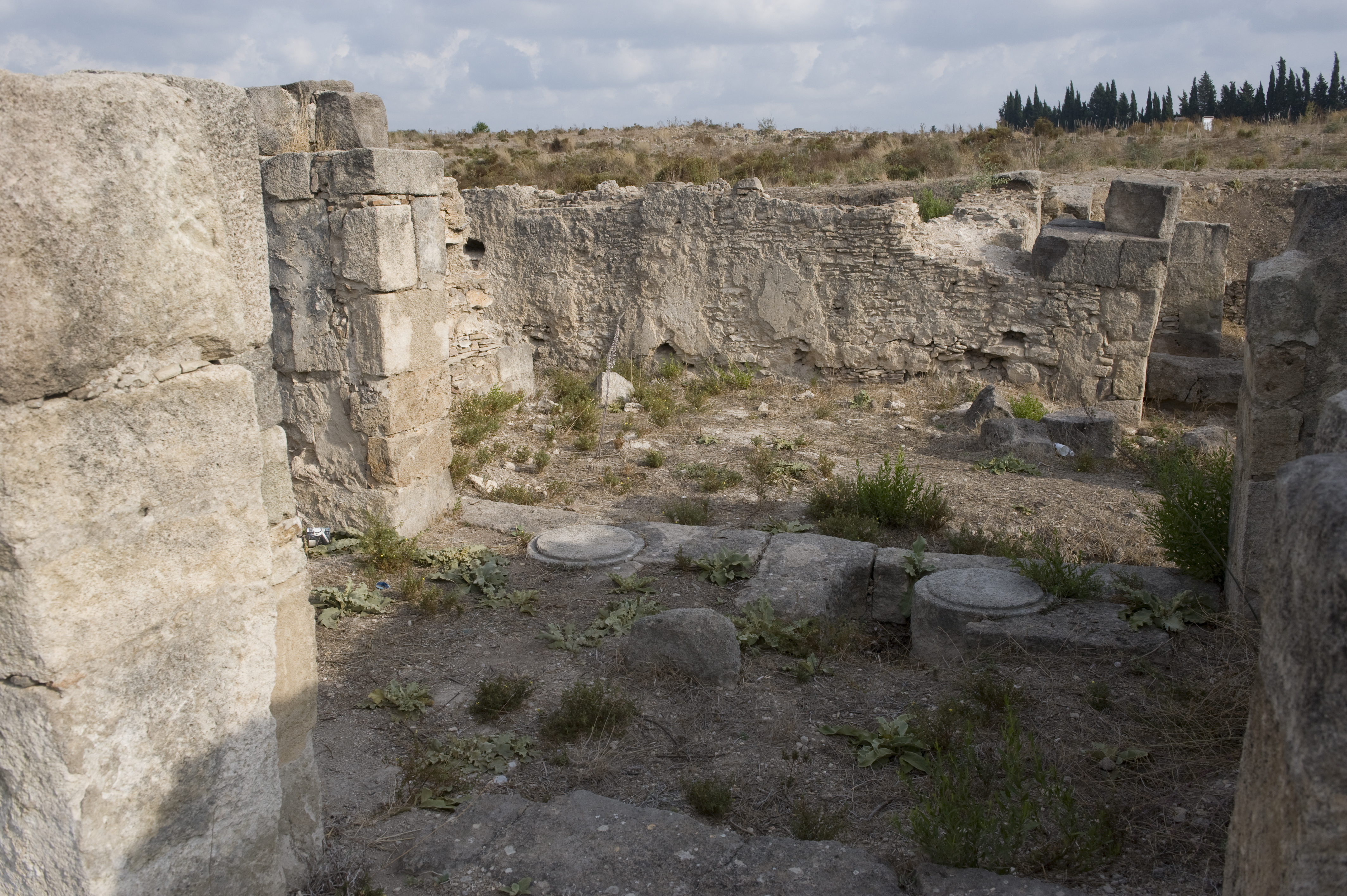
Ruines d'une autre maison cossue, la « résidence nord » : cour avec porche à deux colonnes.

L'organisation interne des maisons varie beaucoup. Les traits communs étant le peu d'ouvertures vers l'extérieur, la présence de cours, ou du moins de sortes de puits de lumière suffisamment larges pour permettre diffuser la lumière et d'aérer le rez-de-chaussée. Des aménagements hydrauliques permettent l'alimentation en eau (puits, canalisations). Certaines pièces ont des fonctions utilitaires, notamment le stockage, voire des espaces d'activités comme des boutiques ou des ateliers, ainsi que dans les plus grandes maisons des pièces pour loger les animaux (ânes et chevaux). La vie privée devait plutôt se dérouler aux étages, qui semblent présents dans la plupart des maisons (au moins une, plus rarement deux) et ont dû comporter les pièces à coucher, et sur les terrasses qui ont un rôle important dans la vie quotidienne puisqu'il s'agit souvent du seul espace en plein air où peuvent se dérouler des activités. Certaines maisons ont fourni des lots d'archives privées. Des sépultures ont été construites sous plusieurs maisons. Les quartiers résidentiels comportaient également des bâtiments où on se livrait à une activité artisanale, ainsi que des petits temples,.

### Les sépultures
Plus de 200 caveaux en pierre construits sous des maisons ont été identifiés à Ougarit, ce qui en fait un corpus exceptionnel pour analyser les pratiques funéraires de la Syrie du Bronze récent. Certains datés du Bronze moyen ont également été identifiés. Ils sont constitués d'une chambre à laquelle on accède par un couloir en pente (dromos). Les chambres construites en moellons et recouverts de dalles plates sont de loin les plus courantes. D'autres, moins nombreux, plus grands et surtout datés des époques tardives, sont construits en pierre de taille et voûtées en encorbellement. Il s'agit de tombes collectives accueillant plusieurs générations de défunts. Étant donné qu'elles ont été pillées dès l'Antiquité, le matériel qu'elles ont livré est limité. On accède en général aux sépultures depuis l'intérieur des maisons et elles sont étroitement associées à l'habitat, intégrées dans son architecture, ce qui implique qu'elles aient été construites en même temps. Elles se trouvent en plus grand nombre dans les zones résidentielles où l'habitat est plus dense et compact (31 identifiées sur les 7 000 m2 du secteur « ville basse », au nord-est du tell), tandis qu'elles sont moins nombreuses aux abords du palais royal où les résidences sont en général plus vastes (une dizaine de tombes). Pour autant, toutes les résidences ne disposent pas d'un caveau, ce qui pourrait indiquer que les habitants de certaines maisons utilisent ceux situés sous d'autres (parce qu'il s'agit d'une même famille). Certaines tombes étaient d'ailleurs accessibles depuis l'extérieur, sans passer par une maison.

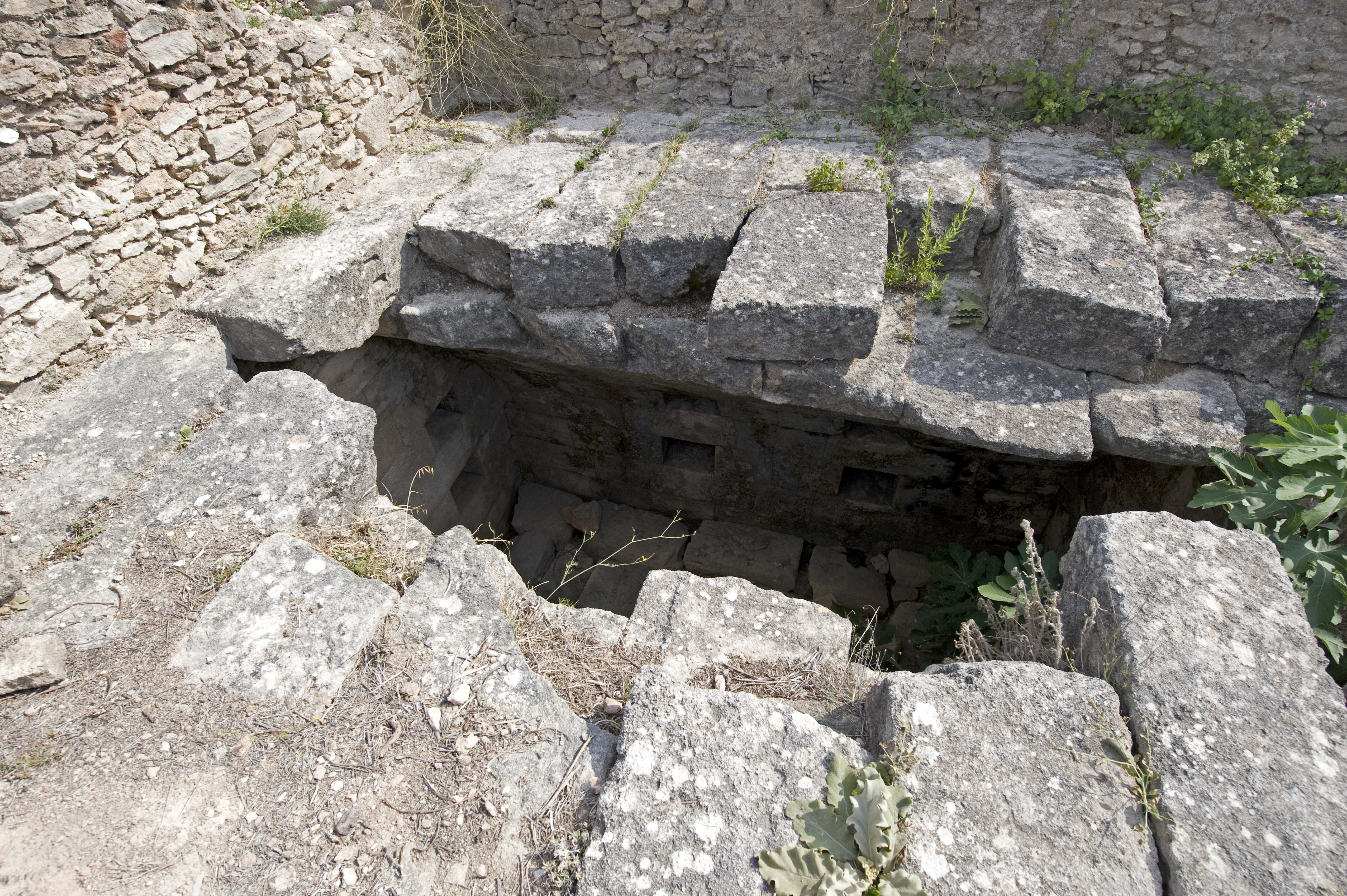
Entrée du caveau de la maison de Yabninou (ou Palais sud).
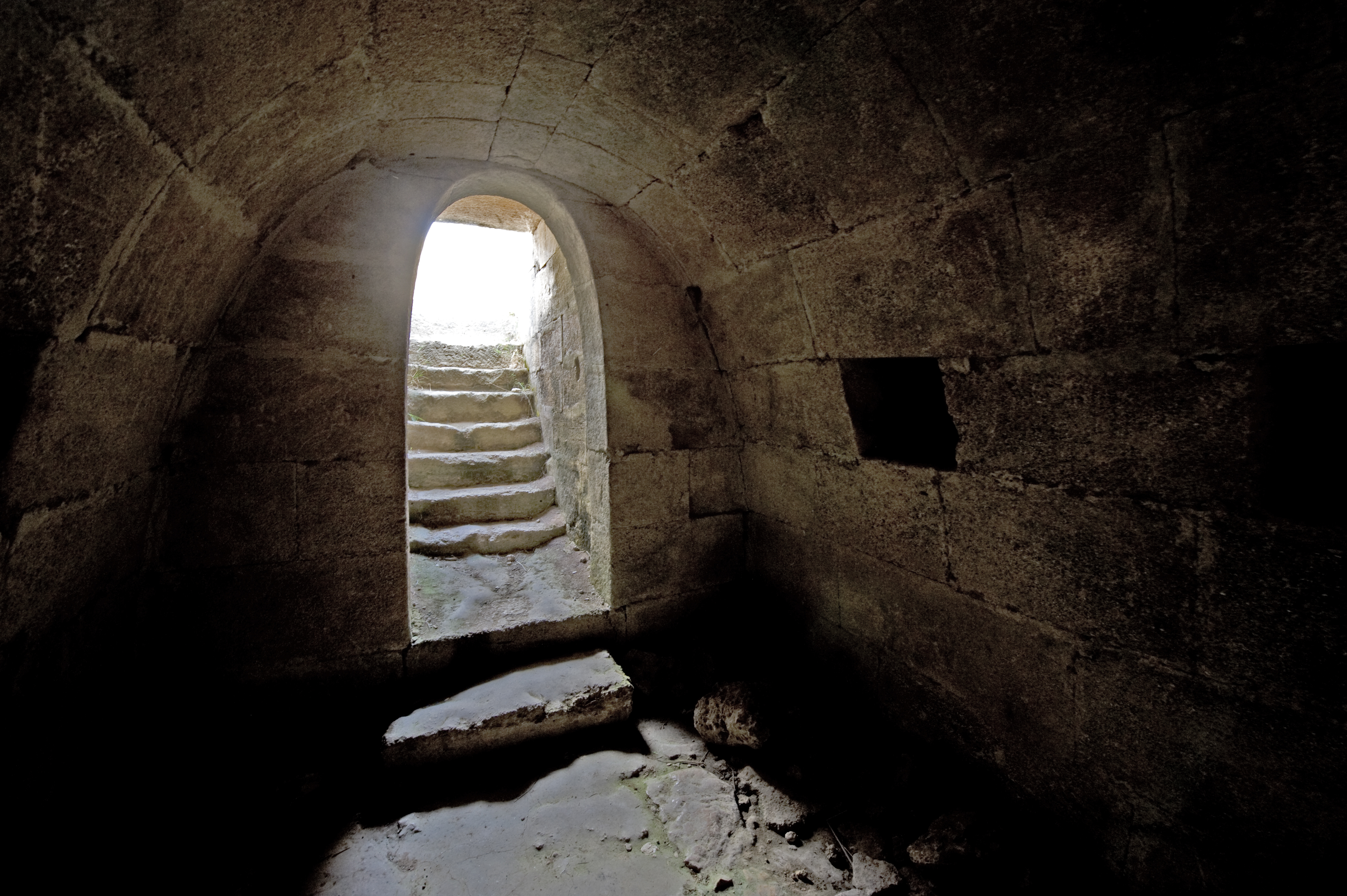
Caveau vouté de la maison de Rapanou.

### La destruction de la ville
Le site de Ras Shamra subit une destruction majeure autour de 1185, caractérisée par des incendies dans ses édifices majeurs et de nombreuses parties de la ville. La présence de pointes de flèches dans plusieurs endroits pourrait indiquer que cette destruction a été violente. Elle est couramment attribuée aux Peuples de la mer, mais rien ne permet de confirmer cela. Cette interprétation repose notamment sur le fait que d'autres sites du royaume d'Ougarit (Ras Ibn Hani, Tell Toueini notamment) sont alors détruits et réoccupés par une population qui a une culture matérielle de type égéen ou chypriote, qui semble typique des groupes rattachés aux « Peuples de la mer ». Il est du reste possible qu'il y ait eu plusieurs épisodes de destructions qui se sont succédé. Cela marque en tout cas la fin du royaume d'Ougarit. La ville d'Ougarit est largement dépeuplée dans les années qui suivent. Cela ne veut pas dire qu'elle soit complètement abandonnée, puisqu'il y a en plusieurs endroits des traces de réoccupation de résidences par une population pratiquant l'élevage. Les sépultures sont également pillées à cette période.

### Les occupations postérieures
Après la fin de l'âge du bronze, le site de Ras Shamra est réoccupé de manière sporadique par endroits. Une occupation datée de l'époque perse, des Ve – IVe siècle av. J.-C., est connue par des restes de maisons et de sépultures.

## L'extension géographique du royaume et les autres sites

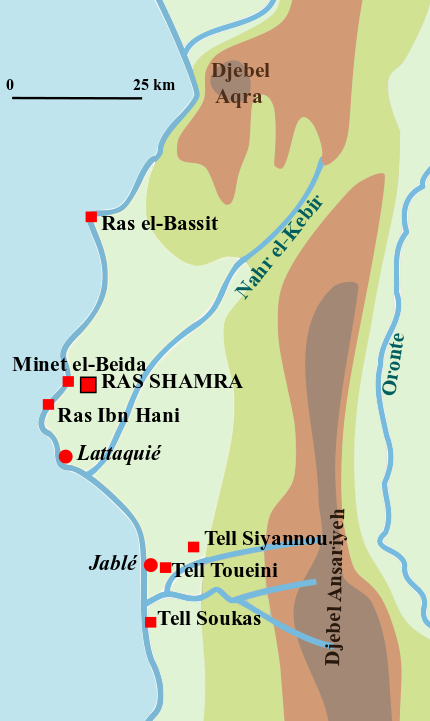
Plan simplifié de localisation des sites archéologiques liés au royaume d'Ougarit.

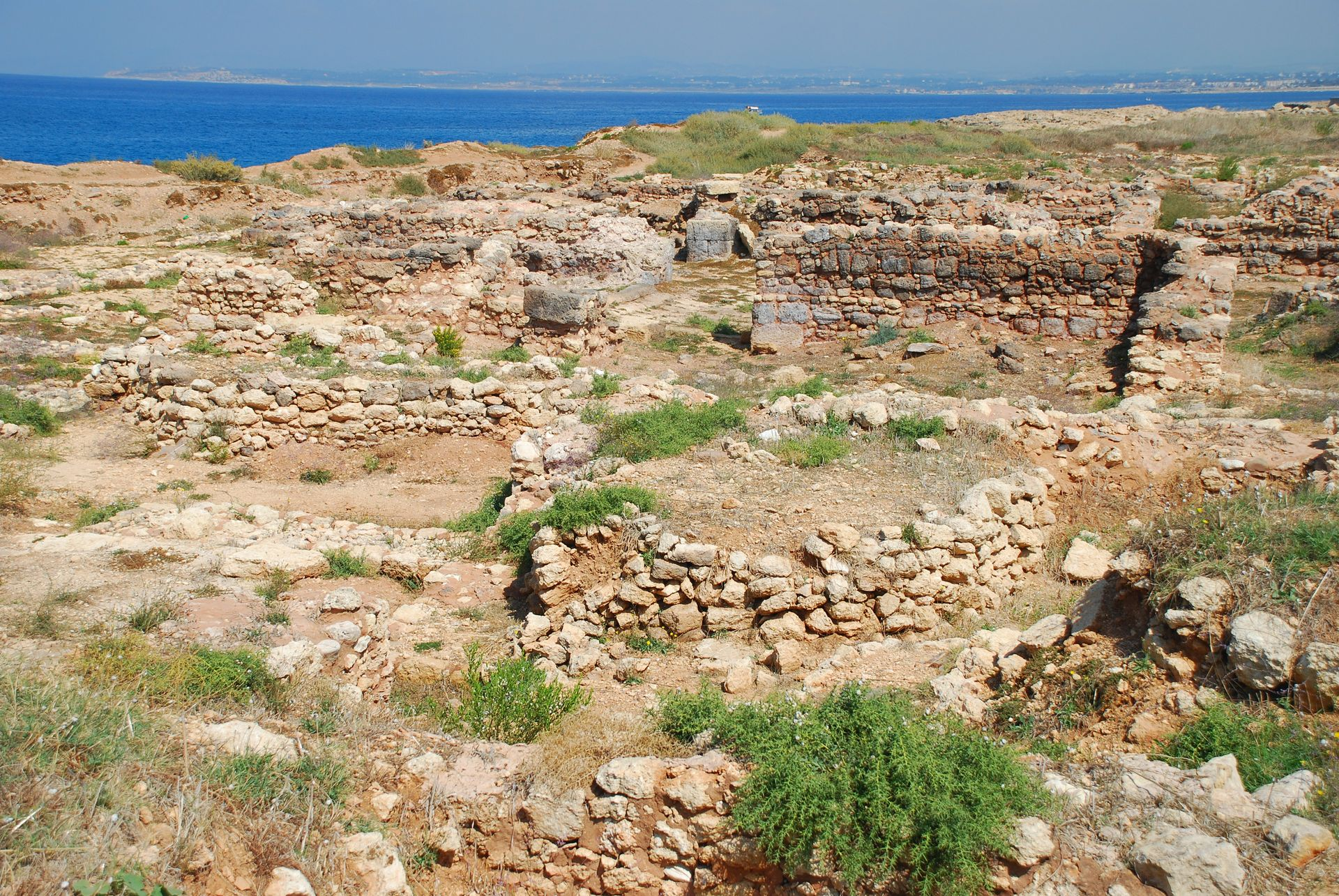
Le Palais nord de Ras Ibn Hani.

Durant sa dernière période d'existence, donc après plusieurs pertes territoriales, le royaume d'Ougarit s'étend sur plus de 2 200 km2, mesurant plus d'une soixantaine de kilomètres du nord au sud et une trentaine à une cinquantaine de kilomètres d'est en ouest selon les endroits ; avant cela, il a peut-être dépassé les 5 000 km2. Il s'est développé principalement sur la plaine littorale syrienne, autour de la plaine fertile de Lattaquié, où se trouvent Ougarit et le cœur du royaume, arrosée par plusieurs fleuves débouchant du plateau de Bahlouliyé, le plus important étant le Nahr el-Kébir. Il s'agit d'une des plaines les plus vastes et fertiles du Levant, donc d'un des principaux facteurs de la prospérité d'Ougarit. La position littorale est l'autre atout majeur. La côte est certes souvent rocheuse, avec des anses qui sont en général de taille réduite et peu propices à l'implantation de ports, mais celle de Minet el-Beida, le port d'Ougarit, est un des rares abris naturels de qualité de la région et a indéniablement favorisé l'essor commercial de la cité. Le royaume est limité au nord par le Djébel Aqra (le mont Saphon) et le massif du Baer-Bassit, qui le séparent du royaume de Mukish (capitale Alalakh), et à l'est par le Djébel Ansariyé, qui surplombe le plateau de Bahlouliyé qui constitue la partie orientale du royaume ; les pays situés à l'est d'Ougarit sont Niya et le Noukhashshe. Au sud, il n'y a pas de barrière naturelle : les limites du royaume se trouvaient quelque part dans la plaine du Jablé, peut-être jusqu'au niveau de Tell Soukas, voire un peu plus bas. C'est une autre plaine littorale bien arrosée et propice au développement de l'agriculture. Là se trouve le pays de Siyannou et d'Oushnatou, qui devient indépendant d'Ougarit vers la fin du XIVe siècle av. J.-C.. Plus au sud encore se trouvent la cité insulaire d'Arwad et le royaume d'Amurru (capitale Sumur, à Tell Kazel),,.
Deux autres sites d'importance notable situés au cœur de l'ancien royaume d'Ougarit ont également été fouillés : Minet el-Beida (l'antique Mahadou ?), le port d'Ougarit, situé à un kilomètre de la capitale, a été fouillé de 1929 à 1935, mais l'installation d'une base militaire y empêche de nouvelles fouilles ; Ras Ibn Hani (Rashou ?), avec son Palais Nord, une résidence palatiale (des tablettes y attestent de la présence d'une reine-mère) d'environ 2 500 m2, située sur une presqu'île surplombant la mer Méditerranée, cinq kilomètres à l'ouest de la capitale. Au nord du royaume, le site de Ras el-Bassit, situé sur un cap aux pieds du Djébel Aqra, a livré des édifices du bronze récent, dont une grande résidence de la période finale. D'autres agglomérations ont été mises au jour dans la plaine de Jablé, à la limite méridionale du royaume ou dans le pays de Siyannou : Tell Toueini, près de l'actuelle Jablé, à proximité de la mer, correspond sans doute à l'antique Gibala, une ville marchande importante ; Tell Soukas, un peu plus au sud, peut-être la ville de Souksi (au Siyannou) ; Tell Siyannou, plus à l'intérieur, correspondent vraisemblablement à la capitale du pays de Siyannou ; Tell Iris, à proximité de ce dernier.

## Les textes d'Ougarit

### Les lots d'archives
Les fouilles d'Ougarit ont permis la mise au jour de plusieurs centaines de tablettes cunéiformes (plus de 4 000 selon une estimation). Selon un inventaire effectué en 1998 par O. Pedersén, on peut isoler 17 lots d'archives principaux, en plus de trouvailles éparses. Il n'y a pas d'indication que les Ougaritains aient tenu des archives sur papyrus, en revanche il semble qu'ils aient également écrit sur des tablettes en bois couvertes de cire, matière qui ne se préserve pas.

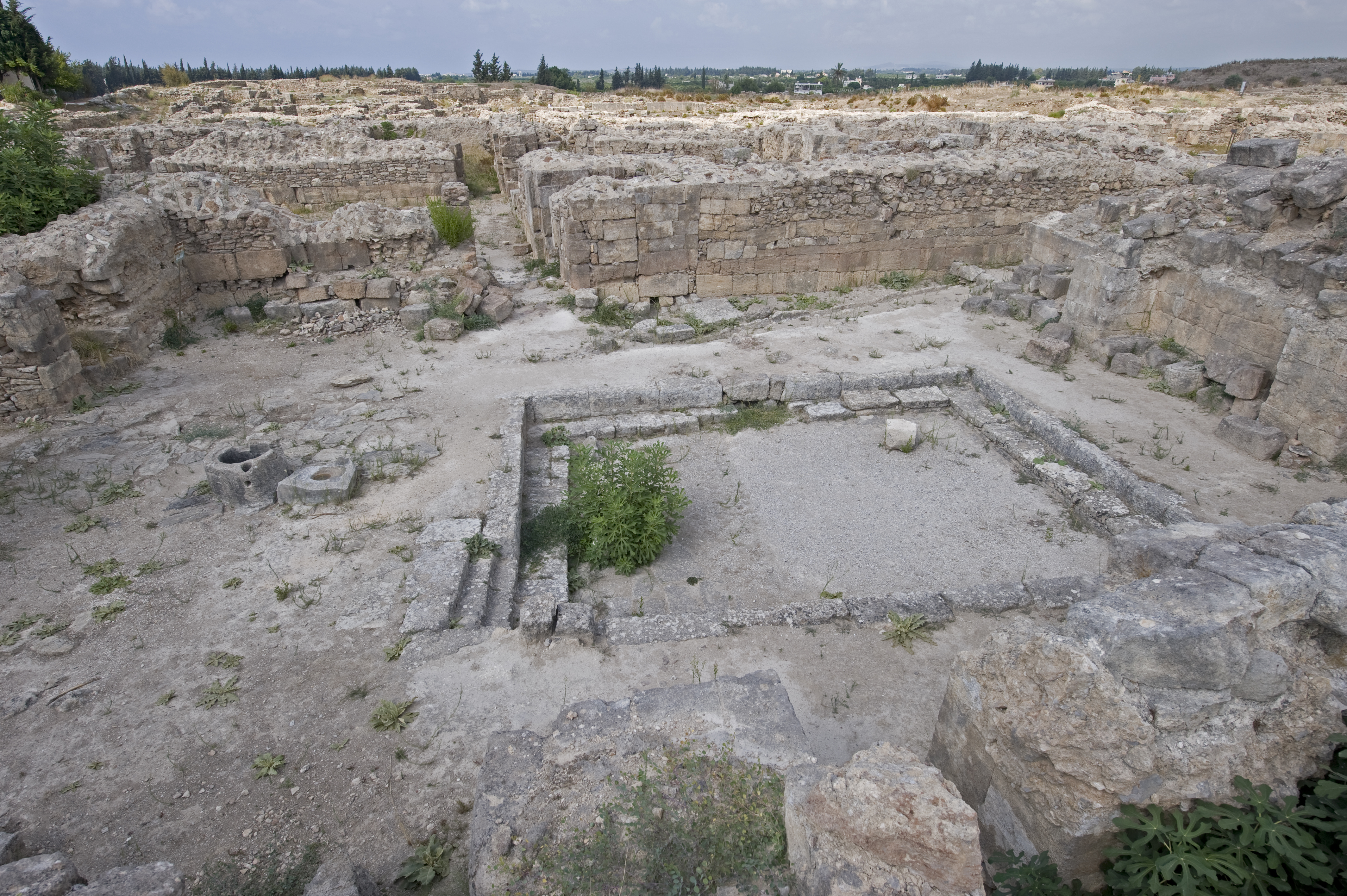
La salle au bassin du Palais royal, lieu de trouvaille d'une partie des « archives sud-ouest » et du supposé « four aux tablettes ».

Dans le palais royal, cinq lots d'archives principaux ont été trouvés dans des parties différentes du palais, qui ont chacun au moins un sujet de prédilection, voire dans certains cas une spécialisation, même si chaque archive peut comprendre tout type de textes. Les archives ouest, est et sud-ouest sont principalement administratives, les archives centrales comprennent des actes juridiques officiels, notamment les textes sur les propriétés immobilières, les archives sud la correspondance internationale et des textes juridiques. Mais des lettres royales ont aussi été retrouvées dans les archives est et centrale. En revanche il n'y a aucune organisation par écriture et langue : les textes en alphabet ougaritique et en cunéiforme syllabique sont mélangés. Peu de textes scolaires et littéraires ont été retrouvés dans le palais,. Chaque archive fonctionne donc comme une sorte de bureau spécialisé, en général situé dans un groupe de pièces du rez-de-chaussée, près d'une cour, donc avec une source de lumière naturelle pour permettre aux scribes de travailler dans les meilleures conditions. Par endroits (apparemment dans le cas des archives centrales), les tablettes sont stockées à l'étage. La durée de conservation des textes dépend de leur nature et de leurs potentiels usages futurs : les textes juridiques ou les traités internationaux sont gardés longtemps, en revanche les textes administratifs ne le sont pas. En tout cas les archives ne semblent pas remonter plus haut que le milieu du XIVe siècle av. J.-C., le sort des textes plus anciens n'étant pas déterminé. Rien n'indique que des tablettes aient été cuites de manière intentionnelle afin de permettre de les conserver plus longtemps (l'argile cuite étant très résistante). Un groupe de tablettes mis au jour dans la cour au bassin aurait selon l'interprétation de leur découvreur été placé dans un four, de manière à les cuire, découverte qui a rencontré un certain écho. Une analyse postérieure du dossier a révélé qu'il n'y avait probablement pas eu de four à cet endroit, et que ces tablettes avaient été cuites dans un incendie antérieur à la fin du palais.

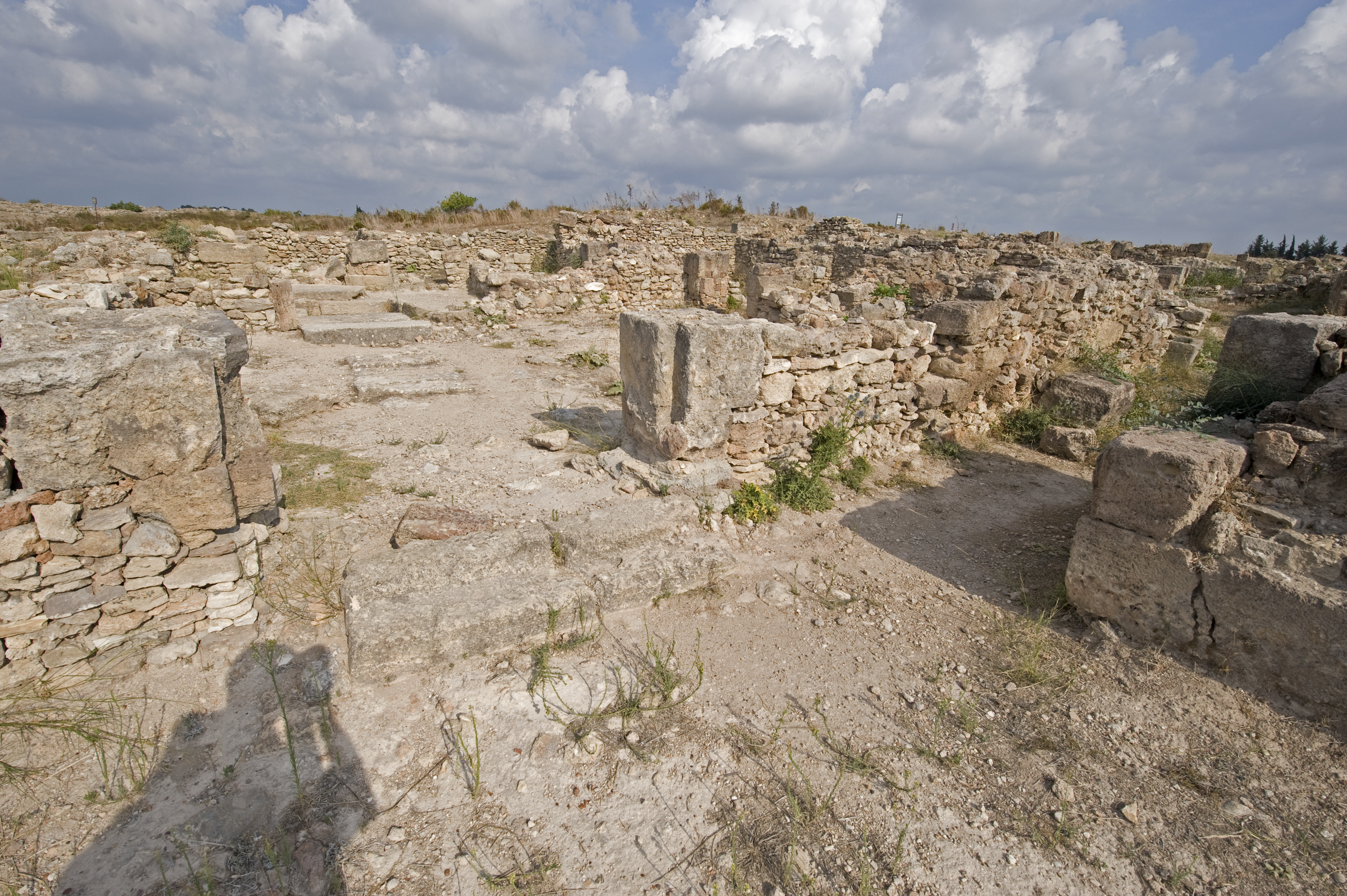
La « Maison de Rapanou », où 343 textes ont été exhumés, principalement des listes lexicales (232), également des lettres (63), des documents économiques (28) et juridiques (14) et quelques autres tablettes dont une écrite en cypro-minoen.

Les autres lots ont été mis au jour dans des résidences de la ville, que l'on désigne couramment comme des archives « privées ». Les plus importants groupes de textes scolaires, littéraires et liturgiques (surtout en akkadien associé au sumérien et en ougaritique, aussi en hourrite) ont été mis au jour dans la « maison du Grand Prêtre », la « bibliothèque de Lamashtou », la « maison aux textes littéraires », la « maison aux textes médico-magiques », etc.. Les maisons des plus importants dignitaires du royaume ont en général été surnommées d'après un des plus importants personnages apparaissant dans leurs archives, qui contiennent avant tout des textes économiques, administratifs, juridiques, épistolaires et aussi scolaires : la « maison de Rapanou », la « maison d'Ourtenou », la « maison de Rasapabou » et la « maison de Yabninou » (ou « Palais sud »). La nature « privée » de ces archives est discutée, car le public et le privé sont difficiles à séparer à cette période. Certes on y trouve les archives des familles qui y résident, mais pas seulement : une partie de la correspondance officielle a ainsi été mise au jour dans la résidence d'Ourtenou, ainsi que la copie d'un traité. Ces personnages ayant des fonctions dans l'administration du royaume, ils conservent la documentation liée à celles-ci dans leurs propres résidences, qui fonctionnent aussi comme leur bureau professionnel.

### Écritures et langues
Ville commerciale par excellence, Ougarit est de ce fait une place cosmopolite. Cela se retrouve dans le fait qu'on y a trouvé des documents dans cinq écritures et huit langues différentes. Le système cunéiforme traditionnel, mêlant logogrammes et syllabogrammes, sert à noter l'akkadien, le sumérien, le hittite et le hourrite. La langue locale, l'ougaritique, est notée dans un alphabet cunéiforme, l'alphabet ougaritique (qui est aussi parfois employé pour noter de l'akkadien et du hourrite). On trouve également quelques documents en égyptien, en hiéroglyphes (notamment des vases et des scarabées), en louvite noté en hiéroglyphes hittites, et en cypro-minoen, une écriture originaire de Chypre qui note une langue inconnue. Le corpus écrit se partage pour l'essentiel entre les tablettes d'argiles écrites en akkadien cunéiforme et celles écrites en alphabet ougaritique.

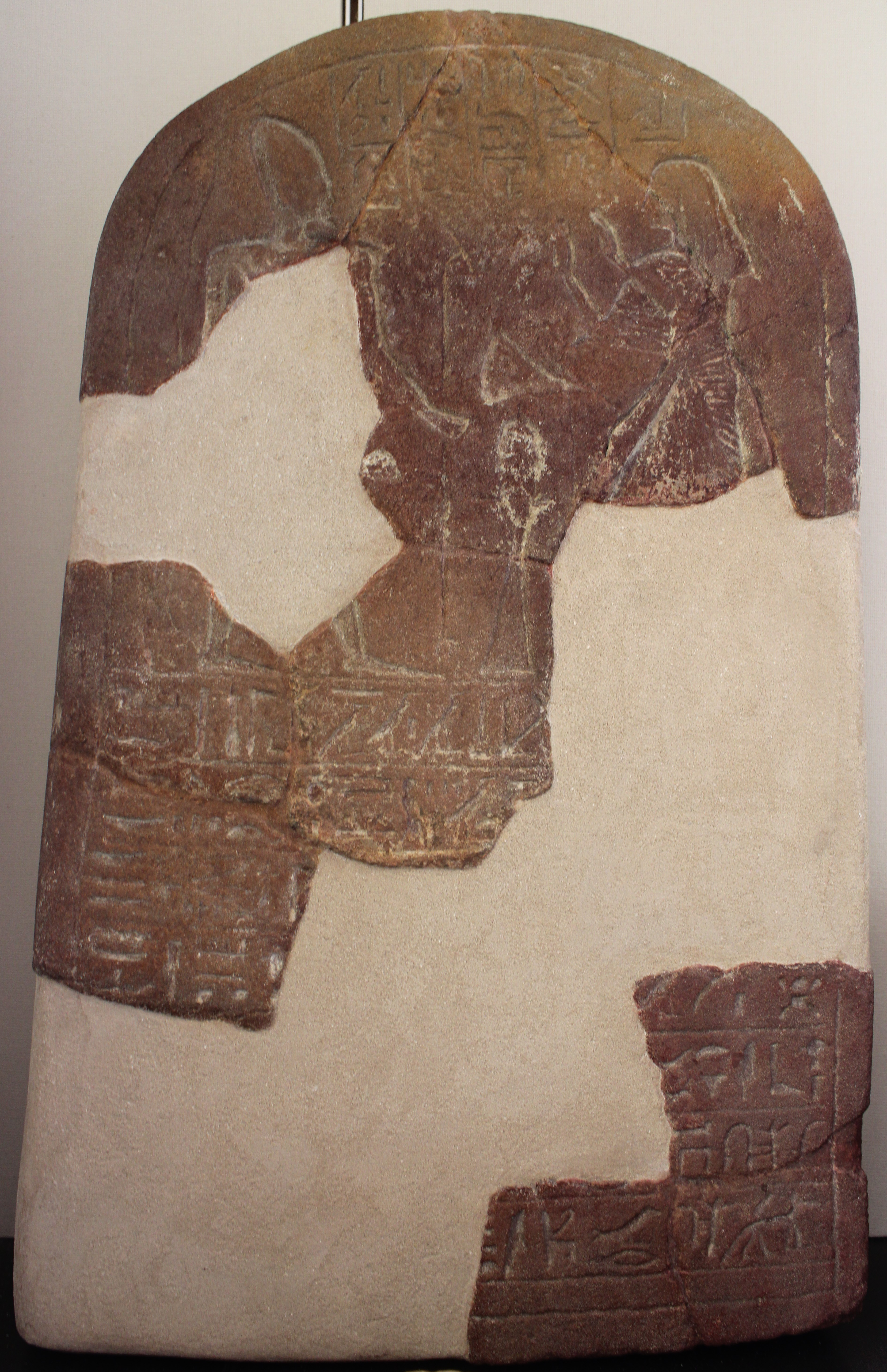
Stèle fragmentaire en hiéroglyphes égyptiens, portant une dédicace à « Seth de Sapouna », donc Baal du Saphon. XIIIe siècle av. J.-C., Musée du Louvre.
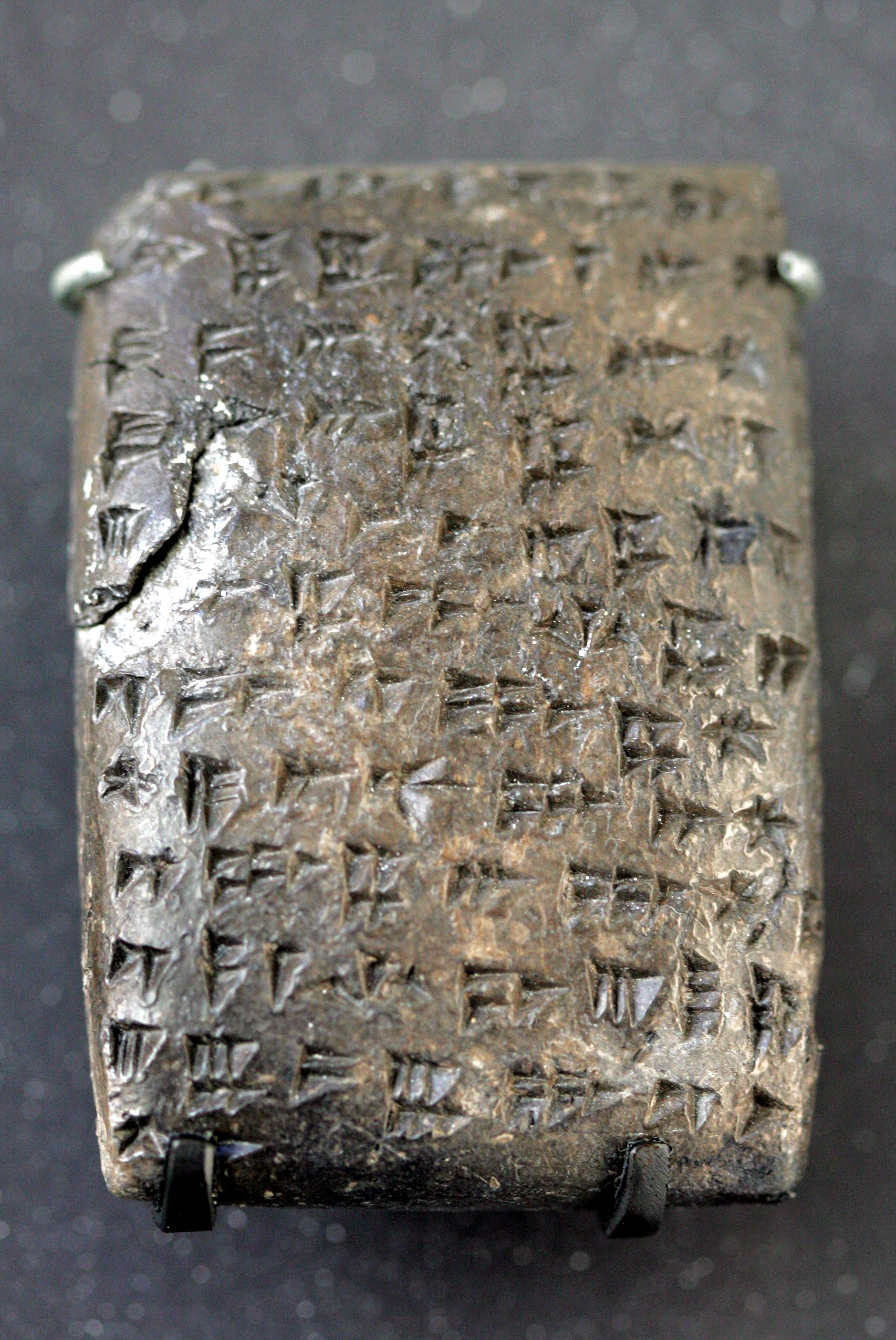
Tablette en langue hourrite, noté de façon inhabituelle en alphabet ougaritique. Musée du Louvre.

L'akkadien est la langue de la Mésopotamie, répandue au Proche-Orient sous sa forme babylonienne. Elle est écrite en cunéiforme, dont la base est phonétique (syllabique), mais elle intègre des logogrammes (on parle aussi d'idéogrammes), qui renvoient à l'origine au sumérien, la première langue écrite en Mésopotamie, qui se retrouve par leur biais dans les textes à Ougarit. L'akkadien est la lingua franca du Bronze récent : c'est la langue de la diplomatie, du grand commerce, du droit, aussi celle du milieu savant, et elle est employée avant tout dans ces domaines à Ougarit. La forme d'akkadien des textes d'Ougarit est une des variantes dites « périphériques », puisqu'elle repose certes sur l'akkadien cunéiforme tel qu'il est pratiqué en Mésopotamie à la même époque, mais elle intègre couramment des éléments de vocabulaire voire de morphologie et de syntaxe qui sont repris des langues ouest-sémitiques du Levant (souvent qualifiées de « cananéennes »), dont l'ougaritique. Il ne s'agit donc probablement pas d'une langue parlée, plutôt d'une sorte de « code » élaboré dans ces régions par des générations de scribes.

Les lettres de l'alphabet ougaritique.

L'alphabet ougaritique est une écriture développée à Ougarit pour transcrire la langue ougaritique. Les circonstances de son invention restent obscures. Il s'appuie manifestement sur les formes plus anciennes d'alphabets linéaires (« proto-sinaïtiques ») puisqu'il semble leur reprendre la forme de certains signes, mais en les transposant dans une graphie cunéiforme, plus propre à être notée sur des tablettes d'argile. Il reprend également leur principe qui consiste à ne noter que les consonnes, qui sera celui des alphabets sémitiques qui leur succèdent, mais il dispose de 30 signes (il transcrit 27 phonèmes, puisque trois signes sont des variantes d'un autre), ce qui est plus que les autres alphabets sémitiques qui se contentent en général de 22 signes. Les plus anciens exemples de cette écriture remontent au milieu du XIIIe siècle av. J.-C., qui semble être sa période d'invention. Sa période d'existence assurée s'étend donc d'environ 1250 à 1185 av. J.-C. et son usage est essentiellement local (il n'est quasiment pas attesté en dehors de ce royaume) et s'étend à la plupart des types de textes connus à Ougarit, avec une prédilection pour les textes administratifs et ceux qui sont le plus liés au fonds culturel local comme les textes mythologiques, rituels, ainsi que des lettres. C'est en tout cas le premier système alphabétique pour lequel on dispose d'une documentation en grande quantité (autour de 2 000 documents). Deux autres alphabets cunéiformes sont aussi connus par des documents isolés provenant d'Ougarit,.

### Nature des textes
Les textes mis au jour à Ougarit sont rangés dans quelques catégories principales, indépendamment de la langue dans laquelle ils sont écrits.
- Les textes administratifs (ou économiques, de gestion) sont comme souvent dans le monde cunéiforme la catégorie la plus représentée. Cette catégorie comprend des documents enregistrant des livraisons de biens, des listes de noms de personnes et de villages qui ont manifestement une finalité fiscale (dans les archives du palais), des documents relatifs à des affaires commerciales, à la gestion de domaines, à des prêts, ainsi que des étiquettes en argile servant à indiquer le contenu de livraisons auxquelles elles étaient attachées[80],[81].
- Les listes lexicales constituent une grande proportion des textes mis au jour à Ougarit, surtout dans les résidences. Il s'agit de listes de signes et de mots, organisés en colonnes, souvent des syllabaires et des vocabulaires servant à la formation des apprentis scribes ou d'aide pour des scribes professionnels. Ces textes sont issus de la tradition lettrée mésopotamienne, et Ougarit a livré des exemplaires des listes les plus courantes, comme l'« encyclopédie » bilingue sumérien-akkadien nommée Urra = ḫubullu. Les scribes d'Ougarit avaient adapté ces sortes de dictionnaires bilingues à leurs propres besoins en y ajoutant une colonne pour l'ougaritique, voire pour le hourrite[82].
- Les textes juridiques, majoritairement rédigés en akkadien suivant des formulaires inspirés de ceux de la tradition babylonienne. Ils concernent des affaires internes, notamment des donations royales, actes authentifiés par le sceau royal. Les actes juridiques mis au jour dans les archives privées concernent également les propriétés mais également les personnes. Les actes relevant du droit international sont les traités de vassalité conclus avec le roi hittite et les décrets promulgués par le vice-roi de Karkemish[83],[84],[85].
- Les textes épistolaires, qui peuvent être divisés entre la correspondance locale et la correspondance internationale. La première catégorie comprend des lettres circulant à l'intérieur du royaume, surtout rédigées en ougaritique, mais aussi en akkadien. Une partie des lettres connues relèvent de la correspondance de la famille royale, entre membres de celle-ci ou avec leurs serviteurs proches. Certaines lettres rédigées en ougaritique sont adressées par des rois étrangers, celui des Hittites et celui de Tyr : comme ces cours ne pratiquent pas cette écriture, il pourrait s'agir de copies d'originaux en akkadien[86]. La correspondance internationale est en effet rédigée en akkadien suivant des codes précis, notamment sur l'adresse (le nom de la personne la plus importante est cité en premier, qu'il s'agisse de l'expéditeur ou du récepteur). Elle concerne essentiellement les royaumes syriens et levantins, en plus du suzerain hittite, mais aussi Chypre et l’Égypte. Il y est surtout question d'affaires commerciales[87].
- Les textes religieux sont une catégorie connue dans des quantités moindres que les précédentes, mais qui a plus particulièrement attiré l'attention en raison de la présence d'une littérature propre à Ougarit. On y trouve en effet la trentaine de textes mythologiques en ougaritique, notamment le Cycle de Baal, qui sont des œuvres littéraires à proprement parler employant un style poétique. Les autres textes religieux sont issus de la pratique des prêtres ougaritains, surtout des textes rituels relatifs à des sacrifices. Quelques textes d'incantations sont également connus[88],[71].
- Les textes littéraires, parmi lesquels beaucoup sont rédigés en akkadien et comprennent des épopées (Épopée de Gilgamesh, Atrahasis), des hymnes divins, des textes sapientiaux, ainsi que des textes rituels comme des recueils de présages divinatoires et d'incantations magiques. Il s'agit d'un corpus représentatif de la culture babylonienne telle qu'elle est apprise dans la partie occidentale du monde pratiquant le cunéiforme (Syrie, Hittites), servant avant tout dans le milieu scolaire pour l'apprentissage des scribes (les textes sont souvent fautifs)[89]. Plus rares, certains textes littéraires sont écrits dans la langue propre à Ougarit, l'ougaritique, il s'agit le plus souvent de légendes épiques (Légende de Kéret, Légende de Danel et d'Aqhat). Certains textes enfin sont en langue hourrite et l'on compte parmi eux une tablette de notation musicale[90].

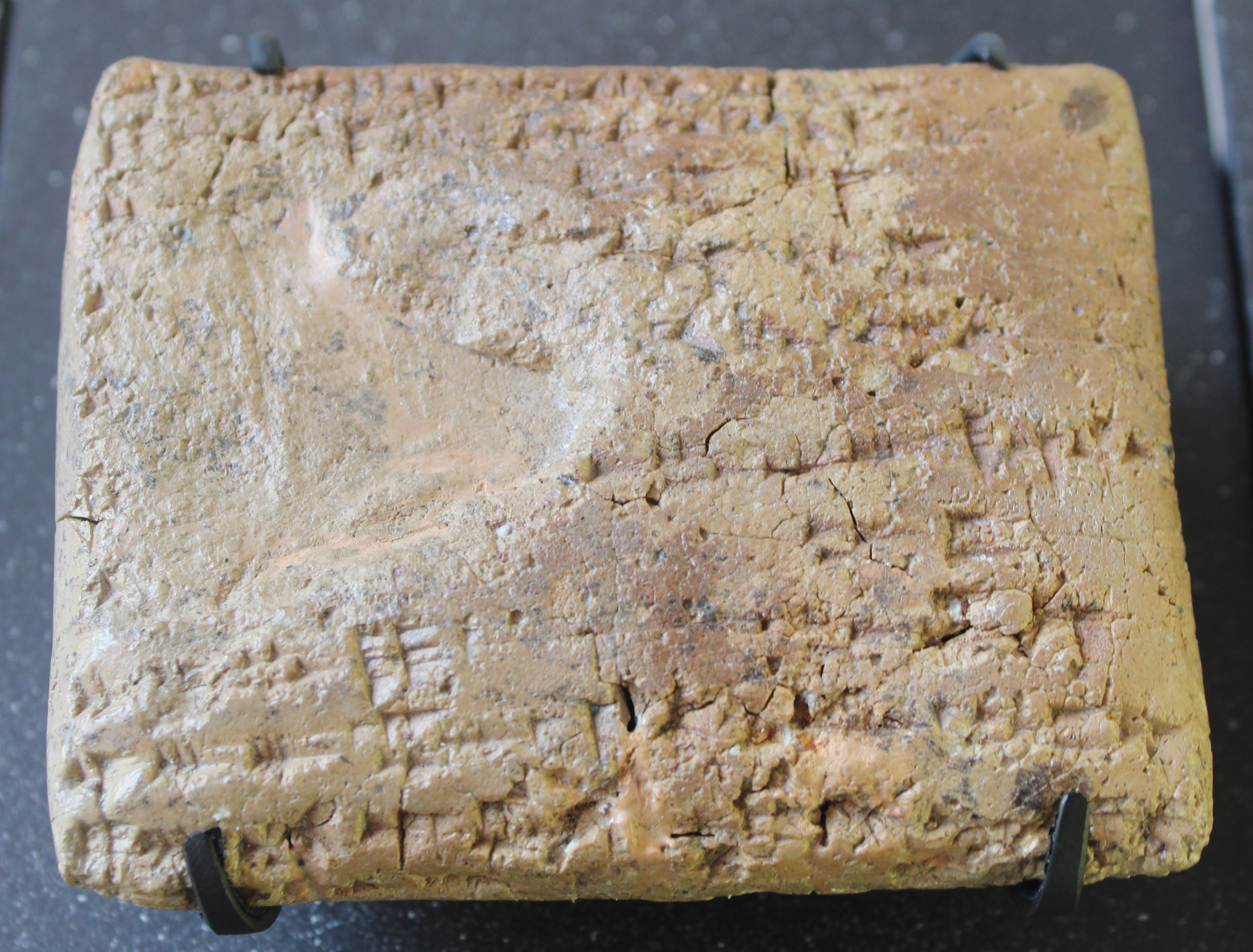
Tablette administrative en ougaritique : texte mentionnant des personnes originaires de Chypre venant prendre des vivres à Ougarit.
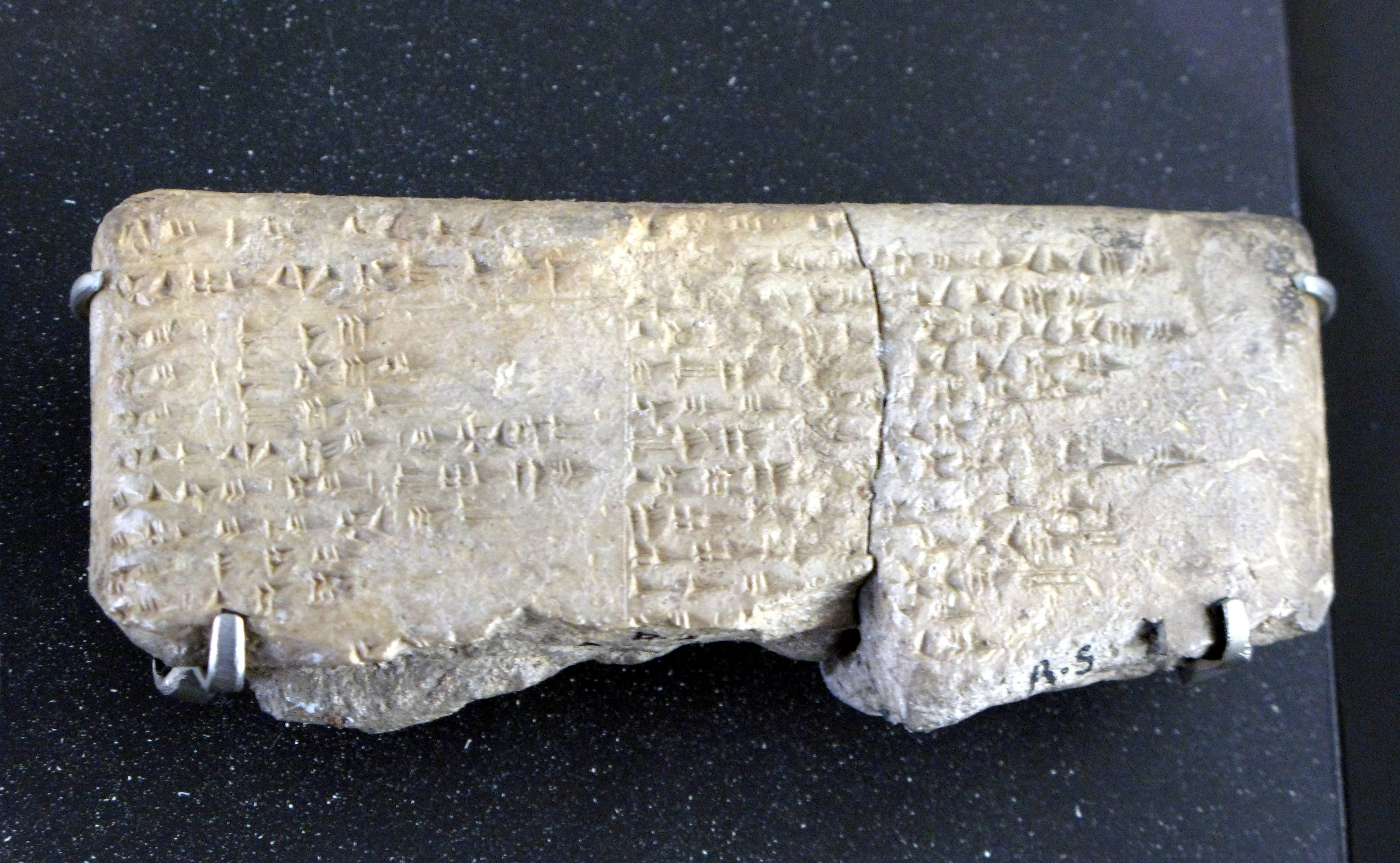
Liste de noms des fonctionnaires d'un temple.
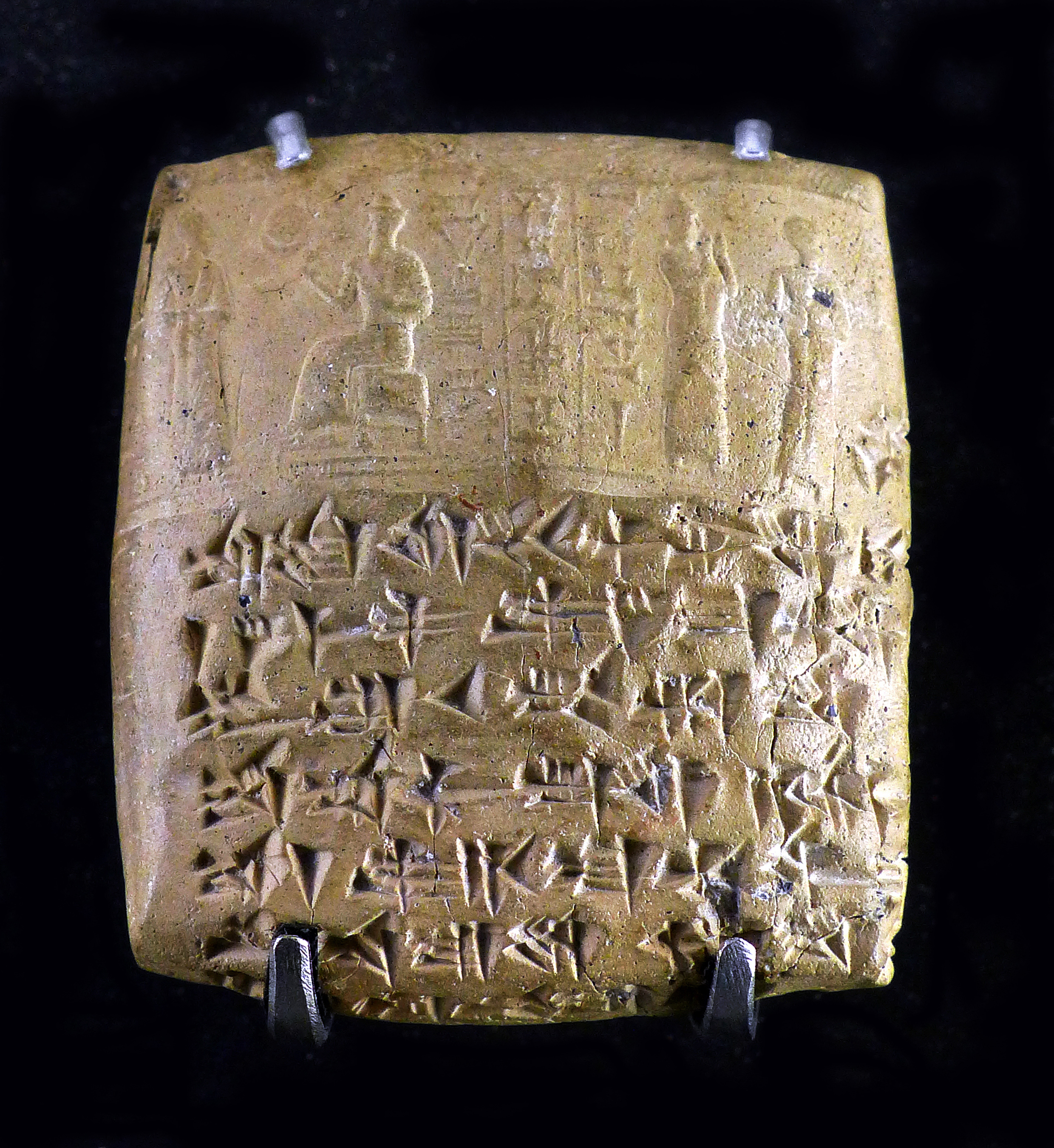
Don du roi Niqmaddou avec contre don, scellé avec le sceau dynastique.
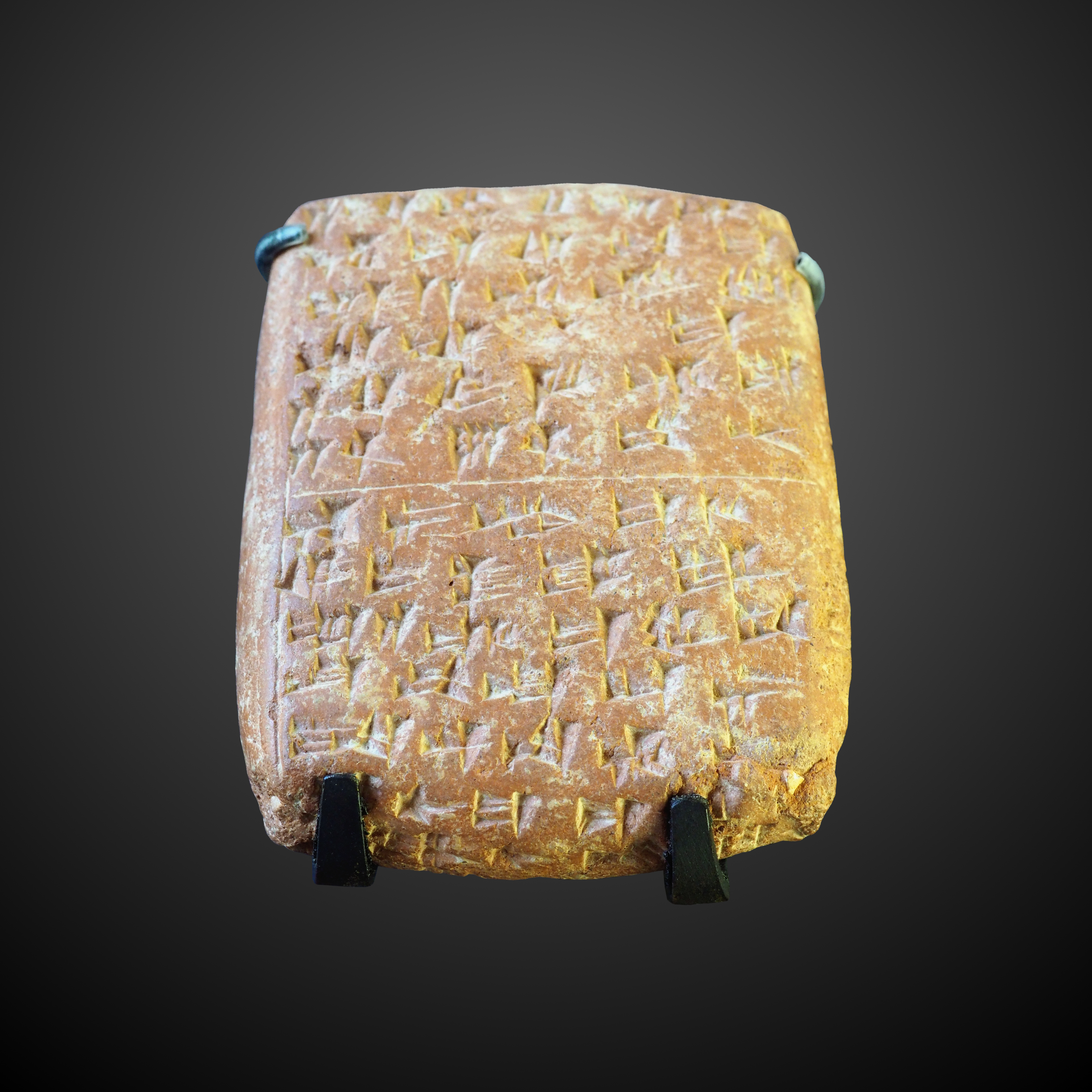
Lettre d'un fonctionnaire de Beyrouth s'adressant au roi d'Ougarit.
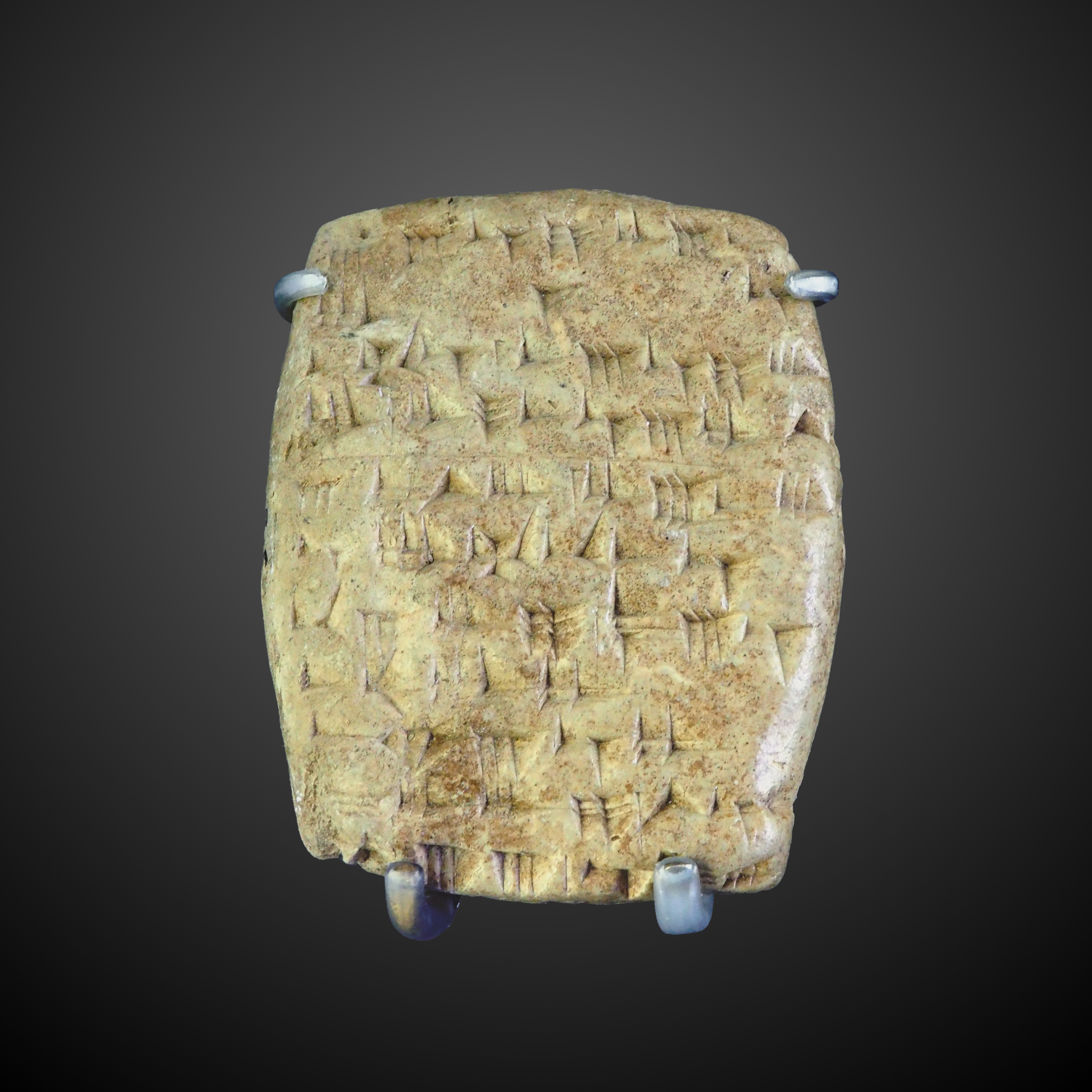
Lettre de correspondance privée.
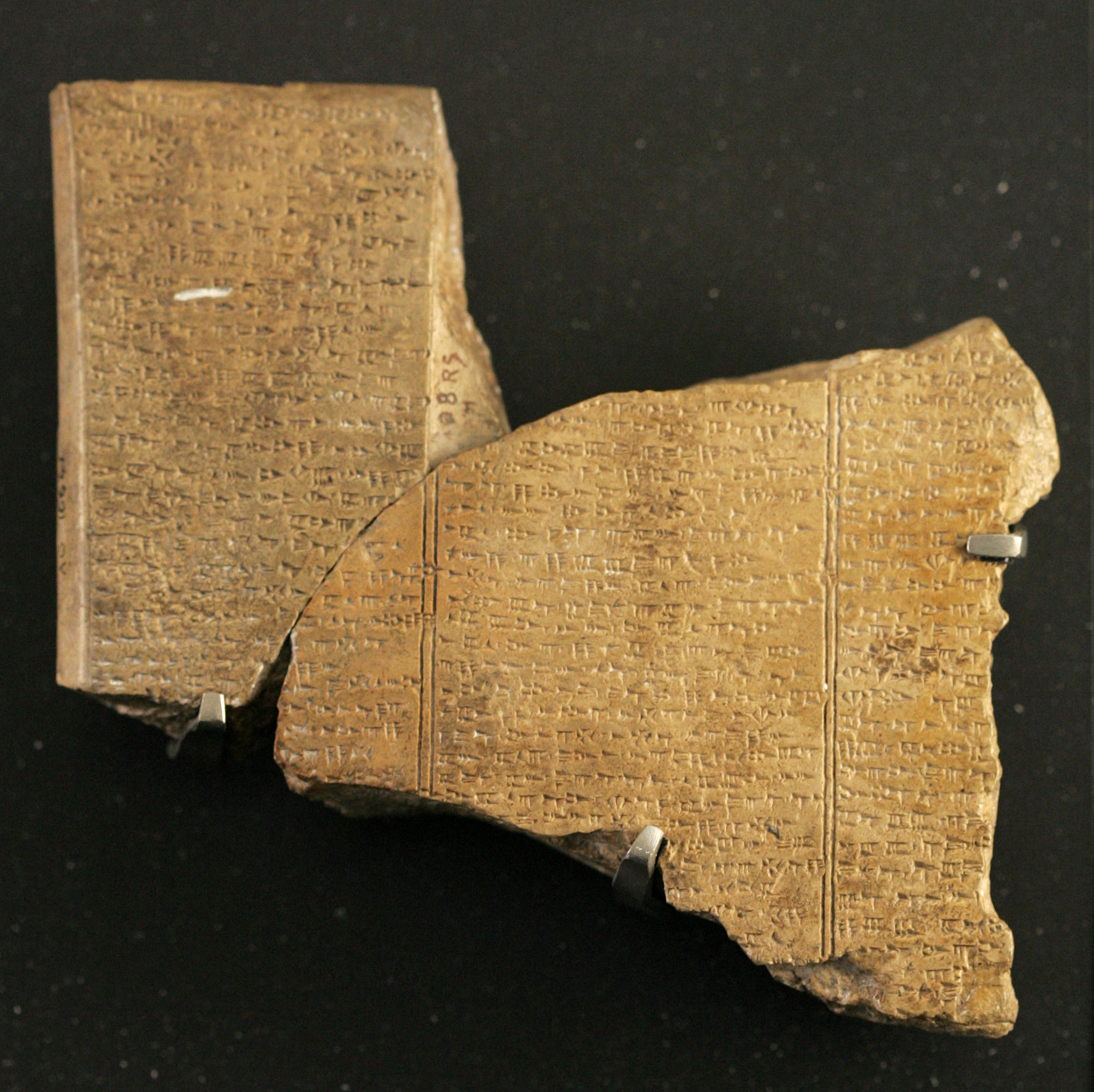
Poème mythologique du Cycle de Ba'al, Ba'al et la Mort.
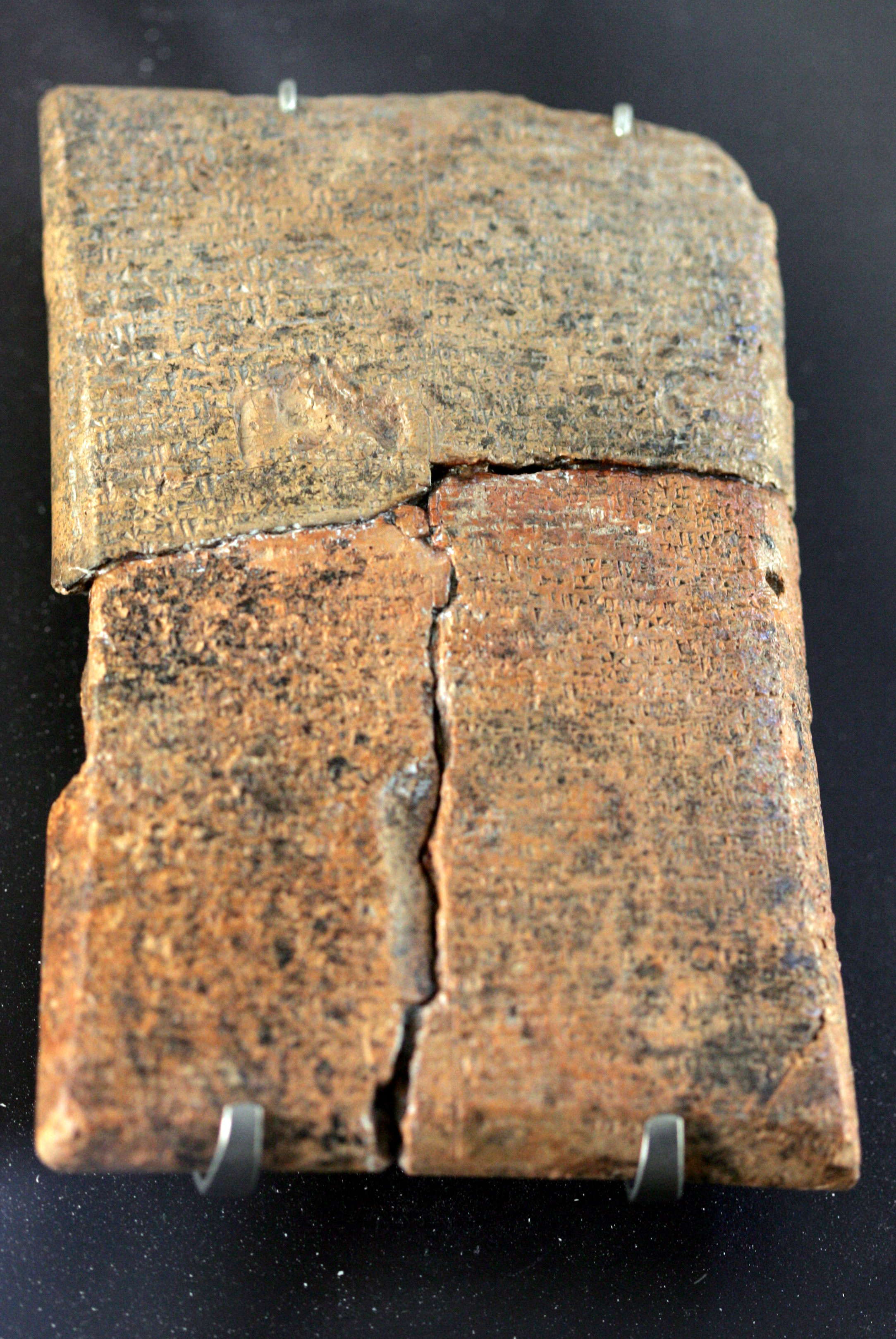
Poème épique de la Légende de Danel et d'Aqhat.

### Les scribes et la culture lettrée

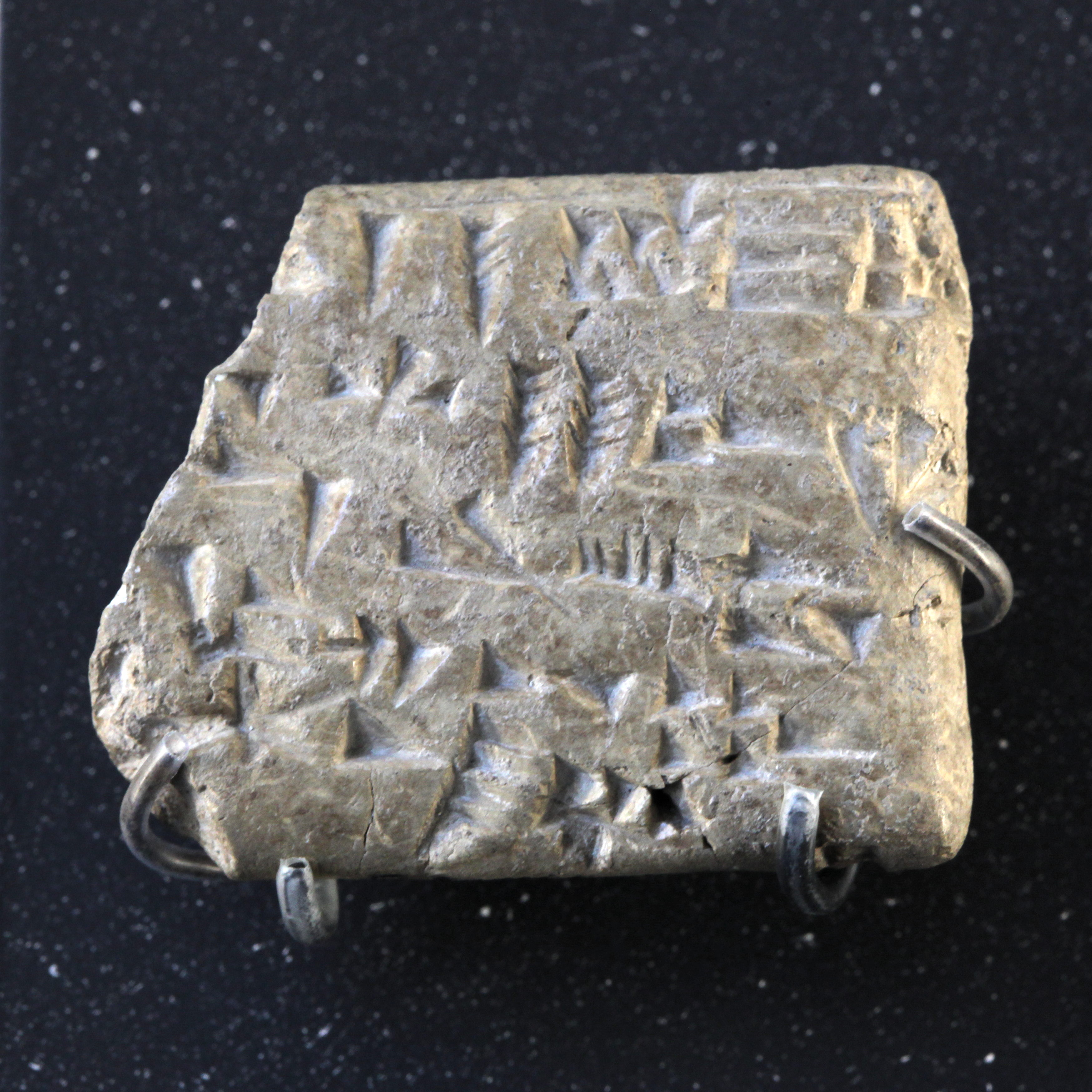
Tablette fragmentaire comprenant un abécédaire en alphabet ougaritique. Musée du Louvre.

Les scribes ougaritains suivant le cursus le plus classique devaient au moins connaître l'akkadien, avec des rudiments de sumérien nécessaires à la compréhension de l'écriture cunéiforme (car c'est de cette langue que dérivent les logogrammes), en plus de leur langue maternelle, l'ougaritique. Il ne s'agit pas forcément d'un bilinguisme à proprement parler, mais plutôt d'un « biscriptisme », la maîtrise de l'écriture de l'akkadien cunéiforme, qui plus est sous une forme reprenant des éléments de l'idiome local, n'impliquant pas de savoir le parler au quotidien,.
Qui plus est, la présence de logogrammes qui n'ont pas de valeur phonétique et peuvent être lus dans plusieurs langues fait que les liens entre langue et écriture ne sont pas si évidents que cela. L'apprentissage du cunéiforme traditionnel se faisait par la méthode mise au point en Mésopotamie, en se reposant sur les listes lexicales, donc des inventaires de signes plus ou moins élaborés, les plus simples étant des syllabaires permettant de se familiariser avec les signes phonétiques, le niveau supérieur étant représenté par des sortes de dictionnaires bilingues sumérien-akkadien, qui permettent d'apprendre des logogrammes. La rédaction de textes littéraires plus complexes issus de la tradition mésopotamienne permettait de passer à un stade plus avancé. Le cursus d'apprentissage de l'alphabet ougaritique s'inspire du modèle mésopotamien : des abécédaires permettent un apprentissage des signes, puis des listes lexicales multilingues avec une colonne en ougaritique permettent d'acquérir le vocabulaire. Des exercices de copies de mots, notamment des noms de personnes et de divinités, font également partie du cursus dans les deux écritures.
Il n'y a pas d'écoles à proprement parler, les textes littéraires étant retrouvés dans divers lieux où se trouvent des textes écrits, ce qui indique que l'apprentissage était dispensé par des scribes expérimentés là où ils avaient l'habitude de travailler. Le métier de scribe s'exerce souvent au sein d'une même famille, par exemple celle de Nou'mi-Rashap qui sert les rois d'Ougarit pendant au moins trois générations.
Les scribes ougaritains maîtrisaient donc manifestement depuis plusieurs générations l'akkadien cunéiforme avec la « culture cunéiforme » qui l'accompagne, comprenant notamment ses méthodes d'enseignement et un corpus de textes tels que la fameuse Épopée de Gilgamesh, des hymnes aux dieux Shamash et Marduk, des textes divinatoires, des sagesses, etc. que les apprentis scribes devaient copier pour parachever leur formation. Sur cette base, ils ont développé l'alphabet ougaritique, son enseignement et une tradition scribale proprement ougaritaine, avec son propre corpus de textes. Ils se sont pour cela largement inspiré du modèle mésopotamien, mais ont également témoigné d'un indéniable sens de l'innovation : ils mettent au point des formulaires spécifiques pour les textes administratifs ou juridiques ; il n'y a pas de traductions parmi les textes littéraires et rituels en ougaritique, qui sont des créations locales. En fin de compte, les scribes ougaritains étaient « au croisement de deux cultures : ils étaient versés dans l'éducation scribale mésopotamienne, mais demeuraient soucieux d'affirmer leur propre identité culturelle, non seulement en notant leur langue avec leur écriture, mais aussi en ayant leur propre littérature et leur propre idée de la composition des documents de la vie quotidienne. »

## Organisation et vie politique

### Le roi et sa famille

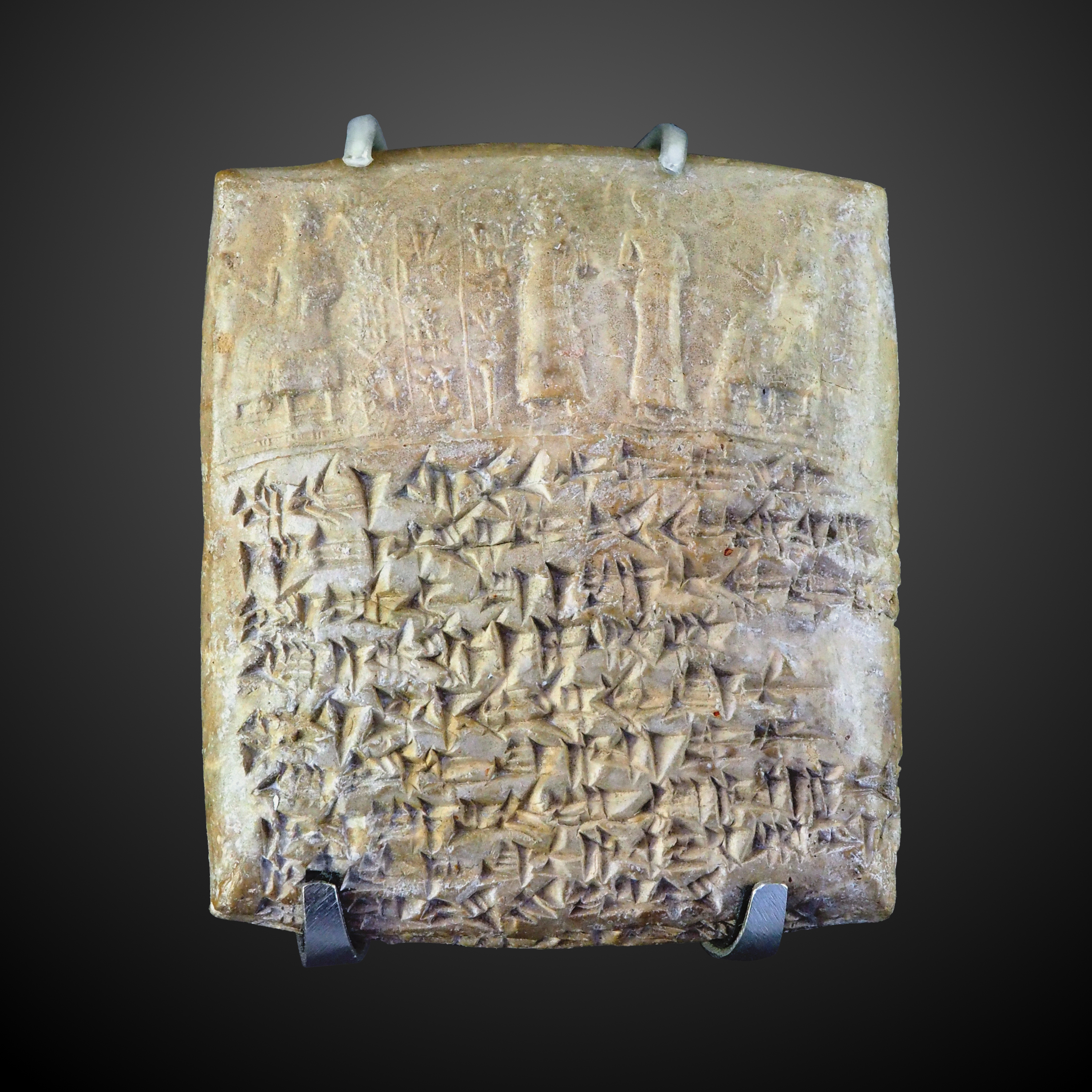
Tablette enregistrant un don fait par le roi Niqmaddou, avec l'empreinte du sceau dynastique, au nom de Yaqarou. Musée du Louvre.

Le premier personnage du royaume ougaritique est le roi (ougaritique maliku). Il est le centre de l'autorité et du pouvoir dans le royaume. Selon la conception de l'époque, reposant sur la notion de « Maison » (aussi bien au sens propre que figuré), le royaume est conçu comme un ensemble de Maisons des pères de famille du royaume, réunis et englobés dans la Maison du roi, qui elle-même est subordonnée à celle des dieux. En effet, comme dans le reste du Proche-Orient ancien, son pouvoir repose sur une légitimité divine : il est à son poste parce qu'il a été choisi par les dieux (les dieux ayant un aspect souverain étant El et Baal) et agit en tant que leur représentant terrestre, conformément à leur volonté,.
L'autre volet de la légitimité royale est dynastique : le roi occupe son trône parce qu'il est le descendant de la lignée dynastique qui dirige Ougarit, ce que symbolise notamment le fait que les derniers rois d'Ougarit authentifient leurs actes avec le sceau du roi Yaqarou fils de Niqmaddou (ou plutôt une copie de celui-ci), considéré comme le fondateur de leur dynastie. L'importance du culte des ancêtres royaux reflète également cet aspect de la légitimité royale. Le poème épique Danel et Aqhat, débutant sur les difficultés du roi Danel à avoir un héritier, renvoie également à cette question. En pratique, durant les derniers règnes, le choix doit être avalisé par le suzerain hittite, qui constitue alors une troisième forme de légitimité, politique, nécessaire pour obtenir le trône d'Ougarit,.
Le roi dirige donc la politique et l'administration de son royaume. Cela se voit dans les relations diplomatiques, les accords avec les autres royaumes étant passés en son nom, il est également le chef des armées, même si cet aspect semble peu prononcé à Ougarit. Du point de vue interne, il est le garant de la justice et de l'équité, donc le juge suprême du royaume, auquel on peut en principe faire appel en dernier ressort, bien que cela ne semble pas avoir été courant puisqu'il délègue ses prérogatives judiciaires au préfet. Il s'occupe néanmoins des crimes les plus graves, notamment si elles impliquent des ressortissants étrangers. Il est en revanche très impliqué dans les affaires rituelles, ce qui est une conséquence de son statut d'élu des dieux et de lien entre les sphères humaine et divine. Il entretient les sanctuaires, gère leur personnel, et exécute personnellement les sacrifices lors des rites les plus importants. Il doit également assurer le culte des anciens rois divinisés, et il les rejoint à sa mort, prenant alors le statut d'être d'essence divine qui veille sur le royaume,,,.
Parmi les membres de la famille royale, seule la reine (mlk.t) paraît avoir une influence importante. Les rois sont polygames mais il existe une hiérarchie. Le titre de reine est porté par la femme la plus importante du palais, qui n'est pas forcément l'épouse principale du roi puisque tant que la mère du roi est vivante elle le conserve. Les mariages diplomatiques étant courants, la reine est généralement d'origine étrangère, et son mariage s'accompagne du versement d'une importante dot, qui lui assure un confort économique. Le contenu de la dot est documenté dans le cas d'Ahat-milku, une princesse d'Amurru mariée à Niqmepa, qui joue un rôle important sous le règne de son fils Ammistamrou II. Elle intervient notamment pour régler une affaire au sein de la famille royale causée par un crime de deux princes contre leur frère Ammistamrou, en assurant qu'ils soient exilés à Alashiya (Chypre) avec leur part d'héritage. La reine peut donc jouer un rôle politique important, et aussi diplomatique : elle peut remplacer le roi lorsqu'il se déplace hors du royaume (rôle aussi dévolu au préfet du Palais), et entretient des relations avec des cours étrangères. L'influence de la reine se manifeste aussi par le fait qu'elle dispose de sa propre « Maison » qu'elle gère librement avec son personnel, tient sa propre correspondance et conduit des affaires économiques, notamment l'acquisition de propriétés foncières et des opérations commerciales (elle dispose de marchands travaillant pour son compte),,. Deux affaires de divorces de l'épouse principale d'un roi sont connues, qui ont eu une grande importance politique puisqu'elles concernent une princesse d'Amurru (et probable fille d'une princesse hittite) épouse d'Ammistamrou II, coupable d'une faute indéterminée (peut-être un adultère), en tout cas très grave puisqu'elle est exécutée, et une princesse hittite épouse d'Ammourapi, cas mal documenté,.

### Administration
L'administration du royaume est documentée par les tablettes administratives et juridiques mises au jour à Ougarit, qui laissent néanmoins de nombreux points dans l'obscurité. Si on l'analyse comme une organisation caractérisée par une domination de type « patrimonial », le royaume est conçu comme le patrimoine du souverain, qui le gère, pour le compte des dieux, comme un chef de maison ou père de famille, dans lequel les fonctions administratives ont des contours flous et les compétences des représentants du roi peuvent se chevaucher. Le plus déterminant est alors la position dans la hiérarchie et le lien personnel éventuellement entretenu avec le roi, qui place dans son entourage proche ceux en qui il a le plus confiance et leur confie les missions les plus importantes. Les relations d'autorité et d'obéissance reposant à tous les niveaux sur les principes qui existent au sein d'un foyer domestique, cela implique que les personnages-clés de l'administration n'ont pas de fonctions spécialisées, mais ils reprennent pour l'essentiel les attributions du roi, à des niveaux inférieurs. L'aspect « bureaucratique » du système est donc limité, sans être inexistant,.
Le personnage principal est le « préfet » (ougaritique sākinu), ou plus précisément le « préfet d'Ougarit » ou « préfet du Palais », car plusieurs personnes situées à des échelons inférieurs de l'appareil administratif portent également ce titre générique (qui signifie quelque chose comme « préposé »). Il dispose de son propre bureau, désigné suivant la conception de l'époque comme la « Maison du préfet », avec un personnel important. Son rôle est d'assister le roi, donc il peut intervenir aussi bien dans des affaires politiques, judiciaires ou commerciales, y compris en liaison avec les royaumes voisins. Il devient le dirigeant de fait du royaume lorsque le roi quitte ses frontières, ou bien lorsqu'il est trop jeune pour exercer le pouvoir,,. La reine dispose également de préfets attachés à sa maison.
Le caractère patrimonial de l'exercice du pouvoir et l'importance des « maisons » dans l'administration du royaume se voit dans les grandes résidences de la ville d'Ougarit et leurs archives (Maisons de Yabninou, de Rasapabou, de Rapanou, d'Ourtenou). Les personnages de haut rang qui y ont leur résidence et leur bureau sont liés au roi ou à sa famille, et impliqués en particulier dans leurs affaires économiques, ce qui explique qu'on ait pu y trouver des documents de nature « publique » aux côtés d'autres qui relèvent des affaires privées de ces personnages. Ainsi la Maison d'Ourtenou a livré des tablettes enregistrant les rations des chevaux et ânes du roi et de la reine, des lettres adressées au roi et au préfet, y compris par des rois étrangers, et d'une manière générale une correspondance relative au commerce. Cela indique que les affaires du royaume peuvent être gérées en dehors du palais, et qu'il n'y a pas de coupure nette entre le public et le privé,.
Les dons royaux occupent une place importante parmi la documentation officielle, et jouent un rôle important dans l'administration des ressources du royaume ainsi que le lien entre le roi et ses fidèles. Le souverain transfère un domaine d'une personne à une autre, parfois un village entier, souvent avec des exemptions de contributions, en précisant à plusieurs reprises que les successeurs du bénéficiaire pourront en hériter. Il peut s'agir de libéralités à proprement parler, sans obligations (notamment des récompenses pour service rendu), mais aussi de concessions de tenures en échange d'un service (notamment parce que leur ancien détenteur est défaillant, en fuite ou mort sans héritier), pratique courante dans les royaumes de la période, ou des échanges de terres. Parfois le roi reçoit de l'argent, mais ce n'est pas forcément à interpréter comme un paiement donc la preuve qu'il s'agisse d'une vente. Le problème est notamment de savoir si le roi est ou non le détenteur d’une propriété éminente sur toutes les terres du royaume, qu’il octroierait à sa guise, ou bien si les dons royaux ne concernent qu'une catégorie de terres dépendant de la couronne,,. Dans ce cadre, la nature des services dus au roi par ses sujets, dans le cadre du système appelé pilku, est également discutée. Surtout attestés dans le cas des textes de donations, qui précisent si la terre est liée à un service ou pas, ou encore s'il y a des exemptions, ils peuvent être de nature militaire mais sont également de type civil, concernant notamment des artisans.
L'administration (ainsi que l'armée) est également divisée en sections ayant un chef appelé rabu (« grand »), identifié par son domaine de compétence (« chef comptable », « chef des artisans », « chef des chariots », « chef des champs », « chef du quai », etc.). Les prêtres font également partie du système administratif du royaume, et c'est pour cette raison qu'ils sont recensés dans des listes de personnes comme les autres serviteurs du Palais.
Des représentants du pouvoir royal sont placés au niveau local. Les préfets de rang inférieur sont en poste dans des localités du royaume (au moins huit) où ils doivent disposer de prérogatives similaires au préfet du Palais, mais circonscrites à l'échelle locale,. Des « maires » se trouvent aussi au niveau local (on en connait pour la ville d'Ougarit et celle de Shalmiya, au nord du royaume), où ils coexistent avec des conseils d'« Anciens » représentant les communautés villageoises,,. Quand des villages entiers, ou leurs revenus, sont concédés à un serviteur du roi par des dons royaux, cela crée une autre forme de pouvoir local, un échelon intermédiaire entre les foyers villageois et le pouvoir royal. L'administration royale est aussi présente dans l'espace rural par les domaines agricoles dépendant directement du palais (voir plus bas) et aux frontières par des collecteurs de taxes.
Les activités administratives, et plus généralement économiques et juridiques, se repèrent également par la trouvaille de nombreux sceaux-cylindres servant à authentifier les actes, ceux de l'administration royale se caractérisant par le fait qu'ils portent des inscriptions identifiant leur possesseur, alors que la majorité de ces objets provenant d'Ougarit ne sont pas inscrits.

### La domination hittite

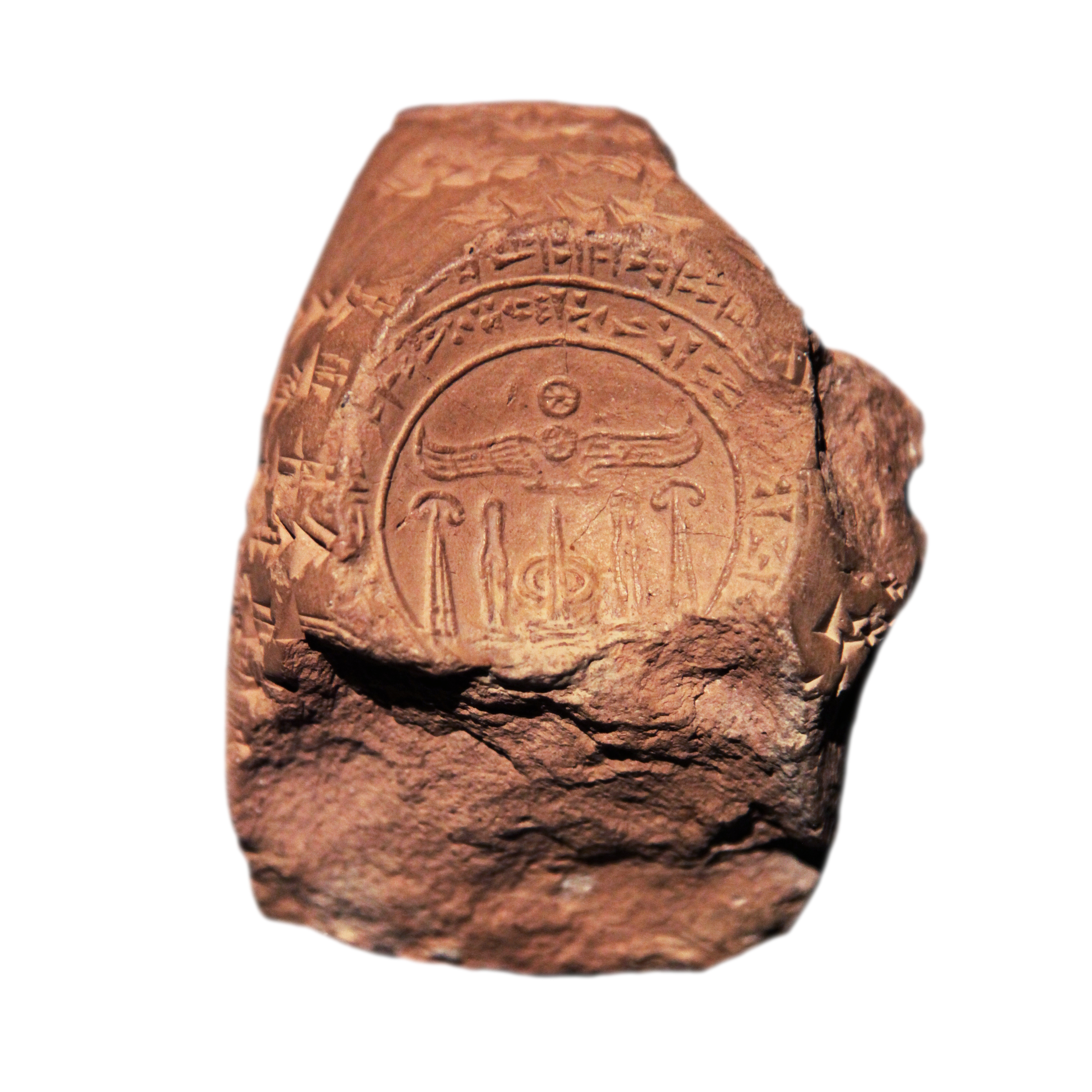
Tablette envoyée au roi d'Ougarit par le roi hittite Tudhaliya IV, concernant les chevaux de messagers hittites, marquée du sceau royal hittite. Musée du Louvre.

Pour la période couverte par les lots d'archives, le roi d'Ougarit est un vassal du puissant roi des Hittites ; suivant la terminologie de l'époque, renvoyant à la métaphore familiale, le premier est le « fils » du second, qui est donc le « père ». Cette situation est instaurée à l'époque des conquêtes syriennes de Suppiluliuma Ier, dans la seconde moitié du XIVe siècle av. J.-C. Jusqu'alors vassal de l’Égypte mais au contact direct de la sphère de domination hittite, Niqmaddou finit par rejoindre cette dernière en raison de l'irrésistible expansion qu'elle connaît alors. Comme il est de mise avec les Hittites, la relation avec eux est formalisée par un traité international qui prévoit les conditions de la mise en vassalité d'Ougarit : il doit une complète loyauté à son suzerain, lui verse un tribut régulier, en échange de quoi sa sécurité est assurée. Il est aussi attendu que les rois d'Ougarit viennent rendre hommage régulièrement au roi hittite. Cela n'empêche pas Ar-halba de rejoindre une insurrection de rois syriens contre le second successeur de Suppiluliuma, son fils Mursili II, qui se solde par un triomphe hittite et un changement forcé de régime à Ougarit, où Niqmepa est intronisé et conclut un nouveau traité. La domination hittite sur la Syrie s'exerce alors principalement par l'intermédiaire d'une dynastie collatérale hittite, fondée à Karkemish par un autre fils de Suppiluliuma. C'est avec ces « vices-rois » hittites que les rois d'Ougarit doivent composer en premier lieu, et ils ont des représentants permanents à Karkemish. Le renforcement de l'emprise hittite sur Ougarit se traduit par la perte pour celle-ci de la domination qu'elle exerçait sur le petit royaume de Siyannou et d'Oushnatou, qui passe sous la domination directe de Karkemish. La relation est documentée par la correspondance entre le roi et d'autres personnages importants d'Ougarit et le grand roi hittite et ses représentants (roi de Karkemish, princes hittites, autres membres de la cour hittite), ainsi que des décrets et jugements promulgués par le grand roi hittite ou le roi de Karkemish. Ils se rapportent : à des litiges frontaliers, notamment le difficile tracé de la frontière avec Siyannou et Oushnatou ; des affaires judiciaires impliquant des ressortissants d'Ougarit et ceux d'autres pays sous domination hittite, ce qui concerne surtout des marchands, ou encore les affaires de divorce des rois d'Ougarit (étant donné que leurs reines sont d'origine étrangère, une étant même hittite) ; le service militaire dû par Ougarit, dont on sait par ailleurs qu'il a participé à la fameuse bataille de Qadesh du côté hittite, qui implique aussi à la fin de la période documentée l'envoi de bateaux préparés pour la guerre ; l'accueil de membres de la cour hittite à Ougarit, où rien ne doit leur être refusé ; ou encore des « présents » que le grand roi hittite et d'autres hauts personnages de son entourage exigent. De lourdes contraintes pèsent donc sur le roi d'Ougarit qui semble disposer de peu de marges de manœuvres pour conduire sa politique internationale, mais ses rapports avec les autres royaumes de second rang indiquent qu'il conserve une certaine marge d'action,.

### Les relations avec les autres royaumes
Malgré l'emprise hittite, les rois d'Ougarit continuent d'avoir des relations avec les autres royaumes de leur voisinage, et parfois plus loin encore. Cela concerne d'abord les autres pays soumis à la domination hittite : le voisin méridional et ancien vassal Siyannou et Oushnatou, avec lequel les interactions sont courantes ; l'Amurru avec lequel des liens matrimoniaux sont noués, même si le mariage d'une princesse de ce pays avec le roi Ammistamrou se termine mal comme évoqué précédemment ;  des lettres attestent aussi de relations régulières avec les cours de Qadesh et d'Alalakh ; Emar apparaît surtout dans le cadre des affaires commerciales de la Maison d'Ourtenou. La cour ougaritaine se tient en particulier au fait des conflits qui ont lieu en Haute Mésopotamie entre les Hittites et les Assyriens, qui tournent alors à l'avantage des seconds, dans lesquels elle est impliquée au même titre que les vassaux hittites. À la fin de la période documentée par les archives le royaume d'Alashiya, sur Chypre, devient vassal des Hittites et des lettres montrent que la cour ougaritaine a des relations avec lui, qui ont notamment trait à la présence de maraudeurs sur les mers (des prémices des attaques des « Peuples de la mer » ?).
Depuis la conclusion de la paix entre Ramsès II et Hattusili III les relations sont pacifiques entre les sphères hittites et égyptiennes. Des lettres sont échangées avec le pharaon Mérenptah. Plus important, les royaumes vassaux de l’Égypte comprennent les ports de la côté levantine avec lesquels Ougarit a des rapports commerciaux réguliers : Byblos, Beyrouth, Tyr, Sidon, Acre, Ashdod, Ashkelon. Les lettres échangées avec ces pays ont surtout trait au commerce et à des affaires diverses liées à des ressortissants d'Ougarit implantés dans ces pays. Ainsi un groupe d'Ougaritains installés à Sidon y commet un sacrilège dans le temple de la principale divinité de la cité, le Dieu de l'Orage local, qui doit être réparé par un rite long et coûteux. Ils doivent donc offrir une compensation financière, faute de quoi ils sont passibles de la peine de mort.

### L'armée

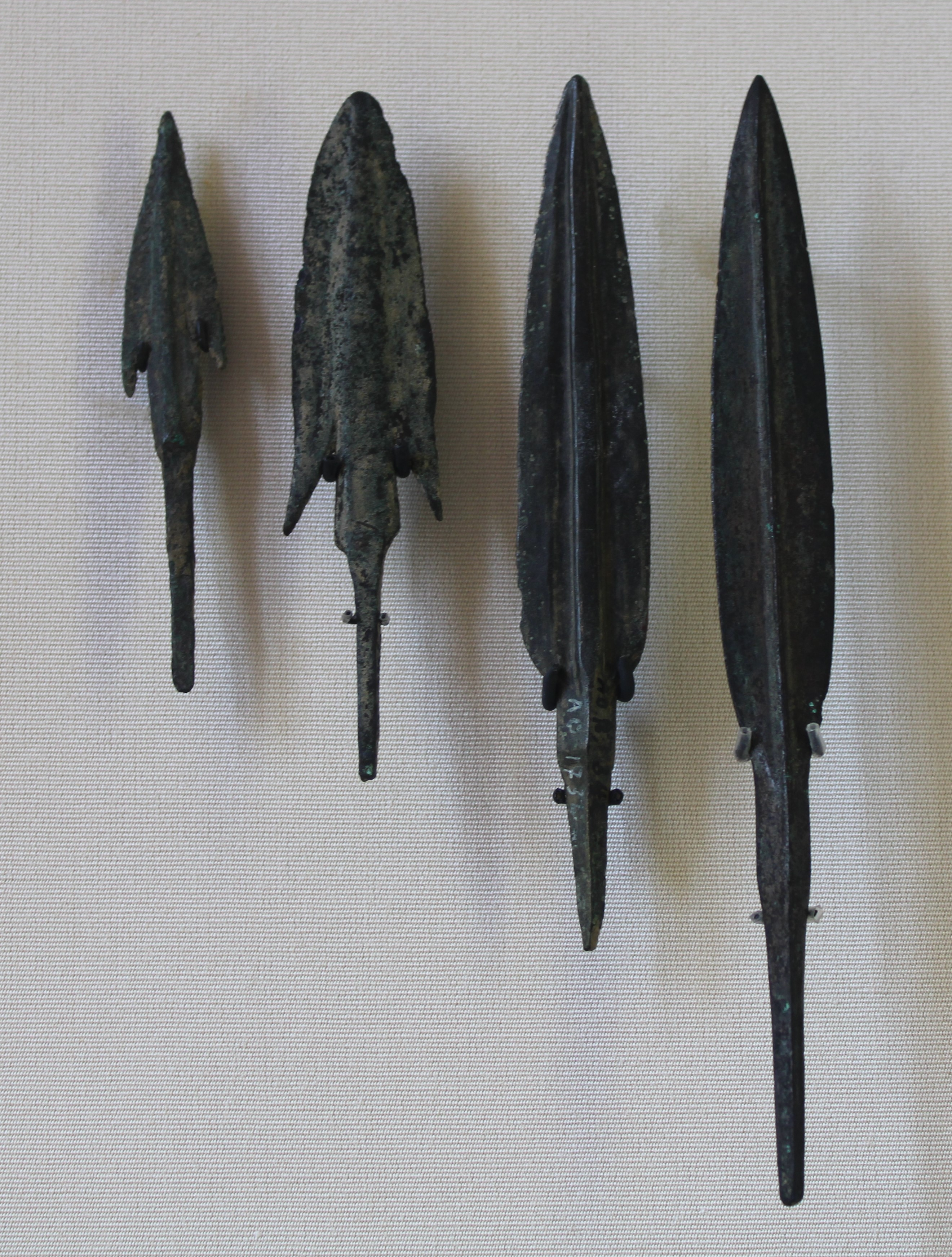
Pointes de flèches et de lances retrouvées à Ras Shamra et Minet el-Beida. Musée du Louvre.

Le royaume d'Ougarit doit composer avec un environnement politique marqué par les rivalités entre grandes puissances, et il dispose de sa propre armée pour assurer sa sécurité et aussi sa place au sein du système politique et militaire hittite. Le roi est en principe le commandant en chef des armées. La force de frappe principale des armées du Bronze récent sont les chars de combat, tirés par une paire de chevaux et avec un équipage de deux ou trois hommes, dont un maryannu, groupe qui constitue l'élite militaire. Les unités d'infanterie (armées d'arc et de lances, aussi d'épées courbes du type khépesh) constituent le gros des troupes. Une infanterie lourde existe peut-être, si on en juge par des textes administratifs enregistrant des cuirasses et des heaumes. Des garnisons sont stationnées dans les points stratégiques du royaume, les unités de chars et celles assurant la garde du roi devant être des troupes permanentes, éventuellement complétées par des mercenaires. Les localités doivent fournir des soldats lors des levées de troupes, qui accomplissent un service militaire temporaire. Il a été estimé qu'en tout le royaume pourrait mobiliser autour de 4 000-5 000 hommes, mais cela reste incertain. Il n'y a aucune indication qu'Ougarit ait disposé d'une flotte de guerre à proprement parler, comme on s'y attendrait pour ce royaume littoral. Aucun texte ne fournit d'indication sur la manière dont est organisée la flotte, ou quels types de bateaux elle emploie. Les navires utilisés lors des guerres sont manifestement ceux qui servent au transport de personnes et de biens en temps de paix,.

## Société et économie

### Démographie
Plusieurs études, notamment celles conduites par M. Heltzer puis M. Liverani, se sont appuyées sur les tablettes recensant les villages du royaume d'Ougarit et leurs habitants, de manière à estimer le nombre d'habitants du royaume, en extrapolant à partir de données constatées pour d'autres corpus de textes de l'époque, en premier lieu celui du pays voisin d'Alalakh. Cela repose notamment sur l'estimation du nombre de villages du royaume, qui serait situé entre 150 et 200, puis la population moyenne de ces habitats est estimé de manière différente selon les auteurs, qui tombent quoi qu'il en soit sur un même ordre de grandeur, de 25-26 000 habitants pour la population villageoise. La population de la capitale Ougarit est estimé autour de 6 000 à 8 000 habitants, ce qui donnerait une population totale d'environ 31 à 34 000 personnes. J. Vidal a proposé une estimation plus basse, de 17-22 000 habitants. Ces estimations sont très incertaines car il n'y a pas de données complètes sur les agglomérations ougaritiques et peu de moyens d'estimer la taille moyenne d'un foyer. Au demeurant elles ne s'appuient pas sur des données archéologiques pour l'estimation de la population villageoise. La répartition du peuplement dans le royaume semble très inégalitaire et déterminée de manière assez classique par la topographie et les potentialités des terroirs : les plaines côtières les plus fertiles, autour d'Ougarit et dans la plaine de Jablé, sont les deux principaux foyers de peuplement, tandis que les régions hautes de l'intérieur sont moins peuplées,.

### Groupes sociaux

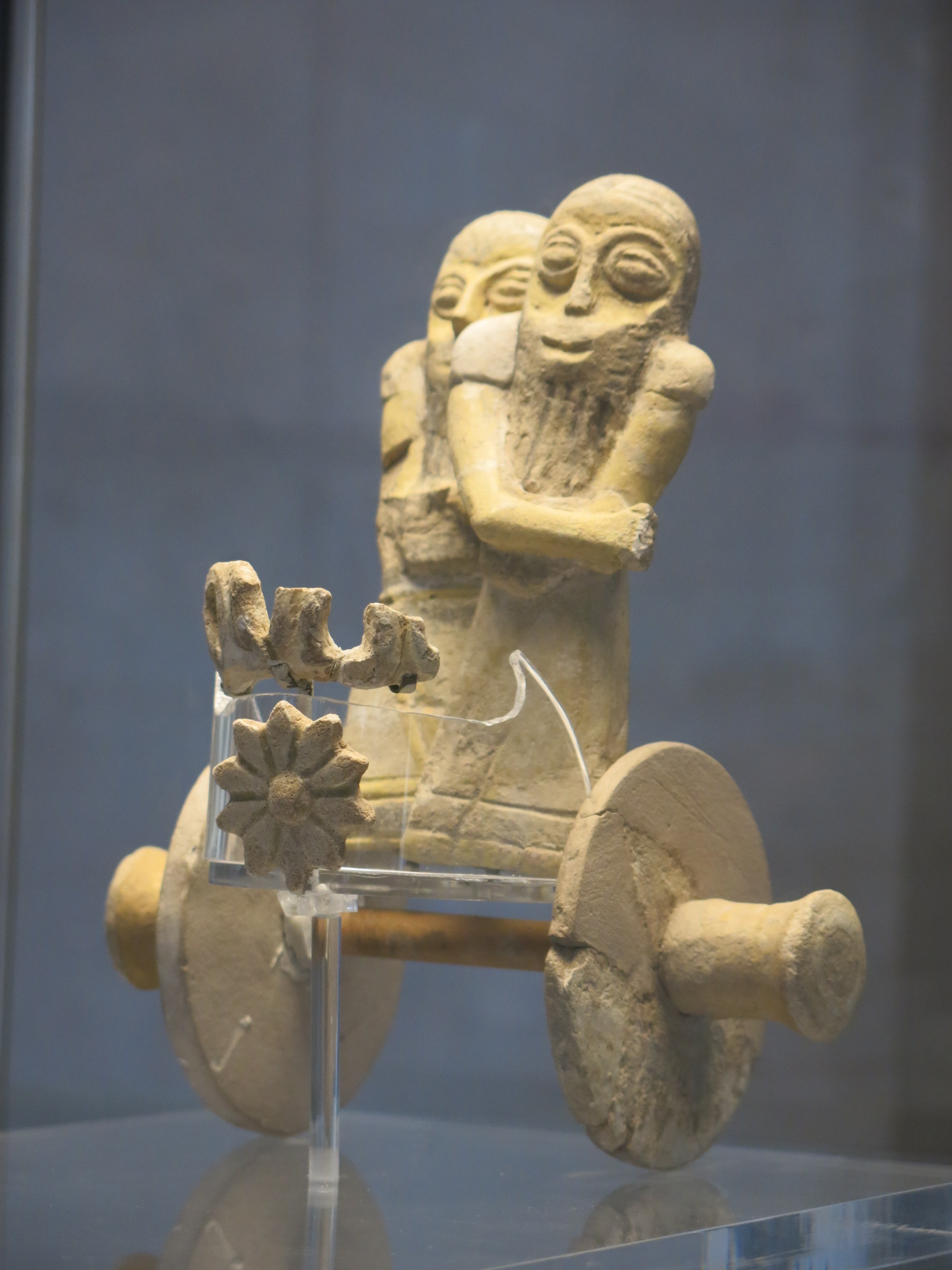
Figurine en terre cuite représentant deux personnages sur un char. Ras Shamra, Musée du Louvre.

La société ougaritique est dominée par la famille royale. Vient après l'élite, constituée des plus proches serviteurs du roi et de la reine, c'est-à-dire les plus hauts fonctionnaires du royaume tels que le préfet et les détenteurs des charges administratives majeures, les riches marchands travaillant pour le compte de la famille royale tels que Shipti-Baal (qui plus est gendre du roi), ou encore les personnages dont les activités sont documentées par les archives des grandes résidences (Yabninou, Ourtenou, etc.) et ceux qui se voient concéder des domaines importants par le roi. Les fouilles des résidences confirment du reste ces écarts de richesse : les maisons de l'élite sont plus grandes, celles des grands serviteurs sont situées à proximité directe du palais royal, le matériel archéologique qu'elles ont livré est plus riche, se rapproche de celui du palais par la présence d'objets de prestige et exotiques, et le fait qu'on y pratique l'écriture.
Les hommes et femmes libres d'Ougarit sont désignés par l'expression générale « fils/filles d'Ougarit »,. À ce titre, les femmes, tout en étant soumises aux hommes de leur famille (père ou époux, voire un frère) suivant les principes patriarcaux, disposent de droits et bénéficient d'une protection assez large pour une société antique, puisqu'elles peuvent ester en justice, posséder des terres, semblent avoir des droits d'héritage, peuvent faire des achats et des prêts, sont redevables du service royal. Mais elles ne peuvent apparemment pas occuper un poste dans l'administration,.
La population d'Ougarit semble majoritairement de langue ougaritaine, donc de type « ouest-sémitique », les prénoms qu'ils portent étant surtout dans cette langue. Le fait que de nombreux noms soient en hourrite et que la langue hourrite soit écrite sur place, notamment dans la forme alphabétique qui ne sert pas à noter cette langue ailleurs, pourrait indiquer qu'une partie de la population d'Ougarit est de langue hourrite. Mais cela est débattu.
Les gens libres d'origine étrangère et résidant à Ougarit ne sont pas inclus dans le groupe des « fils/filles d'Ougarit », mais ils disposent de droits et de devoirs larges puisqu'ils peuvent avoir des terres dans le royaume, et être redevables du service royal. Parmi les étrangers résidant en permanence dans le royaume, ou présents de façon temporaire, on trouve des gens originaires du pays hittite, comme les marchands venus des ports d'Ura et de Kutupa. Les gens d'Alashiya (Chypre) sont également présents, dont certains sont des artisans travaillant pour le compte du palais. On trouve aussi des gens originaires des villes du littoral levantin situées au sud d'Ougarit (Tyr, Byblos, Sidon, Ashdod, etc.) et des Égyptiens. Ce cosmopolitisme ressort également dans les trouvailles effectuées dans les espaces résidentiels, qui ont fourni des objets provenant de divers horizons géographiques, plus que dans les sites syriens de l'intérieur pour la même période, sans que cela n'indique clairement où vivent les étrangers.
D'autres groupes d'origine extérieure, mais sans attache géographique précise, apparaissent aussi dans les textes d'Ougarit. Il s'agit notamment des hapiru, catégorie sociale attestée à plusieurs reprises dans les pays levantins du Bronze récent, qui désigne des groupes de déracinés, se déplaçant de manière plus ou moins organisée, dont certains ont tendance à causer des troubles dans les pays où ils vont, alors que d'autres s'y intègrent, ce qui semble être le cas de ceux documentés dans les textes administratifs d'Ougarit,. D'autres groupes nomades dont l'identité est moins bien comprises apparaissent dans des textes. Il est aussi possible qu'Ougarit ait accueilli des Shardanes, qui font par la suite partie du groupe des « Peuples de la mer ». Le royaume doit également composer avec le problème des fugitifs, aussi bien les siens que ceux des autres royaumes qui se sont rendus sur son territoire, et cette question est souvent abordée dans les traités internationaux. Cela pose notamment problème parce qu'un fugitif n'accomplit plus le service qu'il doit à son roi.
La société ougaritique comprend également des esclaves, qui apparaissent parmi les listes de propriété, font l'objet de ventes, de dons, de legs. Les esclaves du palais travaillent notamment dans les domaines agricoles. Cela reflète pour partie un phénomène de déclassement social, puisque l'esclavage pour dettes est pratiqué à Ougarit. Dans ces cas il est possible de racheter sa liberté. Cela est également possible quand une personne est devenue esclave en étant capturée, auquel cas elle peut être libérée par le paiement d'une rançon. Les maîtres peuvent également décider d'affranchir un esclave. Cela arrive notamment quand des femmes esclaves se marient,.

### Vie familiale
Les structures familiales d'Ougarit peuvent être approchées par les textes et les analyses des espaces résidentiels, mais il est impossible d'en tirer des conclusions assurées. Il y a ainsi eu des tentatives de déterminer combien d'habitants vivaient dans une résidence, sur la base d'une moyenne théorique d'un habitant pour 10 m2 d'espace habitable, une moyenne de 5-6 personnes par foyer a pu être avancée, mais cela reste très approximatif. Le fait que les résidences soient de tailles différentes incite sans doute à envisager des situations différentes : dans certains cas des familles nucléaires (un couple et ses enfants), dans d'autres des familles élargies (un couple de parents avec un ou deux fils et leur(s) épouse(s) et enfants) et la possibilité de la polygamie doit aussi être prise en considération, ainsi que celle d'un nombre plus ou moins important de serviteurs avec potentiellement leur propre famille,.
La société ougaritique suit le système patriarcal : le maître de maison est le père de famille, propriétaire de son patrimoine, il exerce son autorité sur sa ou se(s) épouse(s), leurs enfants, sa ou ses belle(s)-fille(s) vivant sous son toit, et ses serviteurs. Un texte indique qu'un père peut vendre son fils, mais on ne connaît pas les circonstances ayant conduit à cette situation. Dans d'autres situations, connues par des textes d'adoption, une personne peut être chassée de sa famille : si un fils adoptif maltraite sa mère, si un adopté rejette son adoptant. La sortie de la famille s'accompagne de gestes symboliques, du départ de la maison, et de la perte des droits sur le patrimoine familial.
Le mariage et ses principes sont documentés par des textes divers : certes aucun contrat de mariage n'a été mis au jour, mais le texte mythologique relatant l'union des divinités lunaires Yarikh et Ninkal fournit des informations sur les rites nuptiaux, les deux cas de divorces royaux donnent en filigrane des informations sur les aspects légaux du mariage et les données des autres sites syriens de la même période (Alalakh et Emar) permettent de compléter le tableau. Le mariage est arrangé entre deux familles, et se présente en fin de compte comme un accord entre le père de la mariée et son futur gendre, auquel il donne sa fille, puisqu'en général celle-ci va vivre dans le foyer de son époux. Elle est accompagnée d'une dot, et le père reçoit un présent de la part de son gendre (le soi-disant « prix de la mariée »), qui semble être ensuite donné à l'épouse,. La cérémonie de mariage est marquée par un geste rituel dans lequel l'époux oint son épouse avec de l'huile. La polygamie est pratiquée, sans doute plutôt dans les familles les plus riches et/ou quand l'union avec la première épouse n'a pas été fertile,. L'union peut être rompue par un divorce ou une répudiation, situation surtout attestée dans le cas des divorces royaux. On y apprend que l'épouse repart avec les biens qu'elle a apportés lors du mariage (sa dot) mais qu'elle laisse ce qu'elle a acquis depuis,.
En cas d'infertilité du couple, ou plus généralement d'absence d'héritier, l'adoption est un recours possible. Néanmoins toutes les adoptions ne sont pas faites par des couples sans enfants, ce qui indique qu'elles interviennent pour répondre à des circonstances et des objectifs patrimoniaux variés, en lien avec la succession ou pas,,.
Le patrimoine familial comprend notamment des propriétés « privées », acquises par héritage, achat, mariage, adoption, ou encore don royal. Il comprend également les terres concédées par le palais et les obligations de service qui vont avec, qui se transmettent entre les générations de la famille. Plus généralement les métiers et fonctions administratives se transmettent couramment de père en fils.
La famille est également une unité religieuse, au sein de laquelle le chef de maison organise des cultes domestiques et familiaux. Le culte des ancêtres de la famille, matérialisé par la présence de nombreuses sépultures sous les résidences, assure le lien entre les générations actuelles et celles du passé, qui continuent en quelque sorte de résider dans la maison familiale et participent à la protection du foyer. Des textes existent l'existence d'un « dieu du père », dont la nature exacte est débattue : il pourrait s'agit d'un dieu familial voire clanique, ou bien d'une référence au père ou à un ancêtre familial divinisé (un « divin père »),.
Les études du mobilier des zones résidentielles donnent également des informations sur le niveau de vie matériel des familles de la société d'Ougarit et divers aspects de leur quotidien. Les objets utilitaires constituent la majorité des trouvailles : contenants destinés au stockage des denrées, à la cuisson des aliments, objets servant pour la mouture des denrées alimentaires (grains, olives), le tissage domestique (fusaïoles, pesons), l'agriculture (faucilles). Il y a en revanche peu d'objets personnels tels que les sceaux ou bijoux ou portant des inscriptions. Sans surprise le mobilier de luxe et exotique se retrouve plus dans les résidences riches : la maison d'Ourtenou, où se pratiquait le négoce international, a ainsi livré une série de grands cratères en céramique peinte de Méditerranée orientale, dont certains peints de scènes de chars, type de représentation courante chez l'élite de la période. Les objets égyptiens se retrouvent également de façon privilégiée dans les demeures cossues.

### Agriculture et élevage
L'activité principale d'Ougarit était l'agriculture. Les textes mythologiques renvoient souvent aux réalités agricoles d'Ougarit, notamment son climat et l'organisation de son terroir,.
Le territoire du royaume comprend dans ses vallées de très bons terroirs agricole, propice à la culture de la « trilogie méditerranéenne » : céréales, vigne et oliviers. Le climat est de type méditerranéen, c'est-à-dire qu'il est caractérisé par des températures douces sans écarts marqués durant l'année, des étés secs avec des précipitations concentrées sur l'automne et l'hiver, souvent durant des épisodes violents, avec de grandes variations entre les années qui exposent le royaume à des périodes de sécheresse qui durent parfois plusieurs années. Les montagnes qui bordent le royaume assurent une certaine protection contre les vents secs et comprennent des zones de maquis (avec des pistachiers, des lentisques) et de forêts boisées (cèdres, pins, chênes) aisément accessibles. Les cours d'eau sont pour la plupart courts et à sec une partie de l'année, ils permettent au moins une irrigation durant quelques mois, mais les précipitations sont en général suffisantes pour permettre la mise en culture des campagnes,.
Les textes administratifs, notamment les listes de villages et de contribuables, indiquent que les scribes ougaritains divisaient l'arrière-pays en deux grandes catégories : une zone « naturelle », non cultivée, comprenant notamment les forêts, situées en particulier dans les terres hautes, et aussi des espaces de pâtures, ainsi que des terrains de chasse et de cueillette ; une zone de culture, celle où se déroule l'activité agricole, elle-même divisée entre les « champs secs », c'est-à-dire ceux où l'apport en eau se fait naturellement, par les précipitations, et les « champs de source », c'est-à-dire ceux qui sont irrigués à partir de cours d'eau. Les terres irriguées comprennent les terroirs cultivés de façon plus intensive, situés aux abords des agglomérations et dans les vallées des principaux cours d'eau (donc autour d'Ougarit et au sud du royaume), comprenant notamment les jardins et vergers, les oliveraies et les vignes. Les zones d'agriculture sèche semblent plus tournées vers les cultures céréalières. Les piémonts et zones de montagnes sont plus consacrés à l'élevage,. Il est à noter que les fouilles de la ville d'Ougarit ont montré que certains de ses habitants exerçaient une activité agricole (présence de silos, de faucilles, de presses à huile, d'étables et d'abreuvoirs à bétail) : tous les paysans du royaume ne sont donc pas des ruraux.
Le territoire d'Ougarit comprend aussi des salines. Le sel est une denrée importante, avant tout pour la conservation des aliments mais aussi pour des usages thérapeutiques et religieux. Les documents administratifs indiquent que le palais royal en contrôlait une grande quantité.

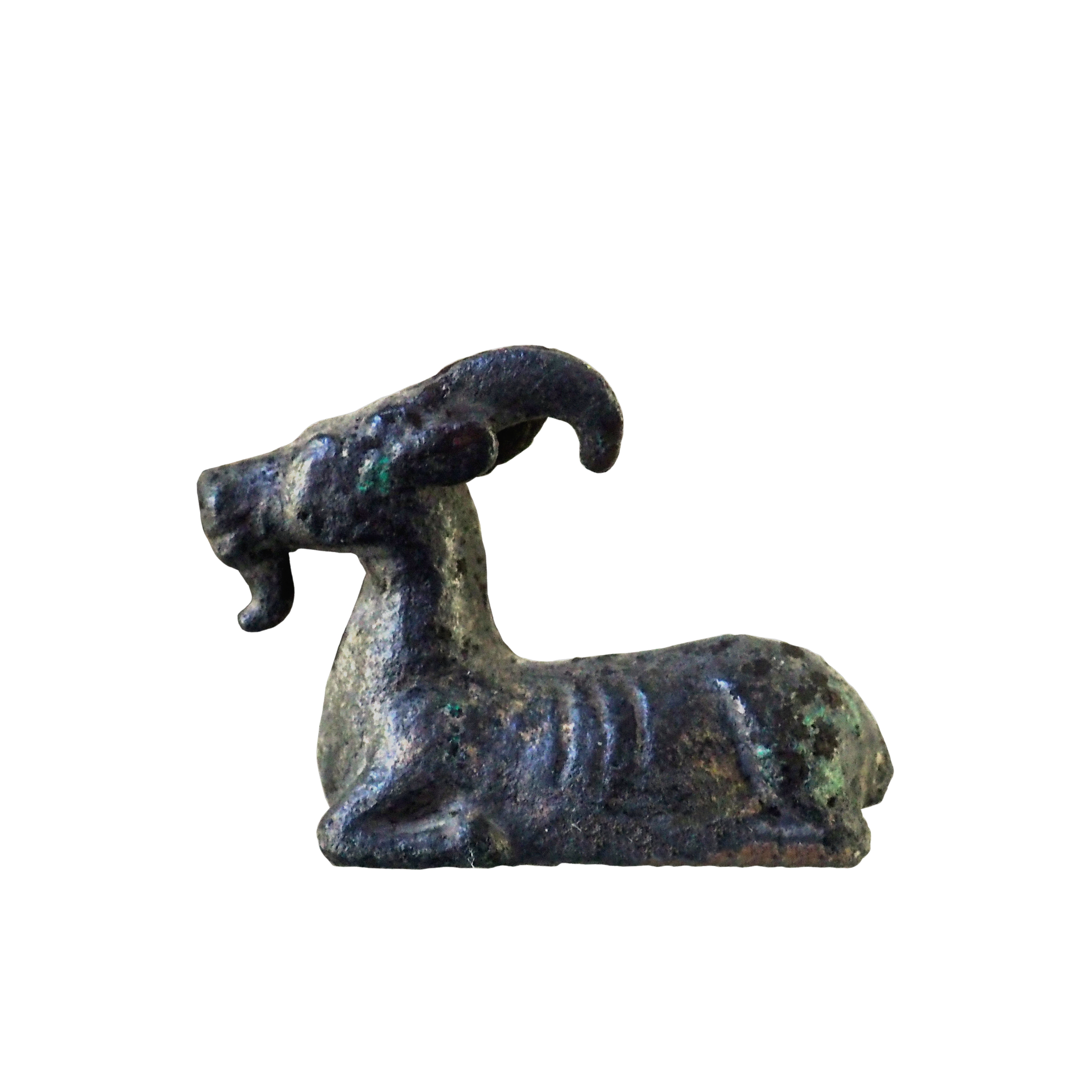
Poids en bronze en forme de chèvre couchée, mis au jour à Ras Shamra. Musée du Louvre.

Les animaux dont les restes osseux ont été trouvés lors de fouilles sont essentiellement domestiques et abattus pour leur viande : les moutons, les chèvres et les bovins sont l'essentiel de l'alimentation carnée, tandis que les cochons sont complètement absents. La chasse complétait les besoins en produits animaux, alimentaires ou autres, notamment les sangliers et les cervidés, et d'autres restes d'animaux sauvages sont attestés (lions, ours, mangoustes, blaireaux, hippopotames). Étrangement les restes de poissons et coquillages sont peu nombreux malgré la proximité de la mer, et les textes ne documentent quasiment pas la pêche. Les chiens semblent rares. Des équidés, ânes et chevaux, sont élevés, mais moins nombreux. Ils servent pour le bât, le trait et la monte.
Le cheval en particulier a fait l'objet de grandes attentions. Il est devenu au Bronze récent un animal noble très apprécié des élites (c'est la « Mercedes » de la période selon D. Pardee), avant tout pour ses usages guerriers, aussi la chasse et l'apparat, comme l'indiquent les représentations artistiques. Le grand intérêt que porte l'élite à ces animaux se voit également par la découverte de textes thérapeutiques hippiatriques en ougaritique prodiguent des conseils sur les soins à donner aux chevaux.
La nature des structures agraires du royaume d'Ougarit reste discutée. Selon l'approche dite des « deux secteurs », les terres agricoles seraient réparties entre celle du palais exploitées par les dépendants de celui-ci et terres des communautés paysannes exploitées en commun par des paysans autonomes. Mais la documentation ne permet pas d'en être sûr, et d'autres interprétations sont possibles. L'approche patrimoniale-domestique considère que l'économie est organisée autour de « maisons » ayant leurs domaines agricoles (avec des terres, des troupeaux, du personnel et des moyens matériels d'exploitation), fonctionnant suivant un même principe mais à des échelles très différentes, et liées par des relations hiérarchiques. La plus importante est celle du roi (le « Palais ») et le bas de l'échelle est occupé par celles des exploitants agricoles, avec entre les deux les possesseurs de domaines villageois, qui sont au service du premier et gèrent le travail des seconds (et leur taxation),. De fait, on retrouve au moins dans le cadre palatial un système attesté ailleurs pour la même période : le roi concède des terres à des personnages, souvent de rang important, en échange de l'exercice d'une fonction ou d'une compensation financière, ou en récompense pour services rendus, et ceux-ci les font exploiter par des ouvriers agricoles contre rémunération. Les domaines agricoles dépendant du palais sont souvent dénommés par le terme ougaritique gt (gittu ?), qui semble désigner à l'origine une presse à huile, ou le terme akkadien dimtu, qui désigne à l'origine une « tour » ou plus généralement un établissement fortifié. Il s'agit donc manifestement d'une référence au centre de l'exploitation agricole (une ferme fortifiée ?) qui désigne par extension le domaine. Ces unités économiques sont identifiées par un nom géographique (« tour de tel lieu ») ou un nom de personne (« tour de untel »). Elles disposent de terres de diverses natures et emploient du personnel dépendant du palais (dont des esclaves) ou devant accomplir un service temporaire pour le compte de celui-ci (qui implique souvent qu'ils amènent leur bétail pour aider aux travaux des champs), rémunéré par des rations d'entretien (une sorte de salaire en nature),.

### Activités artisanales
L'activité artisanale est documentée dans le cadre du palais, les artisans étant alors des spécialistes travaillant au titre du service dû au roi (pilku), qu'il soit permanent ou temporaire. Quoi qu'il en soit on retrouve un système attesté dans les autres royaumes de la période : les artisans reçoivent des magasins du palais les matières premières nécessaires aux tâches qui leur sont confiées, ainsi que des rations d'entretien, et dans certains cas ils bénéficient de terres de service. L'encadrement administratif est exercé comme pour les autres activités par des chefs des artisans, relayés par des sous-chefs encadrant les artisans en fonction de leurs spécialités. Les textes mentionnent également des apprentis et les métiers semblent souvent s'exercer de père en fils.
Les textes administratifs permettent d'avoir un aperçu de la diversité des métiers artisanaux exercés à Ougarit, sans en dire beaucoup plus sur leur fonctionnement. Les restes matériels mis au jour lors des fouilles complètent les informations pour les productions en matériaux non périssables (pierre, métal, céramique, ivoire), en revanche il est souvent difficile d'identifier clairement des ateliers. Il ne semble pas y avoir eu de quartiers spécialisés dans une production artisanale, plutôt des ateliers dispersés, situés au rez-de-chaussée de résidences. Du reste il peut être difficile de distinguer les lieux où l'artisanat est de type domestique, réalisé pour les seuls besoins de la maisonnée, et celui où il est de type professionnel, destiné à une activité économique. Les activités polluantes et nécessitant beaucoup d'eau (potiers, tanneurs, fondeurs, etc.) doivent être reléguées en périphérie du site. Aucune trace d'atelier n'a été identifiée dans le palais royal d'Ougarit, en revanche le palais nord de Ras Inb Hani disposait d'espaces artisanaux : travail des pierres dures, fabrication de mobilier, fonderie.
Les textes fournissent par exemple des précisions sur les métiers textiles, qui travaillaient avant tout le lin et la laine : on y rencontre des spécialistes des différentes étapes de la production d'étoffes (filage, tissage, foulage), de la confection de vêtements pour les humains et aussi pour les chevaux (des sortes de carapaçons), des tondeurs, des mégissiers,. On sait aussi que des étoffes étaient teintes, Ougarit et Minet el-Beidha ayant livré de nombreuses coquilles de murex, mollusque qui sert pour la teinture pourpre. Les données des textes sont aussi complétées par des découvertes d'objets servant à la production textile (fuseaux et fusaïoles), dans un cadre domestique (c'est probablement une activité féminine), quelques empreintes de textiles sur des briques ou poteries, et aussi par des représentations artistiques de vêtements,.
Les spécialistes de la taille des pierres comprennent les sculpteurs et les lapicides, qui sont notamment spécialisés dans la fabrication des sceaux, ainsi que des experts du travail des pierres semi-précieuses comme les graveurs et polisseurs, ou encore des spécialistes du travail du lapis-lazuli. Les fouilles archéologiques ont livré des objets en os et en ivoire sculptés, la période voyant en particulier l'essor de l'art des ivoiriers, qui fabriquaient pour les élites des éléments de meubles, des boites à fard et pyxides, des peignes, des fuseaux, etc. La présence de nombreuses chutes et pièces mises au rebut dans le palais nord Ras Ibn Hani indique qu'un atelier y travaillait se matériau. Le travail du bois se faisait probablement suivant des modalités similaires, mais ses productions n'ont pas été préservées.
Le travail du métal est souvent documenté, par des livraisons de matières premières (or, argent, cuivre, étain, fer) et les noms de spécialistes : on trouve des fondeurs/forgerons, des spécialistes du cuivre et des métaux précieux, des orfèvres, etc. Les fabricants de certaines armes (pointes de flèches, épées) sont également des spécialistes de métallurgie,. Les fouilles ont livré des moules à outils métalliques et à bijoux, et diverses autres traces de production métallurgique (tuyères, soufflets, creusets, scories, etc.), mais la seule aire de production métallurgique identifiée lors de fouilles est celle du palais nord de Ras Ibn Hani. Ce site a également livré de grandes quantités de plomb. Les fouilles ont également révélé le fait que la production et l'emploi du silex reste très important au Bronze récent pour façonner des outils (notamment des faucilles), même plusieurs siècles après l'apparition des outils en métal.

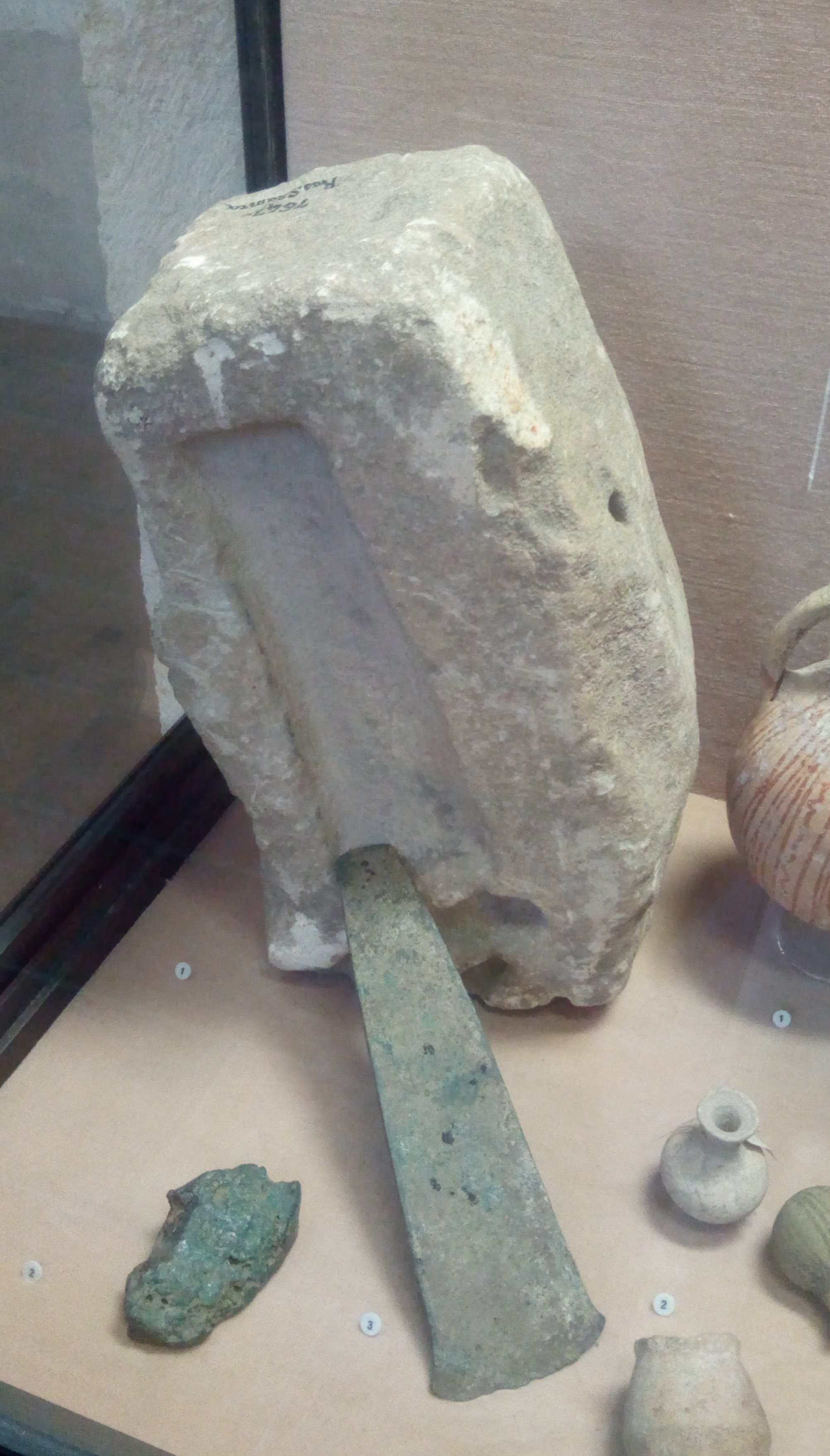
Moule à outils métalliques en calcaire. Ras Shamra, Bronze récent (?). Musée d'archéologie nationale.
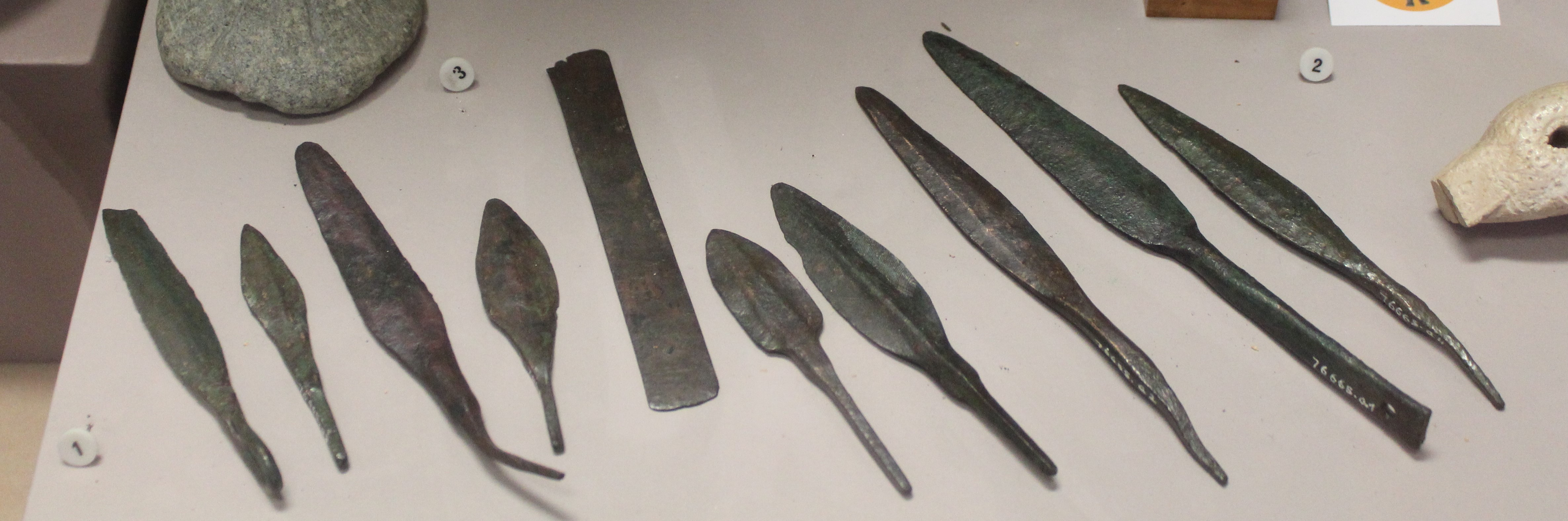
Divers objets en bronze provenant de Ras Shamra : pendeloques, épingles, plaquettes, pointes de flèches et de lances. Musée d'archéologie nationale.
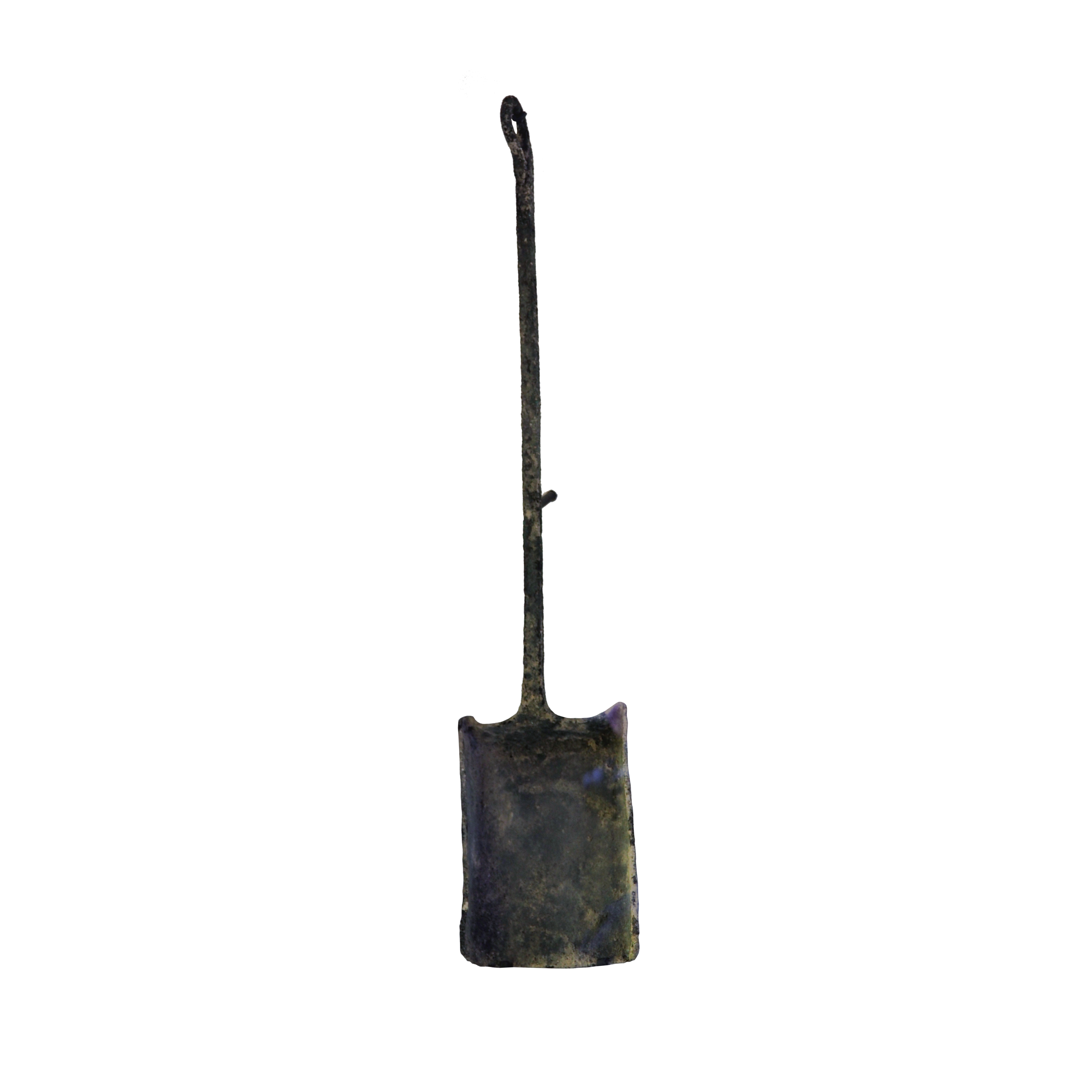
Pelle en bronze provenant de Minet el-Beidha. Musée du Louvre.
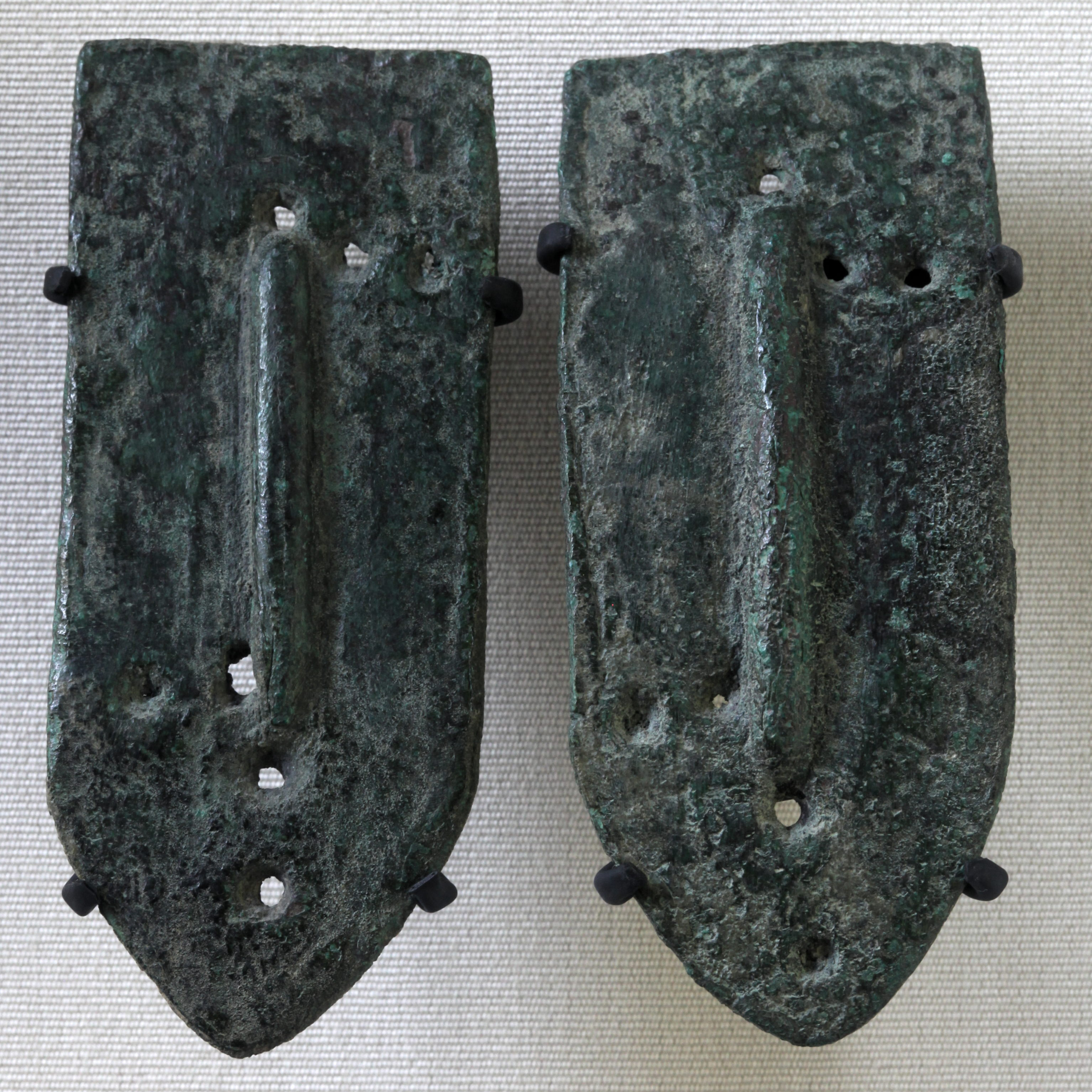
Écailles de cuirasse en bronze provenant de Ras Shamra. Musée du Louvre.
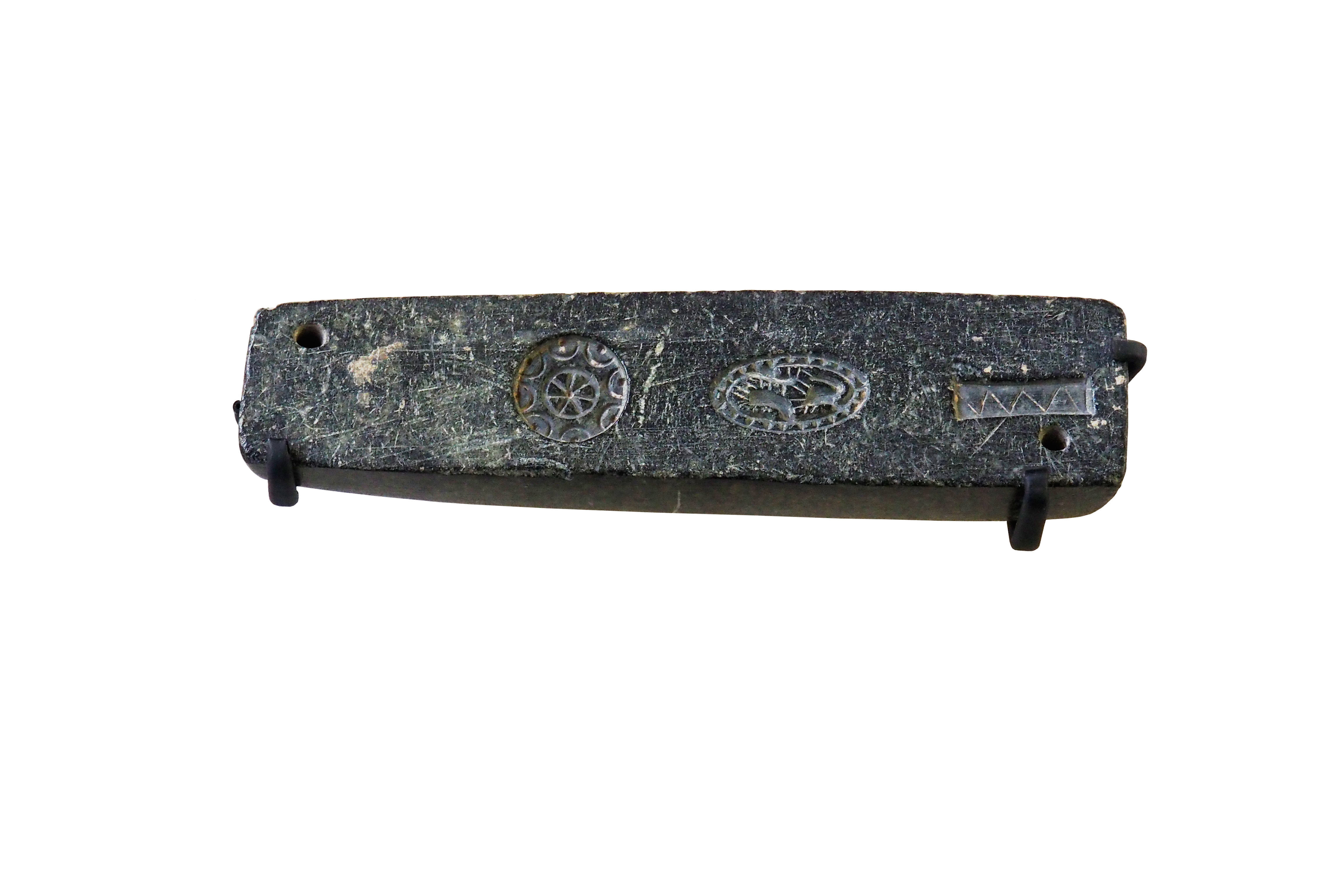
Moule à bijoux provenant de Minet el-Beidha. Musée du Louvre.

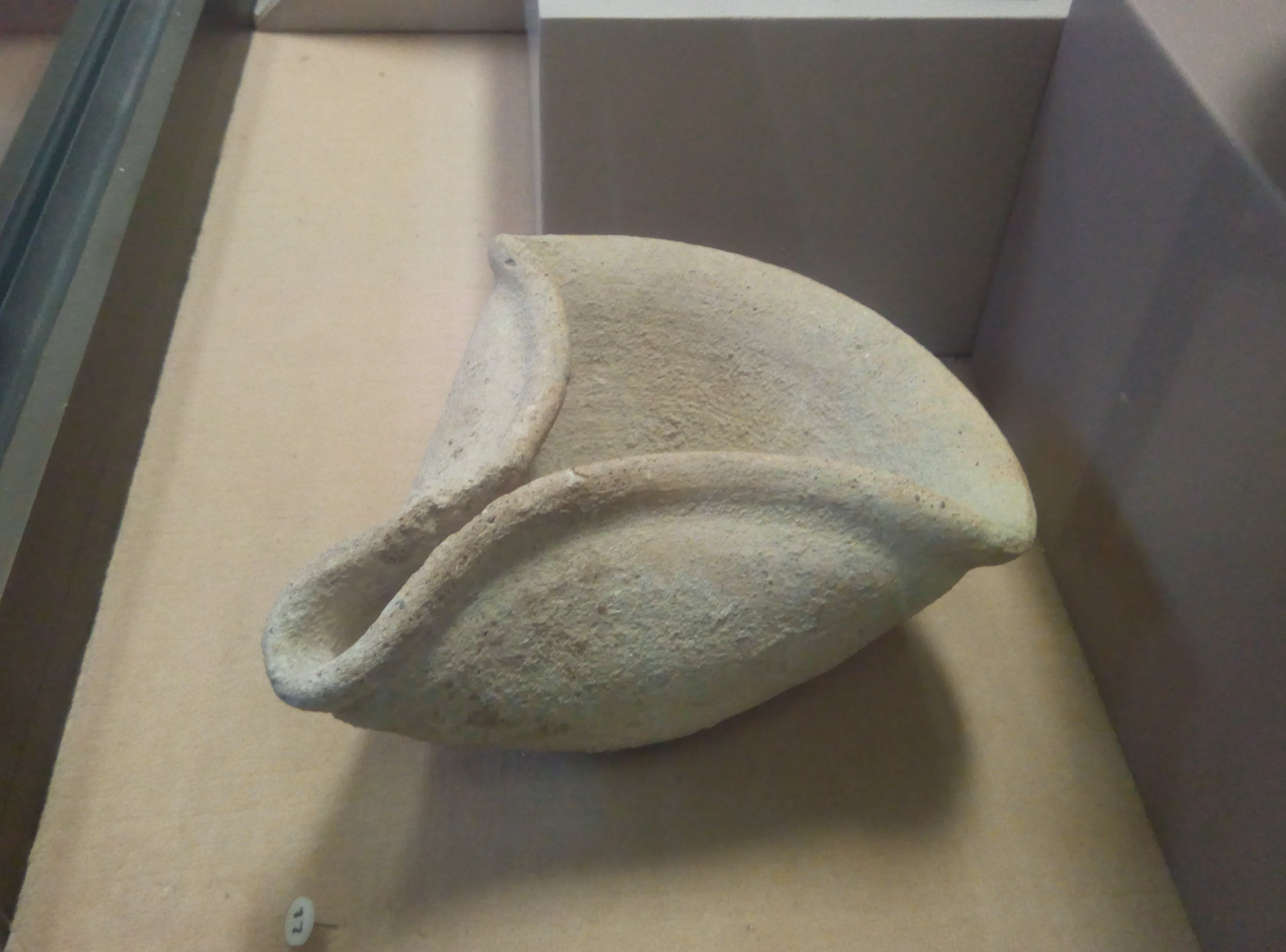
Lampe à huile de type « cananéen », à bec pincé, répandu au Levant durant le Bronze récent. Ras Shamra, Musée d'archéologie nationale.

Les potiers sont également évoqués dans des textes. En revanche aucun atelier de poterie n'a été mis au jour, même si une grande quantité de poteries locales documente ce secteur d'activité. Il s'agit pour l'essentiel d'une production de masse de qualité fruste servant aux besoins quotidiens de la population (jarres de stockage, marmites de cuisson, cruches à boissons, lampes à huile), même si une production plus raffinée de céramique peinte existe aussi,.

### Commerce et échanges
La documentation d'Ougarit fournit des informations importantes sur les échanges de biens à longue distance à l'âge du bronze récent. Cette période a vu un développement important des réseaux diplomatiques et commerciaux, qui relient les régions du Proche-Orient et de la Méditerranée orientale et créent un monde plus connecté que par le passé, au moins pour le milieu des élites et ceux qui fabriquent et échangent pour leur compte des biens de prestige. En particulier, le développement des échanges maritimes est un phénomène majeur de la période.

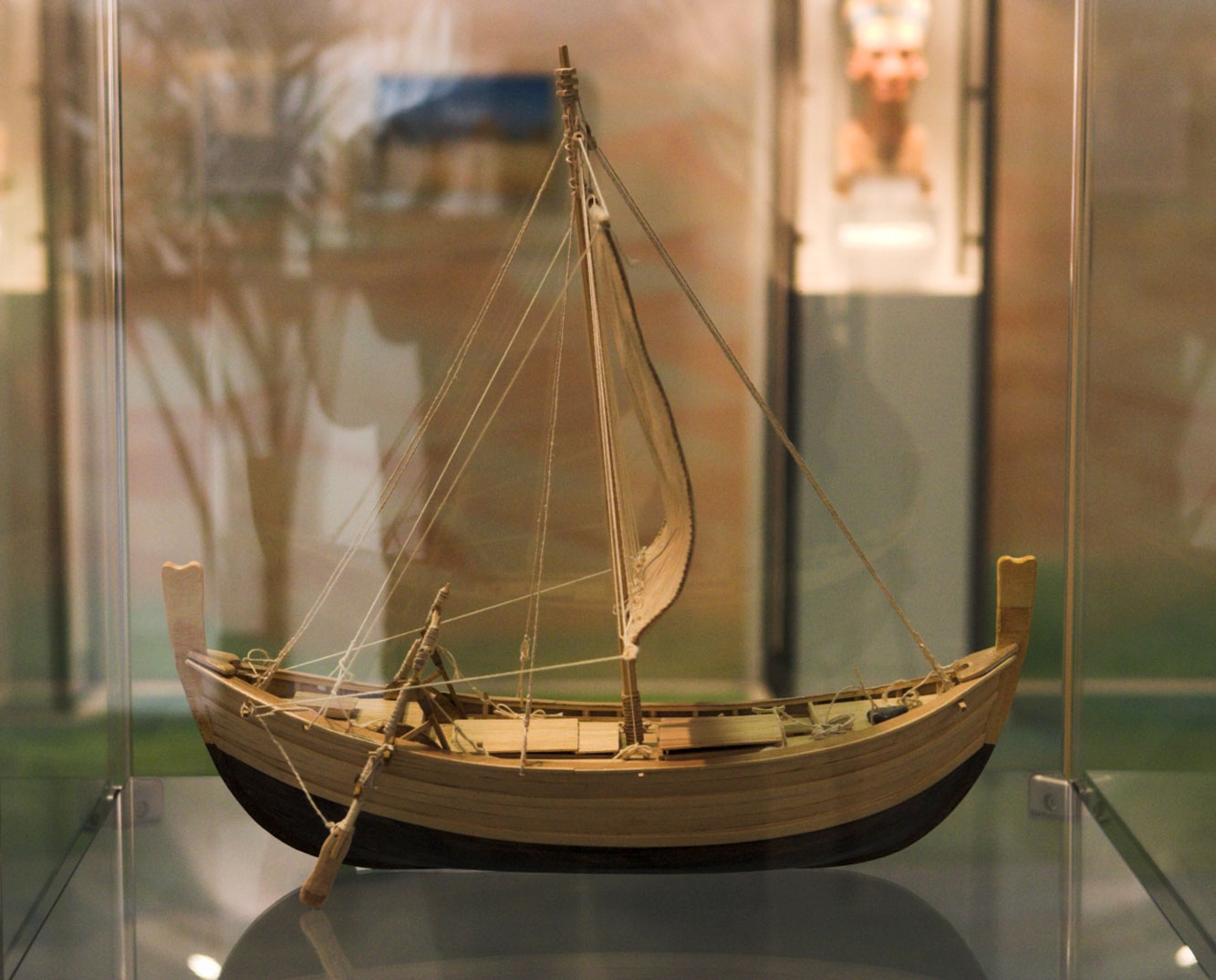
Maquette du bateau échoué à Uluburun, un de ceux traversant l'est du bassin méditerranéen au Bronze récent.

Dans ce contexte, le royaume d'Ougarit dispose d'une position géographique privilégiée pour les échanges maritimes, car il dispose du seul port important du littoral nord de la Syrie, entre Byblos et la Cilicie, donc de la Syrie hittite, qui plus est proche de Chypre qui occupe une part importante dans les échanges durant cette période. Le site portuaire est situé sur la baie à un kilomètre à peine d'Ougarit, à Minet el-Beida, peut-être l'ancienne Mahadou : la capitale est donc visible depuis la mer (il a été proposé que les deux temples de l'acropole fonctionnent comme des points de repères). Les fouilles qui y ont eu lieu de 1929 à 1935 n'y ont pas dégagé des installations portuaires, en revanche des objets provenant de régions étrangères, ainsi qu'un entrepôt contenant 80 jarres documentent les activités commerciales. Les routes maritimes sont donc très importantes. Les textes et le matériel archéologique indiquent plusieurs des partenaires commerciaux maritimes d'Ougarit : ports de la côte cananéenne (Byblos, Tyr, Sidon, Ashdod, etc.), Chypre (Alashiya, qui fournit notamment du cuivre), Cilicie (Ura), Égypte, et plus loin le monde égéen c'est-à-dire la Crète (Keftiu dans les textes) et la Grèce continentale mycénienne, avec laquelle les relations ne sont documentées que par des trouvailles d'objets,.
Il s'agit sans doute surtout d'un commerce de cabotage, reposant sur des voyages sur des distances courtes. Les bateaux de la période et leurs cargaisons sont documentés par deux épaves mises au jour le long des côtes turques, à Uluburun et au Cap Gelidonya. La place d'Ougarit dans les échanges est sans doute en grande partie liée à sa capacité à servir d'interface entre ces réseaux maritimes et ceux du commerce terrestre, notamment l'axe vers l'est qui remonte la vallée du Nahr el-Kebir pour rejoindre la Syrie centrale et par là la vallée de l'Euphrate, en particulier les cités d'Emar et de Karkemish, aussi Qadesh sur l'Oronte. Il s'agit d'un commerce de type caravanier, avec des ânes, puis fluvial sur l'Euphrate,.
Les produits échangés sont très variés, et là encore documentés à la fois par les textes et l'archéologie. Il peut s'agir de métaux (notamment de lingots de cuivre et de plomb), du bois, de pierres dures telles que le lapis-lazuli, d'étoffes, d'épices, de vin, d'huile d'olive, d'objets en métal, en ivoire, en pierre, également des esclaves,.
La documentation textuelle fournit des informations sur l'organisation des échanges. Elles proviennent essentiellement du palais ou de personnes qui sont au service du roi et de la reine, il en ressort l'image d'un commerce dominé par les intérêts du pouvoir royal même si celui-ci n'exerce probablement pas de monopole. Les archives de la maison d'Ourtenou documentent en particulier le commerce à longue distance avec Emar sur l'Euphrate, organisé comme une sorte de firme hiérarchisée, dominée par la figure de Shipti-Baal, fondé de pouvoir au service de la reine (et accessoirement gendre du couple royal), auquel participent également Ourtenou ainsi que d'autres partenaires et des représentants en poste dans plusieurs succursales situées sur les routes commerciales. Cette organisation est également impliquée dans le commerce maritime avec des cités de la côte (Tyr), Chypre et plus loin encore.
Ceux que les textes désignent comme des « marchands » (ougaritique mākiru ou makkāru, akkadien tamkāru) ont plus exactement le rôle d'intermédiaires ou de négociants. Ils réalisent des opérations d'achats ou de vente pour le compte du palais. Celui-ci peut notamment leur confier un capital financier ou des marchandises pour qu'ils accomplissent des opérations commerciales pour son compte, en contrôlant à son retour qu'il n'y ait pas eu de malversation,. Le dénommé Sinaranou bénéficie ainsi des faveurs du roi Niqmepa et du prince Ammistamrou. Cela lui permet d'obtenir d'importants domaines au sud du royaume, et de bénéficier d'exemptions de taxes pour les cargaisons de ses bateaux, sauf s'ils viennent de Crète auquel cas il doit verser une gratification au roi.
Ce commerce fait l'objet d'une réglementation de la part du pouvoir hittite. Il s'agit notamment d'assurer la sécurité des routes, et de prévoir une indemnisation lorsque le marchand d'un royaume est attaqué dans un autre. Un décret est également pris par le roi hittite concernant les marchands d'Ura, cité de Cilicie, qui sont installés à Ougarit et y ont fait des prêts à des Ougaritains qui n'ont pas pu les rembourser,.
La circulation des biens ne prend du reste pas forcément la forme d'un commerce avec un prix, car elle se réalise souvent dans un contexte politique et diplomatique : les différentes cours s'échangent des présents, qui sont souvent des produits de même nature que ceux qui se vendent sur les circuits commerciaux, et les pays vassaux doivent verser un tribut à leur suzerain. Ces biens de prestige manifestent l'appartenance à la communauté internationale de l'époque. Il est donc parfois difficile de savoir si un bien qui circule entre le palais d'Ougarit et celui d'un autre royaume le fait par des circuits commerciaux ou dans le cadre d'échanges diplomatiques,.

## Vie religieuse

### Divinités et mythes

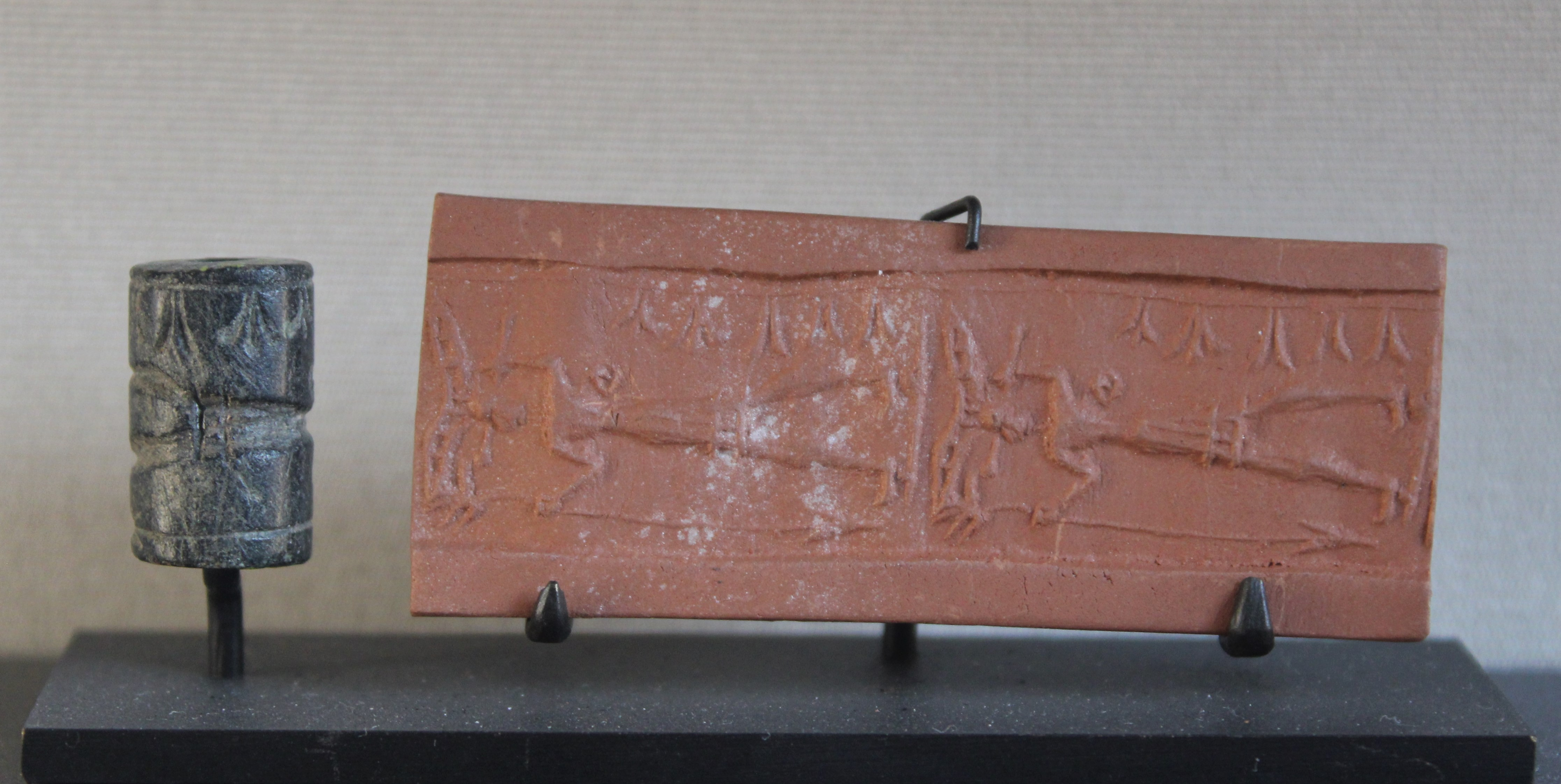
Sceau-cylindre avec impression moderne, représentant le dieu de l'Orage Baal-Haddu, couronné et doté d'une paire d'ailes, tenant une masse d'armes et une lance dont l'extrémité se termine par un feuillage (symbole de la végétation). Ras Shamra, Musée du Louvre.

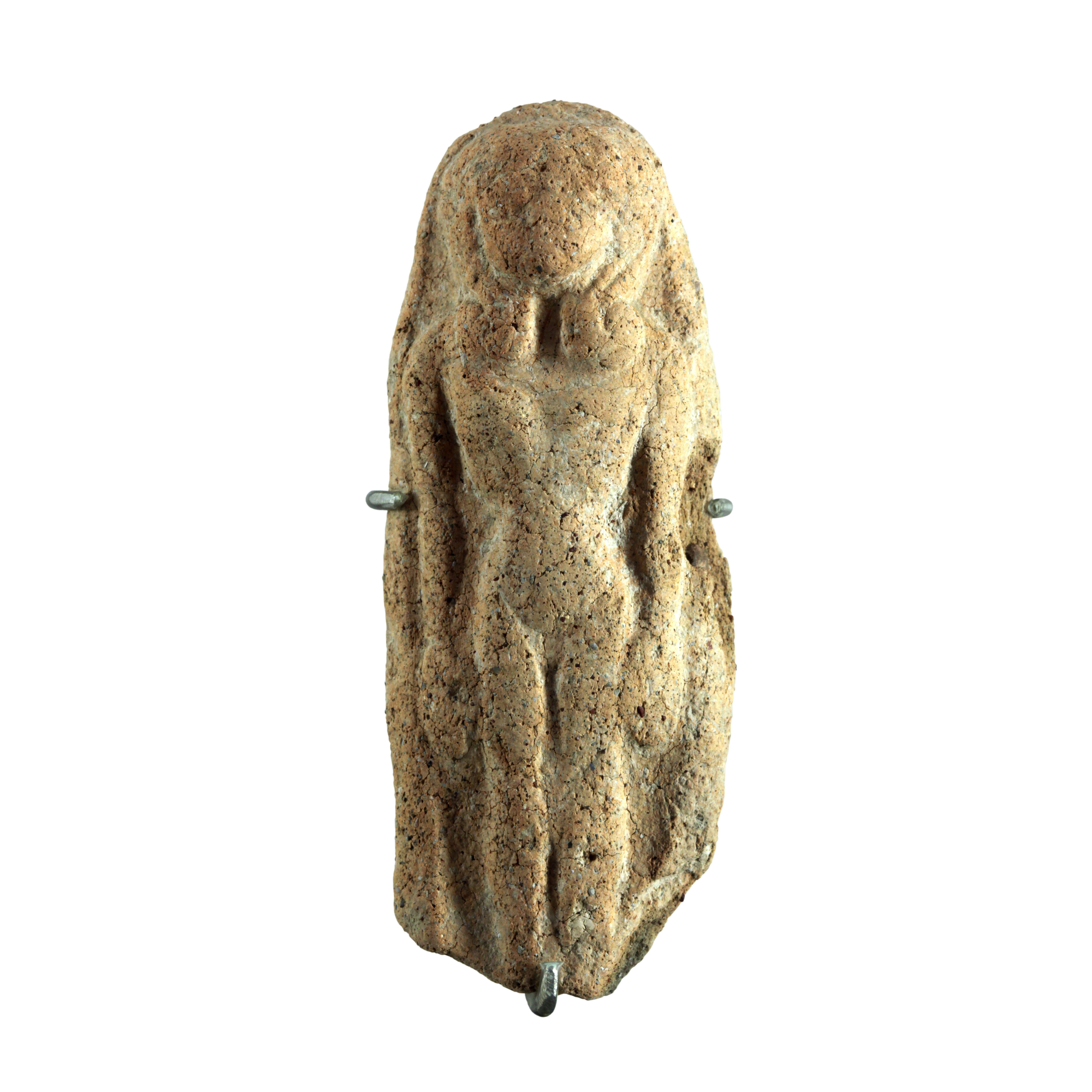
Figurine-plaque en terre cuite représentant une femme nue, sans doute une déesse (Astarté ?). Minet el-Beida, Musée du Louvre.

Le panthéon d'Ougarit repose sur des divinités issues du fond religieux de Syrie et du Levant. Le dieu qui occupe la position de souverain divin dans les textes religieux d'Ougarit est El (Ilu), dont le nom signifie littéralement « Dieu ». Il est considéré comme le père des dieux et comme un dieu créateur. L'autre dieu majeur est Baal, dont le nom signifie « le Seigneur » ou « le Maître », est en fait une épithète, qualifiant ici le dieu connu dans l'aire syro-levantine par le nom Haddu/Hadad. C'est le « dieu de l'Orage », c'est-à-dire celui qui maîtrise des phénomènes atmosphériques tels que la foudre et la pluie, et par extension celui qui assure la fertilité. Il réside sur le plus haut lieu du royaume, le mont Saphon, et a plus largement les caractéristiques d'une divinité souveraine. C'est dans cette position qu'il est le protagoniste du texte mythologique surnommé « Cycle de Baal ». Il y est présenté comme le fils du dieu Dagan, un des autres dieux majeurs de la Syrie antique. Les déesses les plus importantes du panthéon sont Athirat (Asherah), la parèdre d'El, Anat, la sœur de Baal, associée à l'amour et à la guerre, la déesse astrale Athtart (Astarté ; elle dispose d'une contrepartie masculine appelée Athtar). D'autres divinités majeures portent le nom de leur attribut principal : la déesse « Soleil » Shapash, le dieu « Lune » Yarikh(u), la « Mer » Yam(mu), le dieu infernal « Mort », Mot(u). Parmi les autres dieux majeurs : Kotar(u)-wa-hasis(u) est le dieu des artisans, Rashap est associé à la peste et aux épidémies. Des tablettes contenant des listes de divinités font connaître des dizaines d'autres dieux recevant un culte à Ougarit, dont des hypostases locales d'un même dieu, comme cela est courant dans un système polythéiste (par exemple Baal d'Ougarit et Baal du Saphon),.
La mythologie ougaritique est connue par plusieurs textes écrits dans l'alphabet local. Le plus important est le « Cycle de Baal », sur six tablettes, dont un colophon indique que son scribe (auteur ?) est Ili-milkou, officiant sous le règne d'un des rois nommés Niqmaddou. C'est un ensemble de mythes de souveraineté, dans lesquels Baal doit affronter plusieurs adversaires pour affirmer sa suprématie : d'abord Yam(mu) la Mer, affrontement qui lui permet de devenir roi, après quoi suit un récit relatant la construction de son palais, puis une nouvelle lutte pour le pouvoir qui le met cette fois-ci en rivalité avec Mot(u) la Mort, qui s'avoue à son tour vaincu. Ces textes ont peut-être un usage rituel, étant déclamés lors de fêtes, et pourraient aussi avoir un lien avec le cycle agricole. Quelques autres mythes sont connus, dans des états divers, certains étant associés à des rites. Ainsi un court mythe relatant comment El est devenu ivre lors d'un banquet est accompagné au verso de la tablette d'une incantation qui semble destinée à guérir la gueule-de-bois.

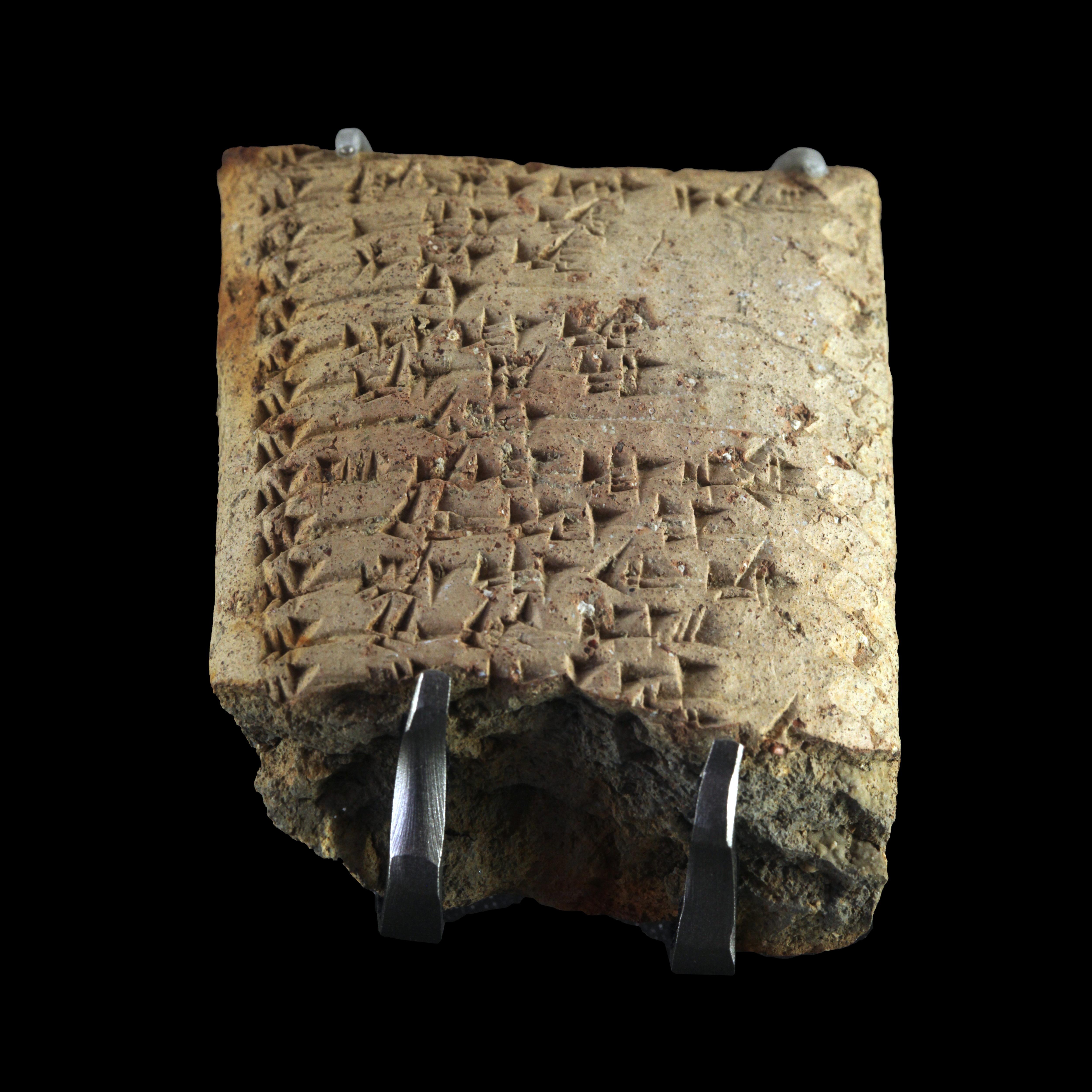
Liste hiérarchique des dieux du royaume d'Ougarit, en cunéiforme akkadien. En tête : le dieu du Père ou dieu ancestral, puis El, Dagan, sept hypostases du dieu Adad (Baal-Hadad), le dieu-lune Sîn, le dieu sage Ea, la grande déesse hourrite Hebat, etc. Musée du Louvre.
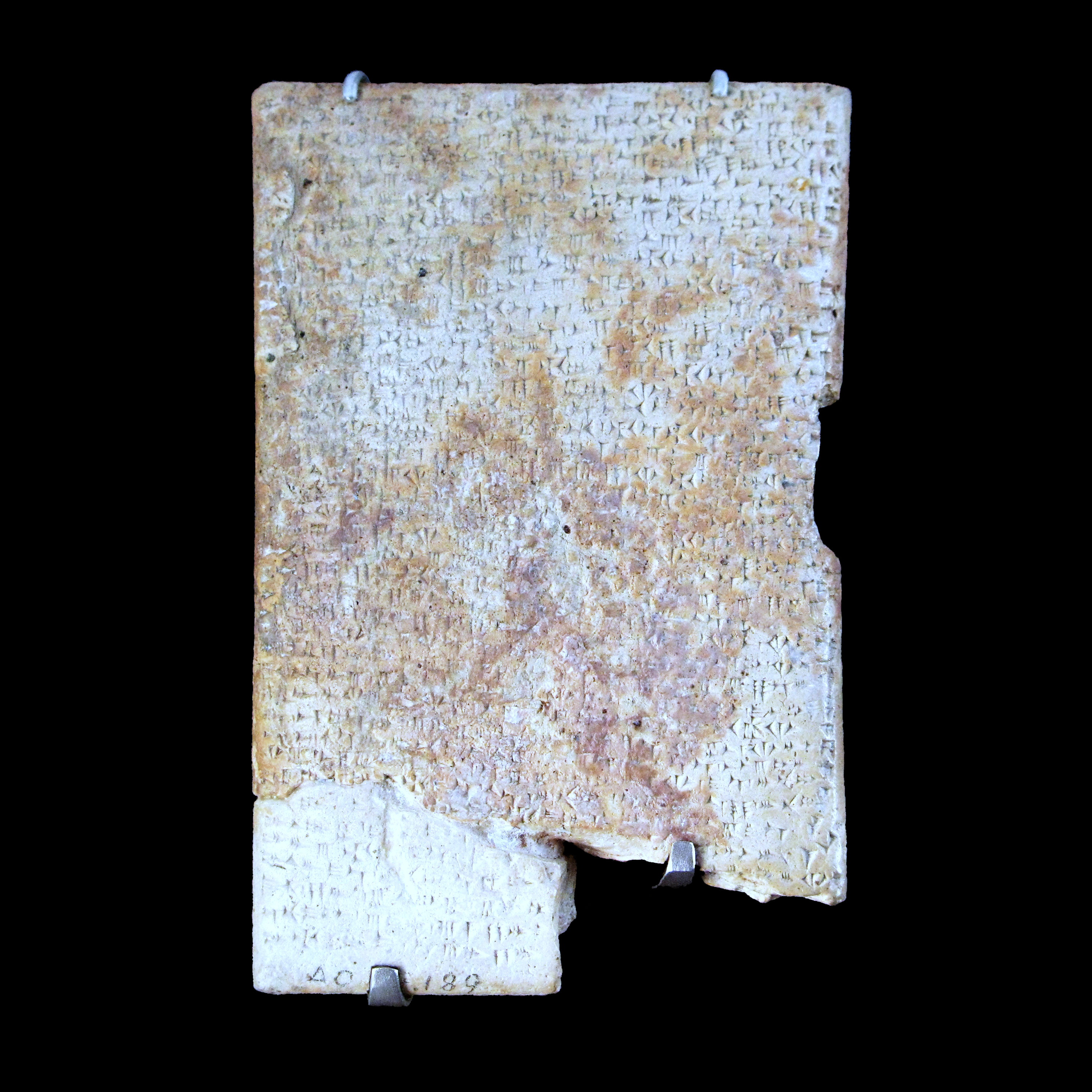
Tablette du mythe de la naissance des dieux gracieux et beaux, récit de naissance divine, sur les origines de la civilisation et de l'agriculture. Mise au jour dans la « Maison du Grand Prêtre » de Ras Shamra. Musée du Louvre.

### Culte

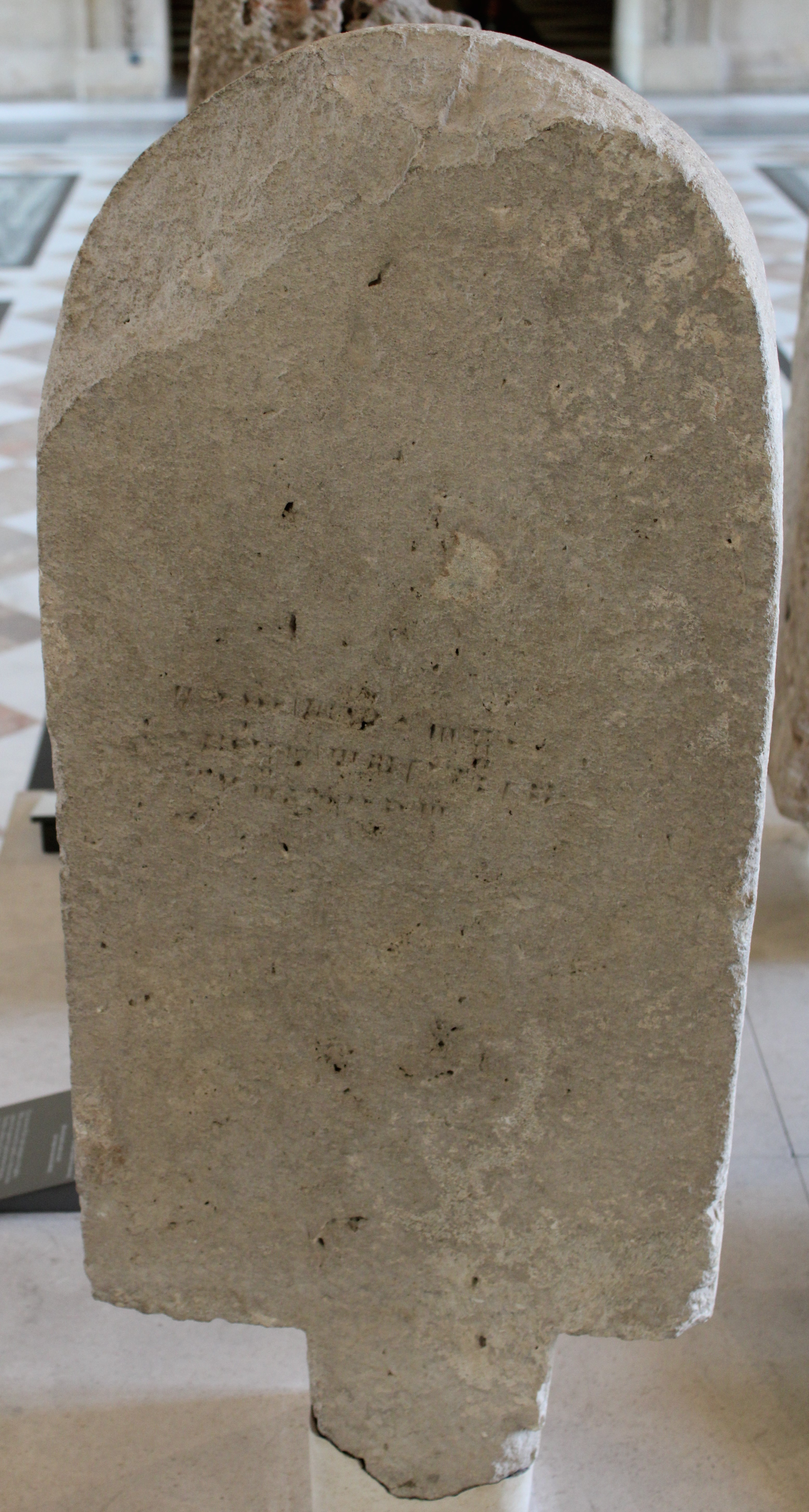
Stèle portant une dédicace en alphabet ougaritique au dieu Dagan, mise au jour dans le « temple de Dagan », commémorant un rite sacrificiel en l'honneur des défunts de la lignée royale., Musée du Louvre.

Les deux temples principaux d'Ougarit, situés sur l'acropole, sont attribués à Baal et à Dagan selon l'interprétation la plus courante, reposant sur des inscriptions mises au jour sur place. H. Niehr considère plutôt que le second était dédié à El, et que cette zone servait plus largement de lieu de culte aux principales divinités locales, donc Asherah, Anat et Dagan,. Les autres lieux de culte identifiés lors des fouilles sont le « temple hourrite » dans la zone palatiale et le « temple aux rhytons » du quartier résidentiel. Les textes indiquent la présence de temples hors de la capitale.
Les rituels documentés par des textes en langue ougaritique sont pour beaucoup relatifs aux rites sacrificiels du culte royal, au cours desquels le roi jouait le rôle principal en tant qu'intermédiaire entre les dieux et les hommes, et immolait un animal. Il était sans doute assisté par des prêtres, l'existence d'un clergé spécialisé étant documentée par plusieurs textes. Les rites les plus importants se déroulent sur plusieurs jours, lors de fêtes religieuses, sont accompagnés de processions, de libations, d'encens, de chants, de musique et de banquets,.
Des particuliers pouvaient se réunir dans des associations cultuelles/confréries (qui se constituent peut-être en fonction de liens professionnels), appelées marzihu, sous l'égide d'une divinité, et procéder à des banquets et libations, en revanche apparemment pas de sacrifices,. Un culte existait également dans le cadre domestique, attesté notamment par des figurines divines et amulettes mises au jour dans des habitations. Les particuliers vouaient également des offrandes aux dieux dans leurs temples ; par exemple des ancres ont été mises au jour dans le temple de Baal, en lien avec la sécurité lors des voyages en mer. Les pratiques de divination sont également documentées par des textes de présages de naissance et d'astrologie, ainsi que des maquettes de foies en terre cuite et en ivoire servant à l'hépatoscopie. Les pratiques magiques sont attestées par des recueils d'incantations, contre le mauvais œil, l'impuissance sexuelle et les serpents et scorpions dirigés par un sorcier,.
Les découvertes de sépultures sous des maisons indiquent par ailleurs l'existence d'un culte des ancêtres dans un cadre familial, pratique courante dans le Proche-Orient antique. Les textes documentant cette activité se rapportent au culte dynastique : les rois décédés deviennent des divinités défuntes appelées rapi'ouma et reçoivent des offrandes.

## Trouvailles artistiques
L'art de la Syrie de l'âge du Bronze récent s'inscrit dans la continuité des traditions antérieures, celles du Bronze ancien et moyen, mais durant la fin de la période des tendances s'affirment et apportent diverses innovations. Ces évolutions concernent l'élite palatiale et urbaine, laissant de côté la majorité de la population. D'un côté les spécificités régionales se font plus fortes, notamment dans l'architecture, la poterie et la glyptique, et de l'autre les productions de luxe destinées à une élite réduite reprennent des motifs d'un supposé « style international », qui reflète l'intensification des échanges de biens et d'idées entre les cours royales. Le développement de la technique de fabrication des matières vitreuses est mobilisé pour produire divers types d'objets. Tout cela se retrouve dans les divers types d'objets d'art mis au jour à Ougarit, qu'il s'agisse de productions locales ou d'importations, reflétant dans tous les cas les goûts et les attentes des élites locales. Les éléments égyptiens jouissent depuis longtemps d'une grande popularité au Levant, qui se confirme, mais la culture hittite fait également son intrusion en Syrie avec son emprise politique. À cela s'ajoutent les échanges croissants avec le monde égéen et la persistance de ceux avec le monde mésopotamien, qui font que les élites des centres urbains syriens tels qu'Ougarit sont marquées par une culture matérielle à la croisée de diverses traditions et influences,,.

### Céramiques locales

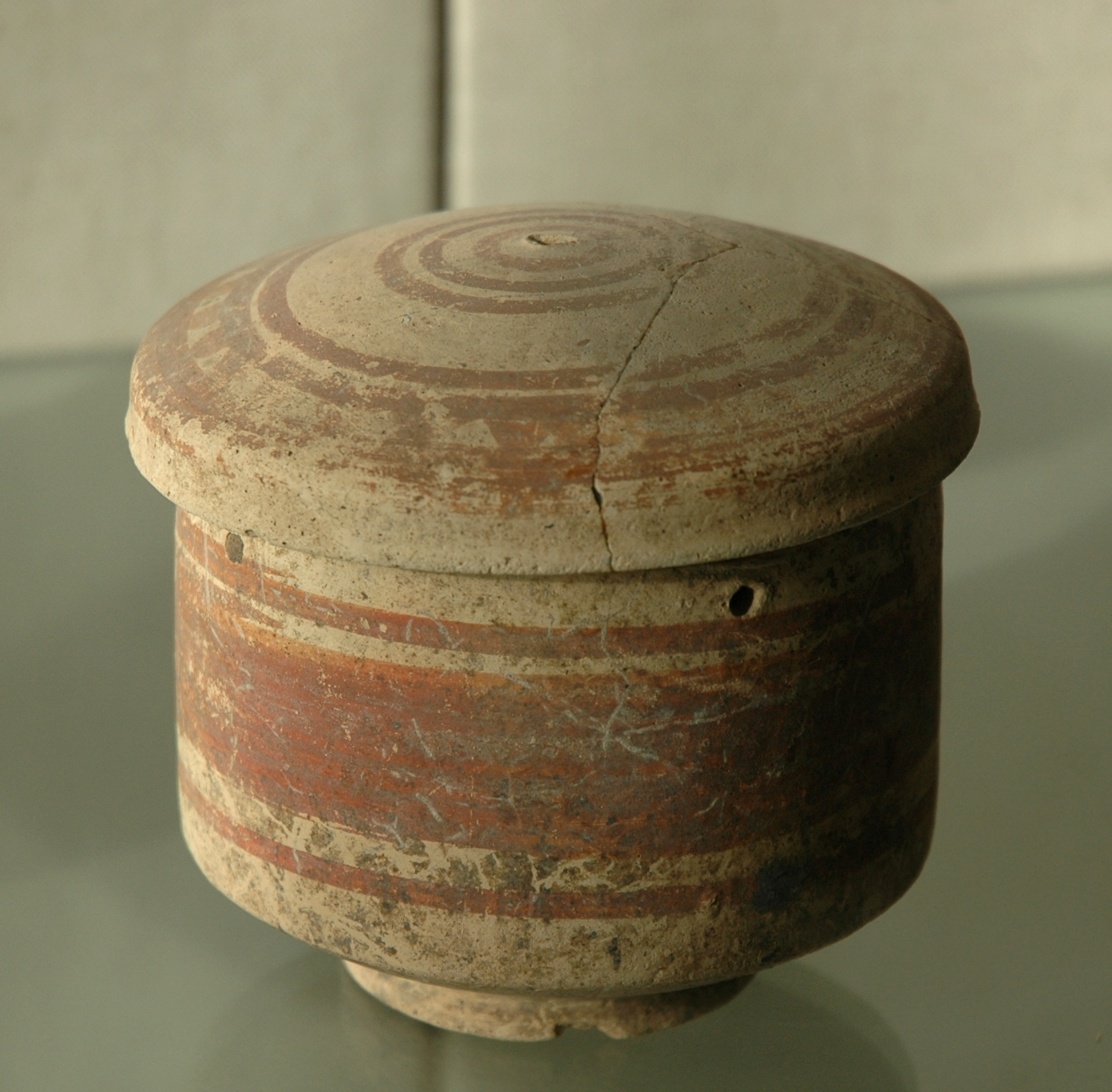
Pot et couvercle peints, production locale. Ras Shamra, Musée du Louvre.

La céramique produite à Ougarit est majoritairement une production grossière, sans décors, servant pour des usages utilitaires. Mais il existe aussi une céramique peinte de production locale. Les formes attestées en grand nombre sont les jarres, chopes, cratères ou des vases biconiques. La poterie peinte l'est généralement avec une seule couleur, choisie parmi une nuance de rouge ou de noir. Les motifs représentés sont en général de type géométrique (échelles, zigzags, treillis, triangles renversés, points, etc.) et parfois figurés, avec des représentations animales et humaines, et potentiellement quelques scènes mythologiques. Si le répertoire s'inspire d'un fonds syro-levantin, il y a néanmoins une certaine originalité dans le travail des potiers d'Ougarit. Il y a aussi des tentatives d'imiter les formes et motifs mycéniens, qui semblent plus populaires, sans originalité et parfois de manière maladroite,.

### Céramiques chypriotes et mycéniennes
Le répertoire de céramiques mis au jour à Ras Shamra et sur les sites voisins est marqué par la présence de céramiques importées de Chypre et de la Grèce mycénienne, trouvées aussi bien dans des résidences que des tombes. Il s'agit certes d'une petite proportion de l'ensemble des céramiques, l'immense majorité étant originaire de Syrie, mais il s'agit de produits de grande qualité technique et esthétique. La céramique fine chypriote du Bronze récent est façonnée à la main, d'une très grande qualité d'exécution. Les céramiques catégorisées comme « mycéniennes » proviennent pour partie de Grèce continentale ou d'îles égéennes, mais une autre est originaire de Chypre, où des artisans Mycéniens se sont peut-être installés. Il s'agit majoritairement de vases à boire ou à libations, employés comme vaisselle d'apparat ou lors de banquets et autres rituels, mais certains mis au jour avant tout dans les tombes semblent avoir la fonction d'offrandes funéraires. Les formes sont variées mais certains sont plus représentés : les hauts cratères « amphoroïdes » à col large peints de scènes de chars, surtout attestés dans les tombes, et les cratères « en cloche » à large ouverture sans col du « style rude », chypriote, décorés surtout de taureaux et d'oiseaux ; des grandes jarres à étrier crétoises peintes d'ondulations dérivées du motif du poulpe ; des rhytons coniques et d'autres zoomorphes, peut-être employés pour le culte ; divers types de récipients utilitaires peints, notamment des coupes à boire. Les récipients à petite ouverture, donc faciles à fermer, qu'il s'agisse de vases, jarres ou flacons, ont dû être importé pour leur contenant (huile d'olive, vin, huiles parfumées, opium).

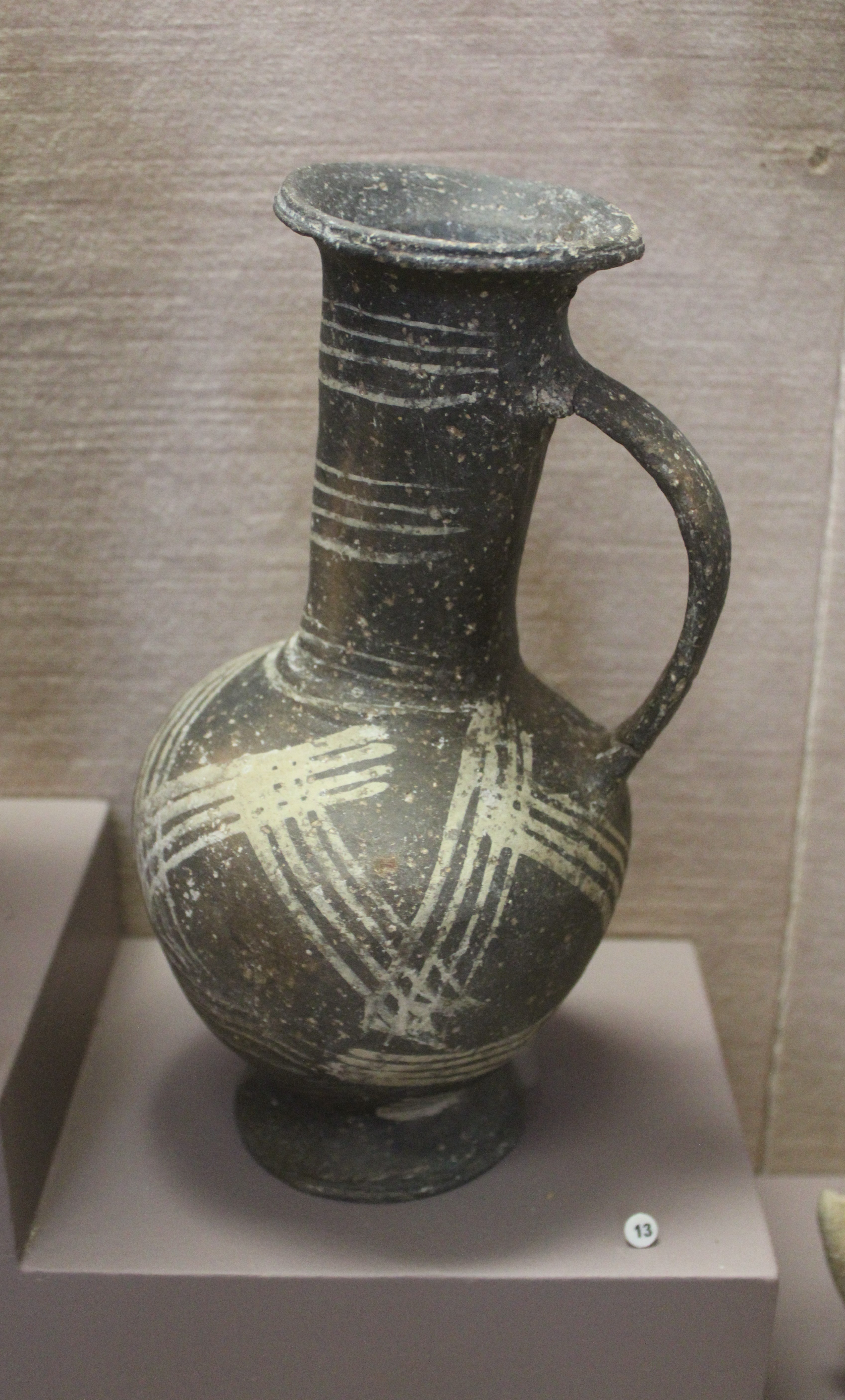
Cruche à décor géométrique peint en blanc sur surface brune, fabrication chypriote (Base ring II). Ras Shamra, Musée d'archéologie nationale.
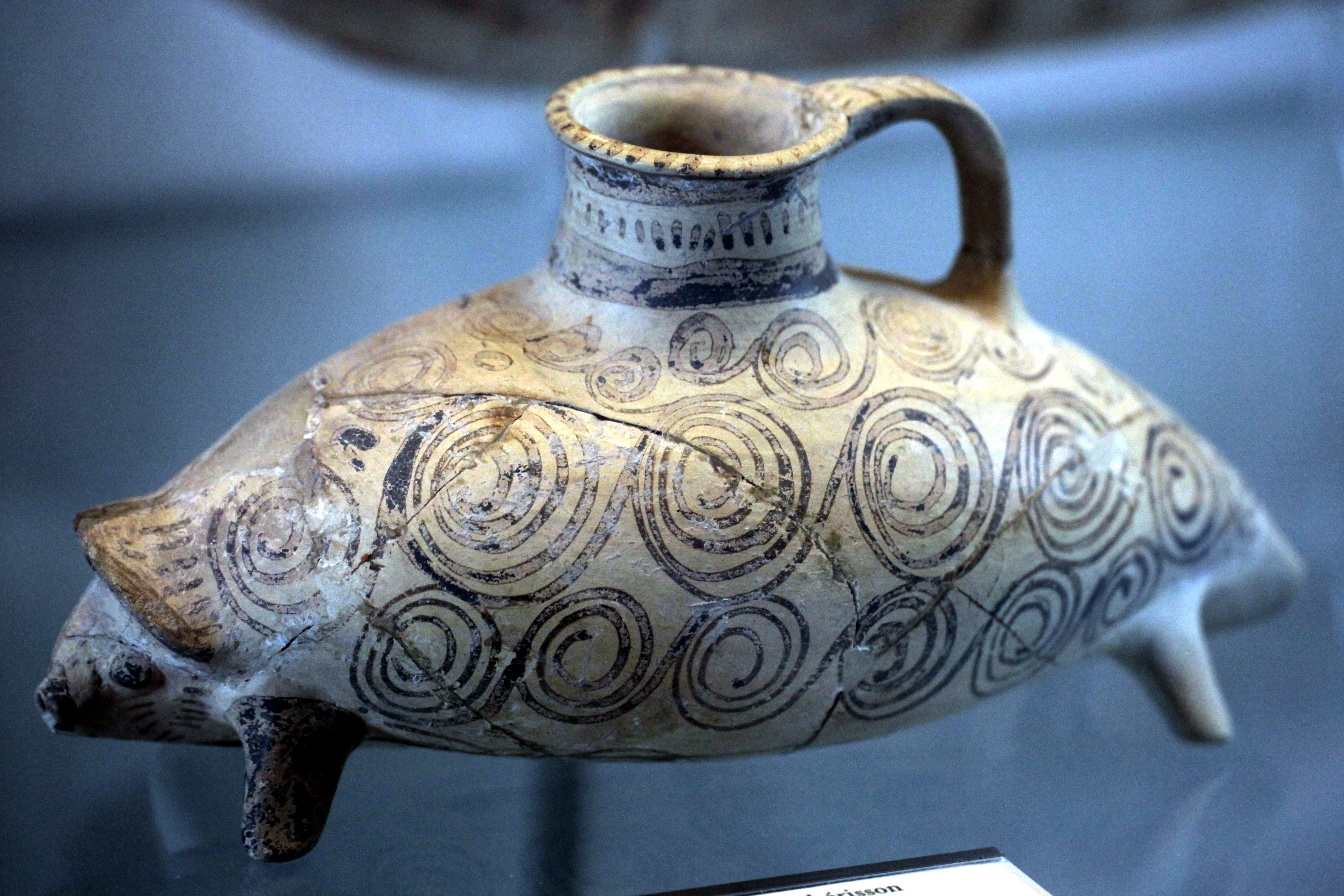
Rhyton mycénien en forme de hérisson. Ras Shamra, Musée du Louvre.
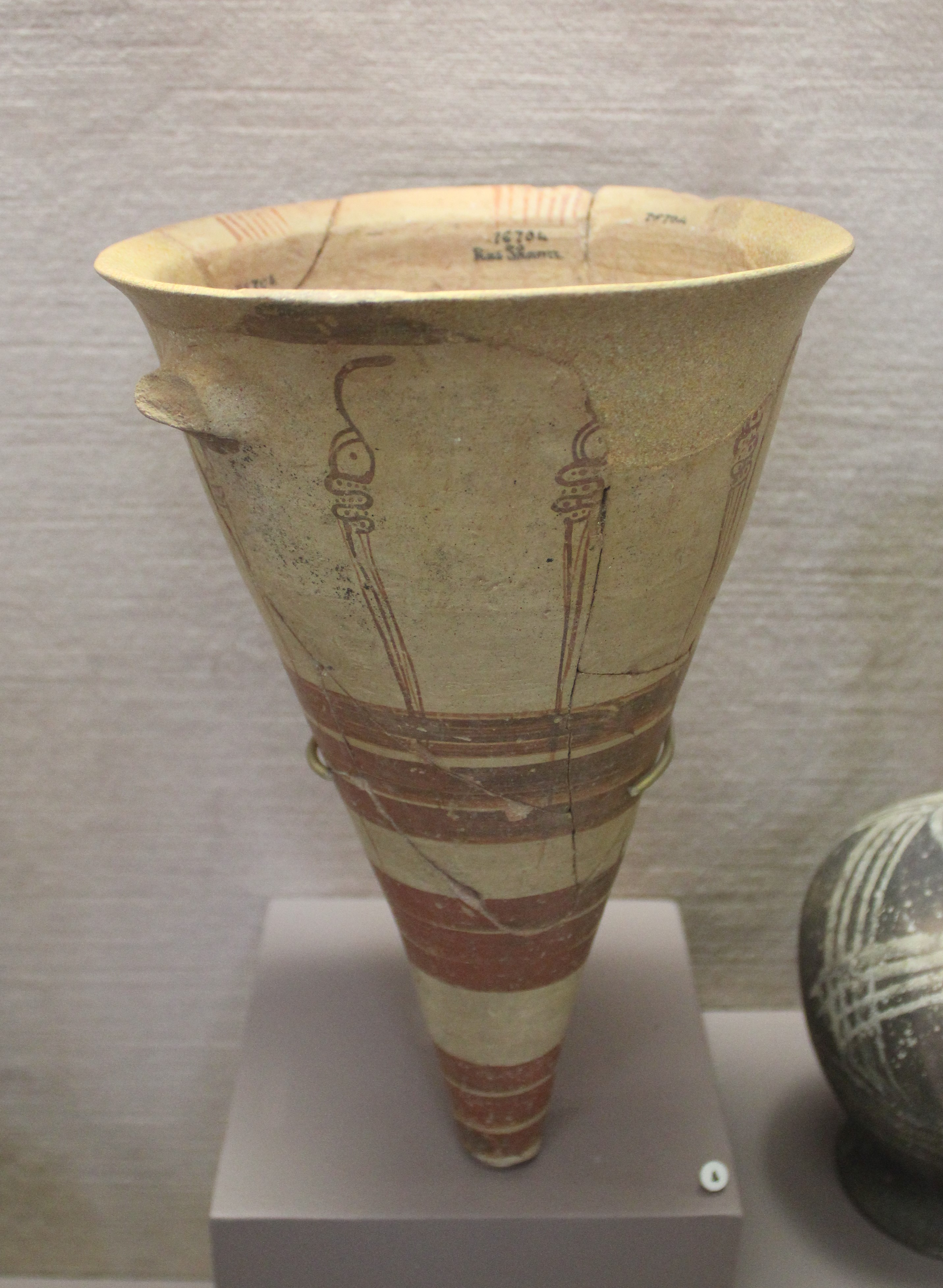
Rhyton conique à décor peint, motifs serpentiformes. Ras Shamra, Musée d'archéologie nationale.

### Glyptique
La glyptique d'Ougarit est comme dans le Proche-Orient ancien tournée vers la gravure de sceaux-cylindres dont le déroulement sur de l'argile permet de représenter des scènes horizontales complexes. Les sceaux du Bronze moyen, généralement taillés dans de l'hématite, reprennent souvent les traditions nord-syriennes, sans doute grandement influencées par Alep, tandis que d'autres sont marqués par le style babylonien de la période (paléo-babylonien). Le sceau utilisé par les rois d'Ougarit dans les derniers temps du royaume remonte à cette époque et relève de la tradition babylonienne. Les sceaux-cylindres du Bronze récent renvoient aux différentes influences que connaît Ougarit à cette période. Des sceaux en faïence bleue, verte ou jaune sont de style mittanien, d'autres sont importés de Chypre. La production locale repose sur les styles syriens antérieurs et est très marquée par des influences égyptiennes, auxquelles se mêlent des modèles égéens, chypriotes, anatoliens. Elle représente des divinités et des scènes mythologiques, et renvoie aussi à l'iconographie du pouvoir et de la royauté, en reprenant par exemple le vieux motif du « maître des animaux »,,.

### Sculpture sur pierre
Les artistes d'Ougarit ont une certaine prédilection pour les stèles sur pierre, dont un certain nombre ont été retrouvées, dont la plus célèbre est la Stèle du « Baal au foudre », aujourd'hui au Musée du Louvre. Assez peu de statues en ronde-bosse nous sont parvenues, l'exemple le plus remarquable étant la statue représentant le dieu El assis sur un trône, exécutée dans un style typiquement syrien, puisqu'elle rappelle des œuvres de même type provenant de Qatna. Tous ces objets de belle facture témoignent de l'existence d'une bonne école de sculpteurs sur pierre dans le royaume ougaritain.

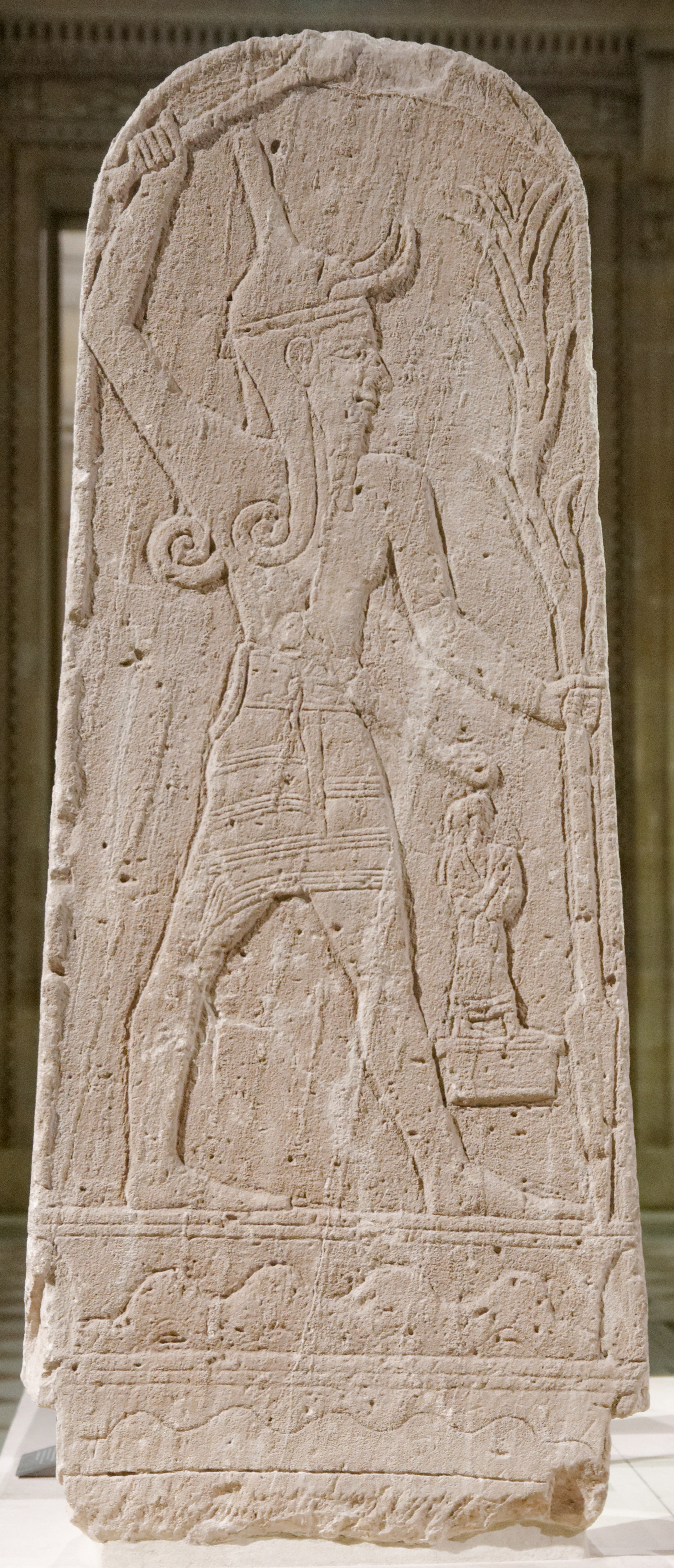
Stèle de Baal au foudre, XVe – XIIIe siècle, musée du Louvre.
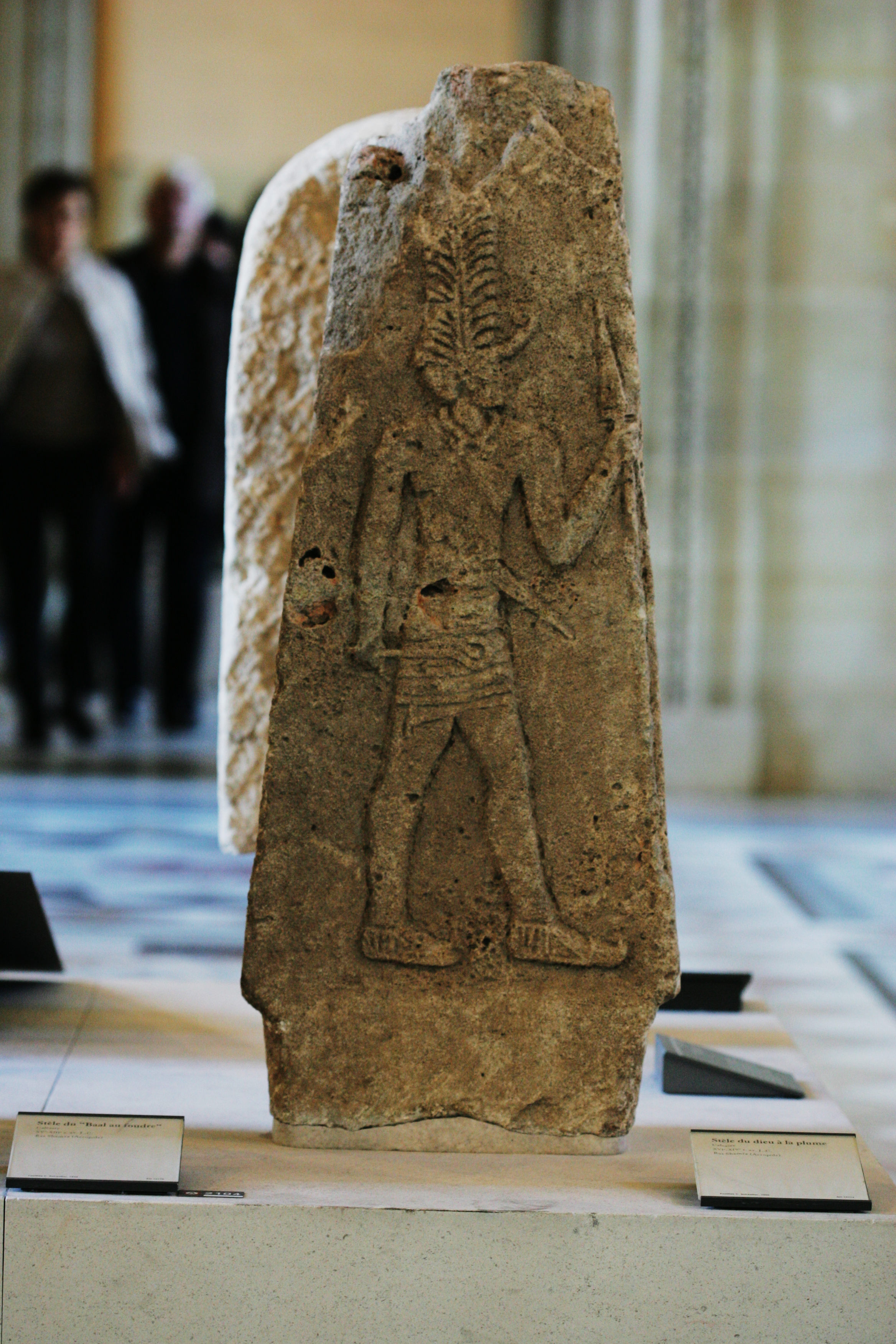
Stèle du dieu à la plume, XVIe – XIVe siècle, musée du Louvre.

### Arts du métal
L'artisanat du métal est assez bien attesté à Ougarit. On a retrouvé des ateliers de métallurgistes et d'orfèvres, qui ont livré des moules, destinés à fabriquer des outils (haches, ciseaux, lames), ou bien des bijoux. On utilisait surtout le bronze, et également le fer, ainsi que des métaux plus précieux comme l'or pour les objets de luxe.
Parmi la production des métallurgistes d'Ougarit, on note la présence de nombreuses petites statuettes en bronze, finement exécutées, représentant des divinités en position assise ou debout. Certains objets de vaisselle de luxe font partie des plus beaux objets d'art retrouvés dans la ville. On a ainsi retrouvé deux coupes en or finement décorées près du temple de Baal, dont la « patère de la chasse », nommée ainsi parce qu'un de ses deux registres représente une chasse royale.

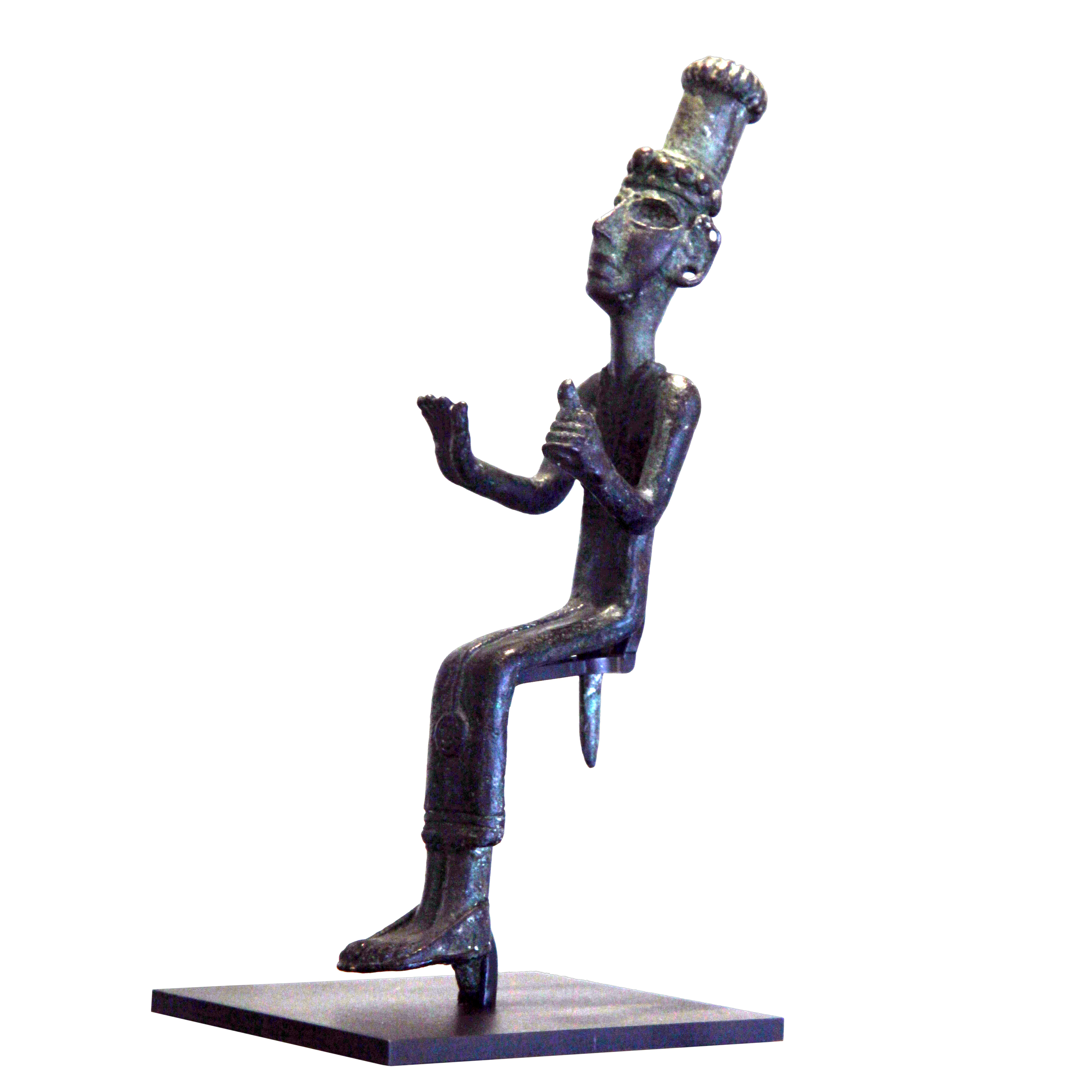
Déesse assise faisant un signe de la paix, v. 1700-1500 av. J.-C. Ras Shamra, Musée du Louvre.
Statuette en bronze de Baal brandissant le foudre, XIVe siècle-XIIe siècle av. J.-C., trouvée à Ras Shamra, musée du Louvre.
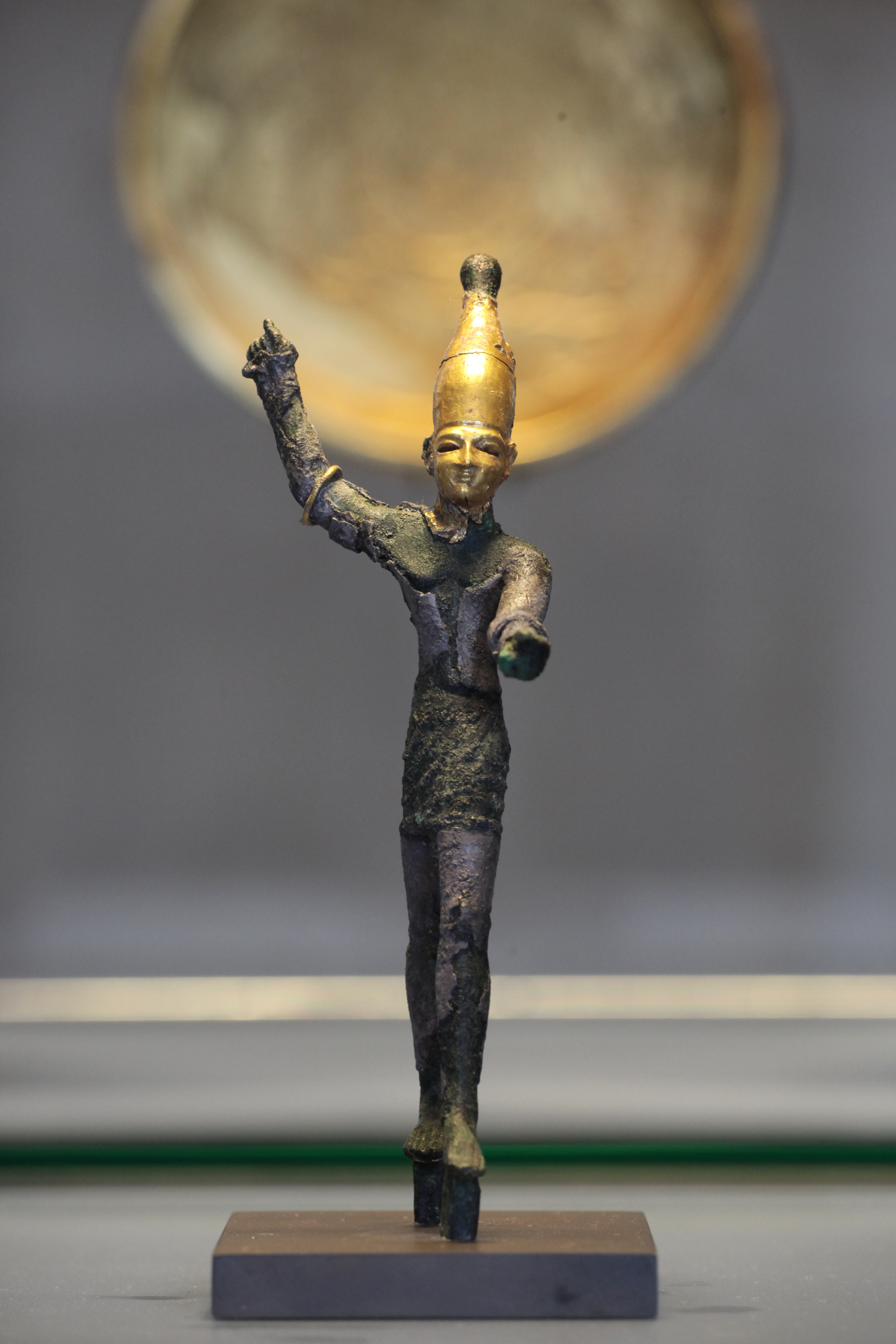
Statuette en bronze et or de Baal brandissant le foudre, XIVe siècle-XIIe siècle av. J.-C., trouvée à Ras Shamra, musée du Louvre.
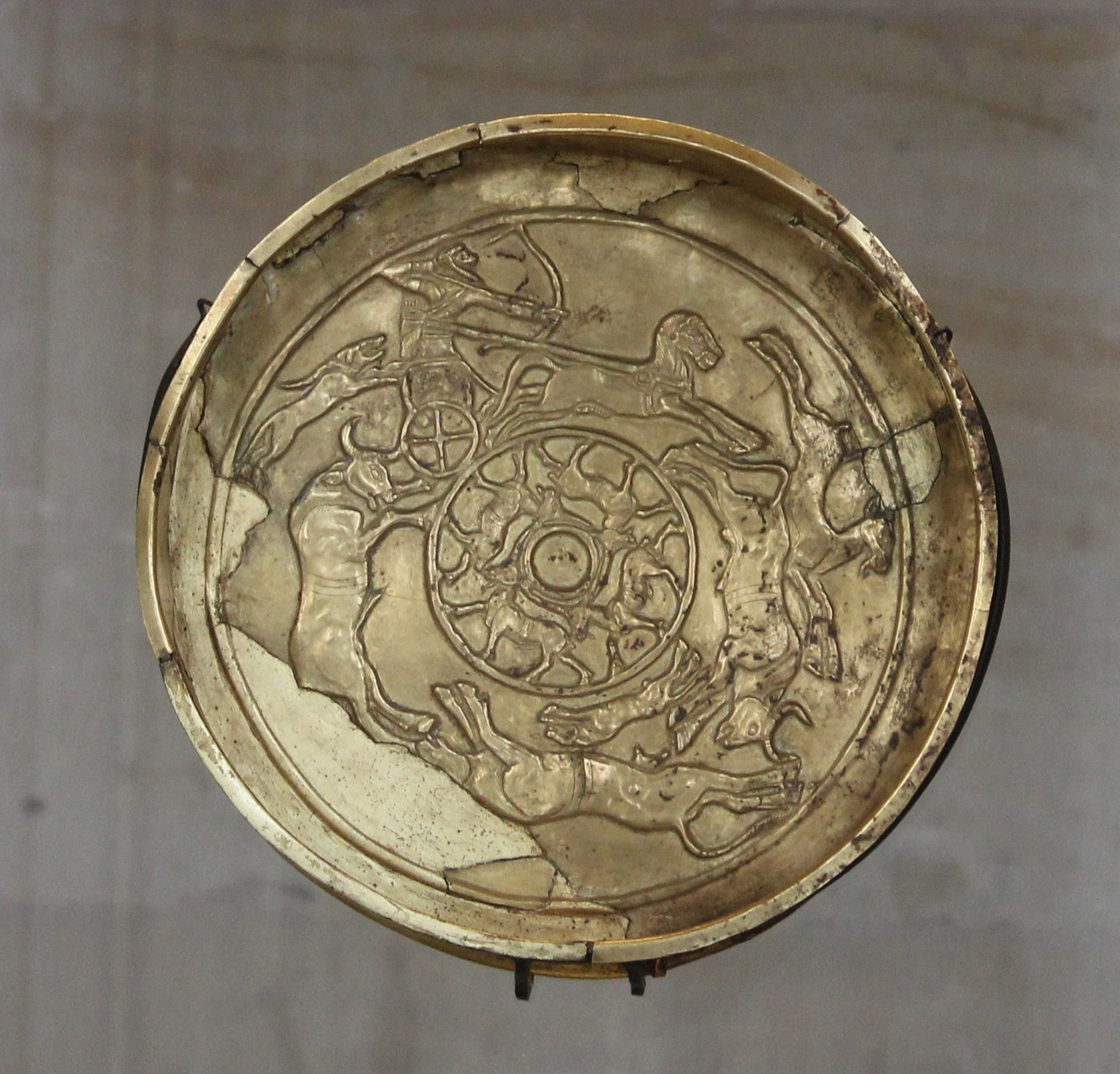
« Patère de la chasse », or, XIVe – XIIIe sièclee av. J.-C. Musée du Louvre.

### Ivoire
Les artisans ivoiriers d'Ougarit travaillaient l'ivoire d'hippopotame ainsi que celui d'éléphant, deux espèces qui vivaient encore en Syrie à l'âge du Bronze (même si le nombre d'éléphants est au mieux restreint), même s'il est possible qu'ils aient aussi employés des matériaux venus d’Égypte où ces animaux sont plus courant. Le goût pour le mobilier en ivoire est une des caractéristiques de l'élite et du style international de cette période, et les trouvailles d'Ougarit s'inscrivent très bien dans ce contexte. On sait par exemple que la dot que la reine Ahat-milkou amène depuis l'Amourrou comprend trois lits avec des incrustations en ivoire. L'une des œuvres les plus remarquables venant d'Ougarit est d’ailleurs un panneau de lit sculpté retrouvé dans le palais royal, représentant des scènes exaltant la figure royale : chasse, fête nuptiale avec une princesse, déesse nourrissant deux jeunes princes. La plupart des objets en ivoire proviennent d'un contexte funéraire et reflètent des usages plus domestiques, souvent féminins. Ils sont généralement de petite taille et assez finement exécutés : boîtes à fard, dont certaines en forme de canard, pyxides, peignes, fuseaux, que l'on rencontre dans d'autres sites levantins. Un des chefs-d'œuvre des ivoiriers ougaritains est la « dame aux bouquetins », sculptée en relief sur ce qui semble être le couvercle d'une pyxide. Elle représente une déesse de la fécondité nourrissant deux bouquetins avec des rameaux. L'ivoire est aussi employé pour fabriquer des éléments de parure, d'instruments de musique, des pièces de jeu, des figurines, etc.,.

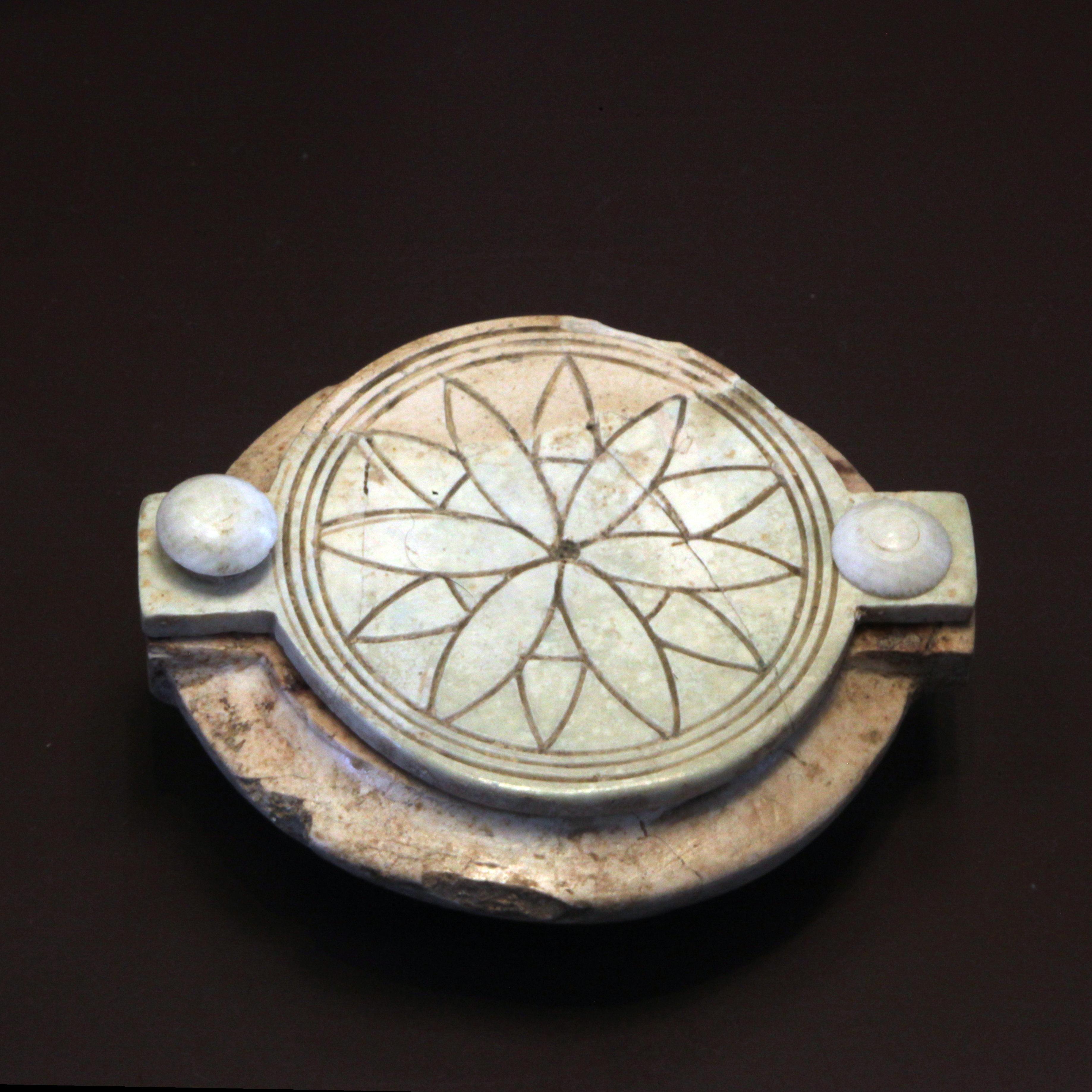
Boîte à fard lenticulaire en ivoire, Ougarit, XIIIe siècle av. J.-C. Musée du Louvre.
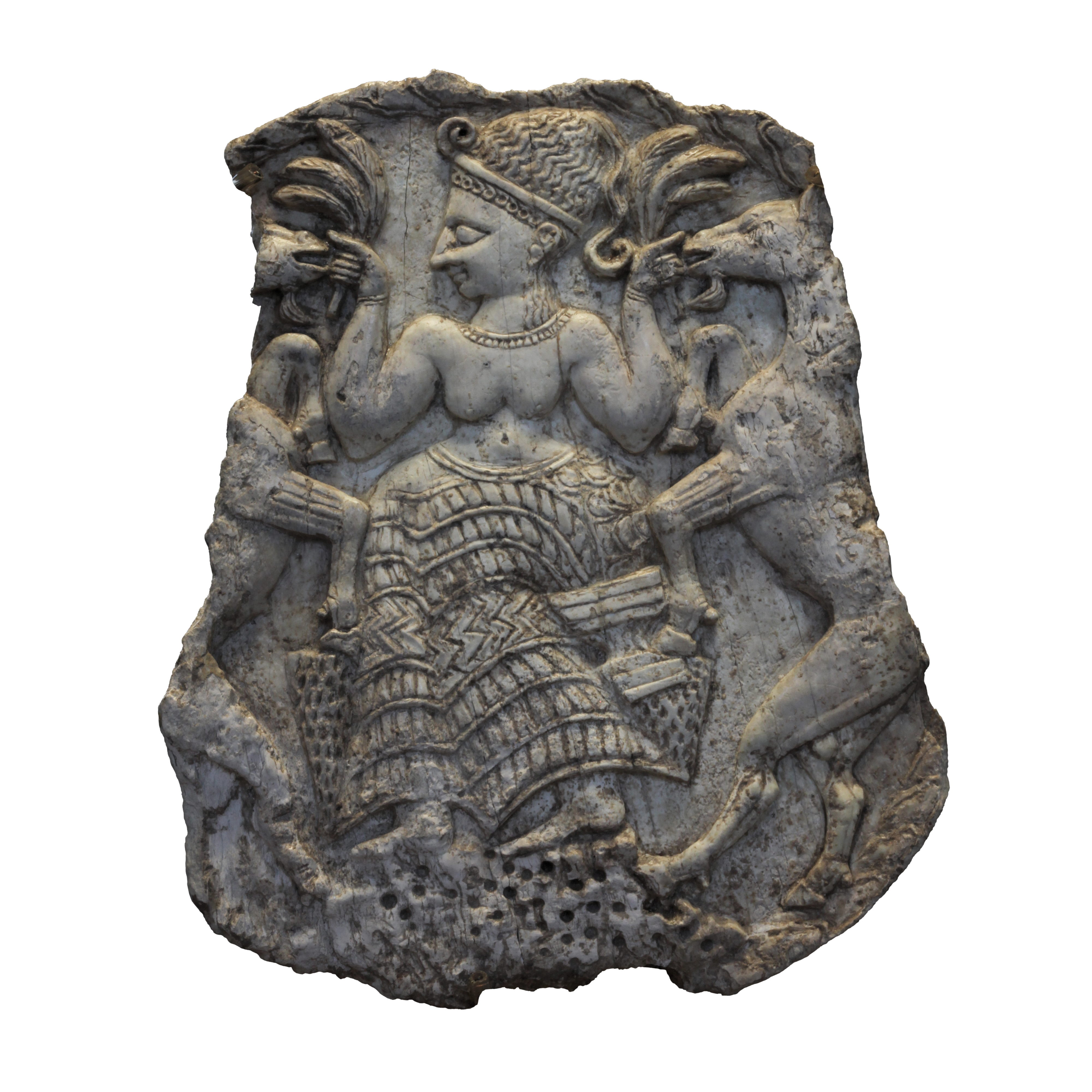
Couvercle de pyxide décoré d'une déesse nourrissant des caprins. Minet el-Beida, XIIIe siècle av. J.-C. Musée du Louvre.
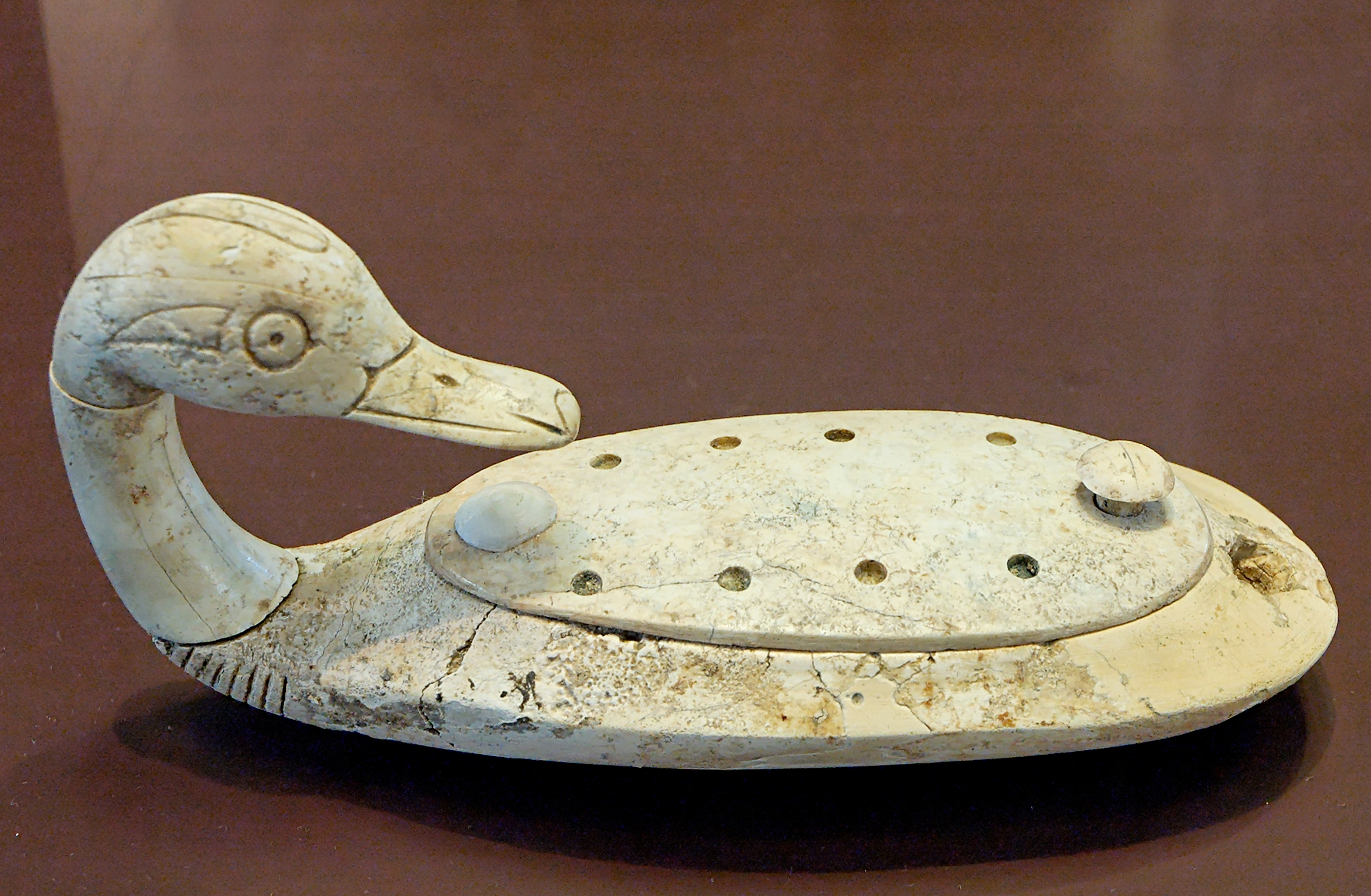
Boîte à fard en forme de canard. Minet el-Beida, XIIIe siècle av. J.-C. Musée du Louvre.
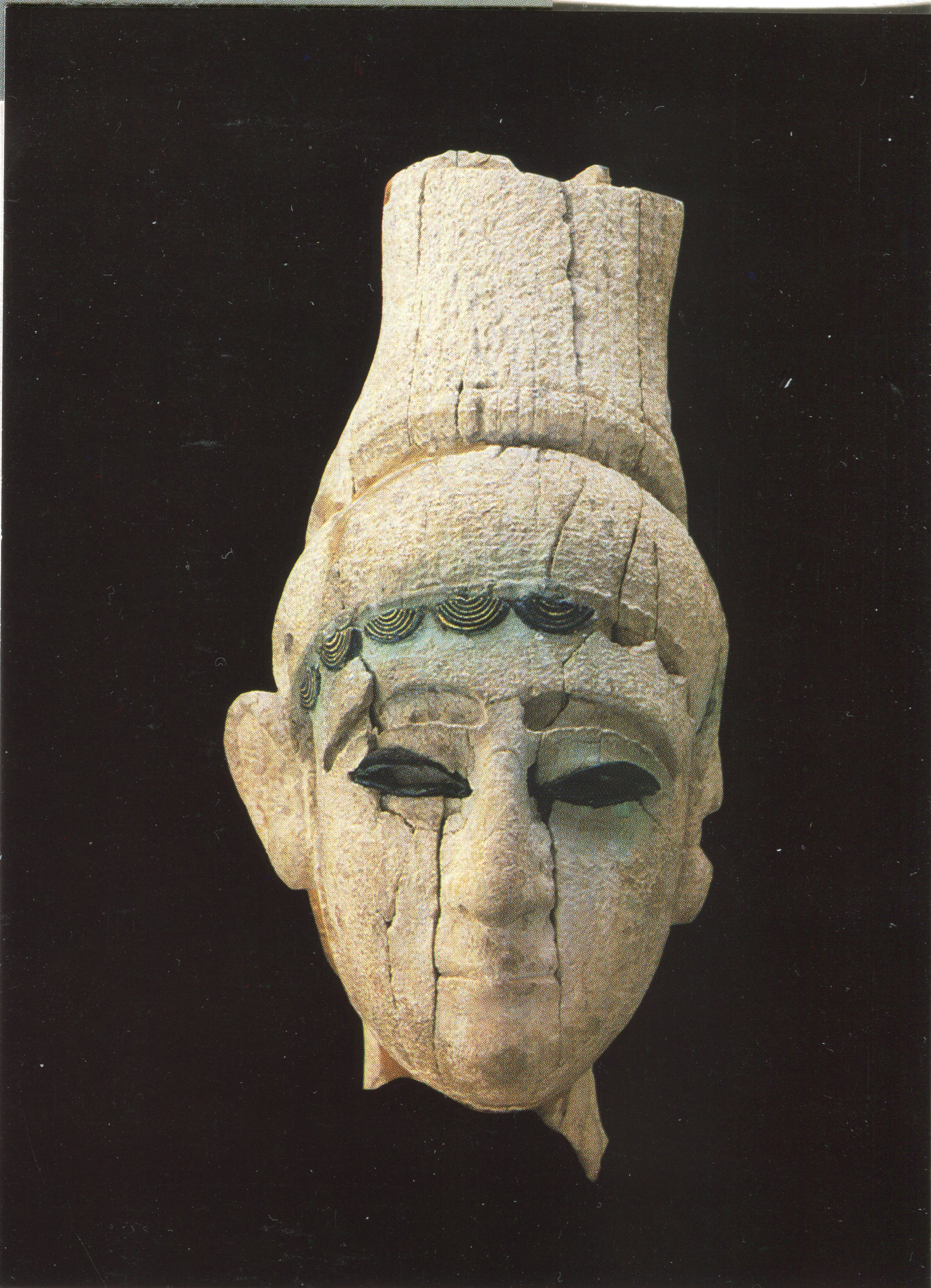
Tête sculptée en ivoire. Musée de Damas.

### Matières vitreuses
Des vases et autres objets réalisés en « faïence » (en réalité une pâte silicieuse glaçurée) se retrouvent à Ougarit comme dans tout le Levant de l'âge du bronze moyen et récent. Il s'agit souvent de céramiques d'un type assez luxueux, portant parfois des décors témoignant d'influences égyptiennes et égéennes.

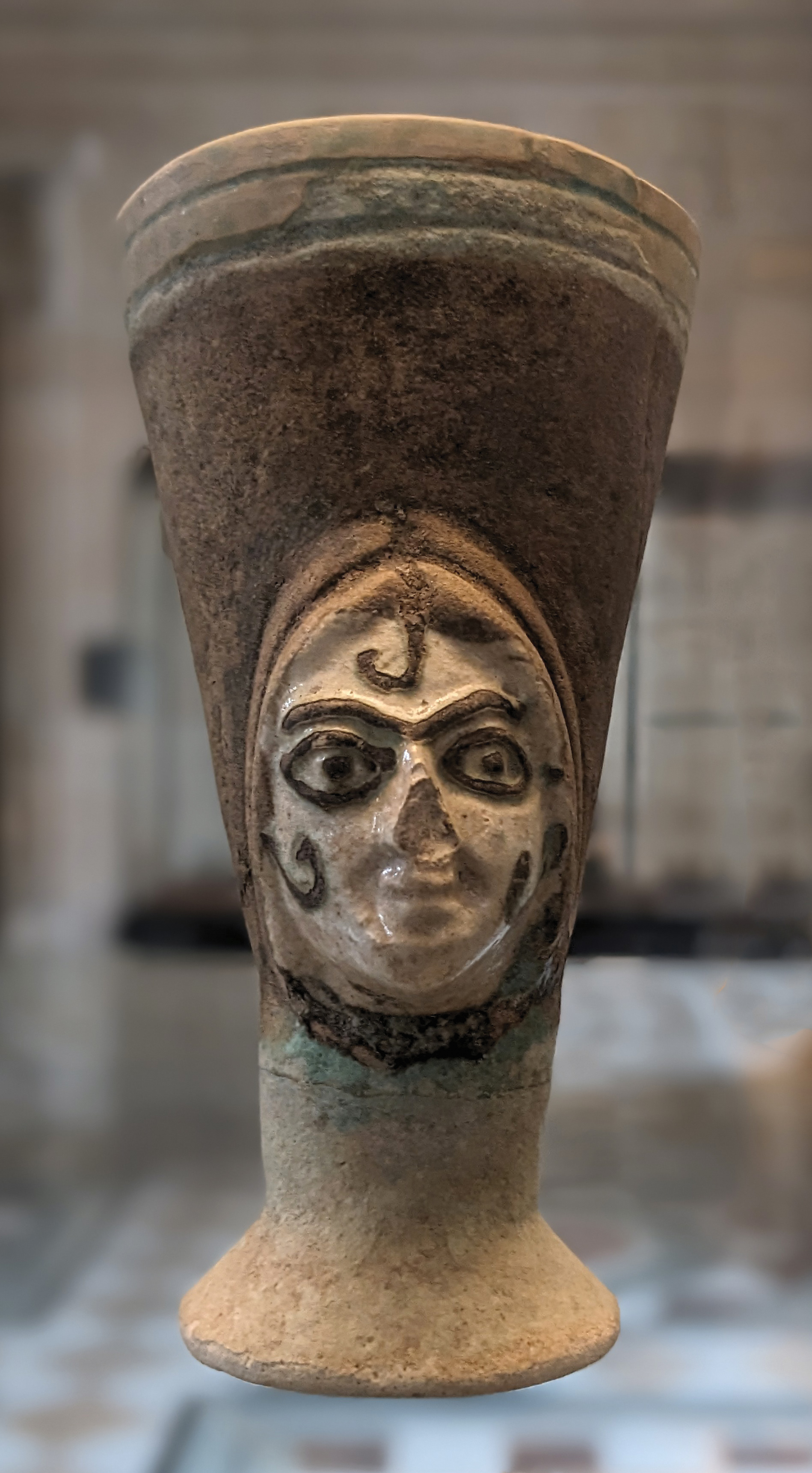
Gobelet orné d'une tête féminine. Minet el Beida, Musée du Louvre.
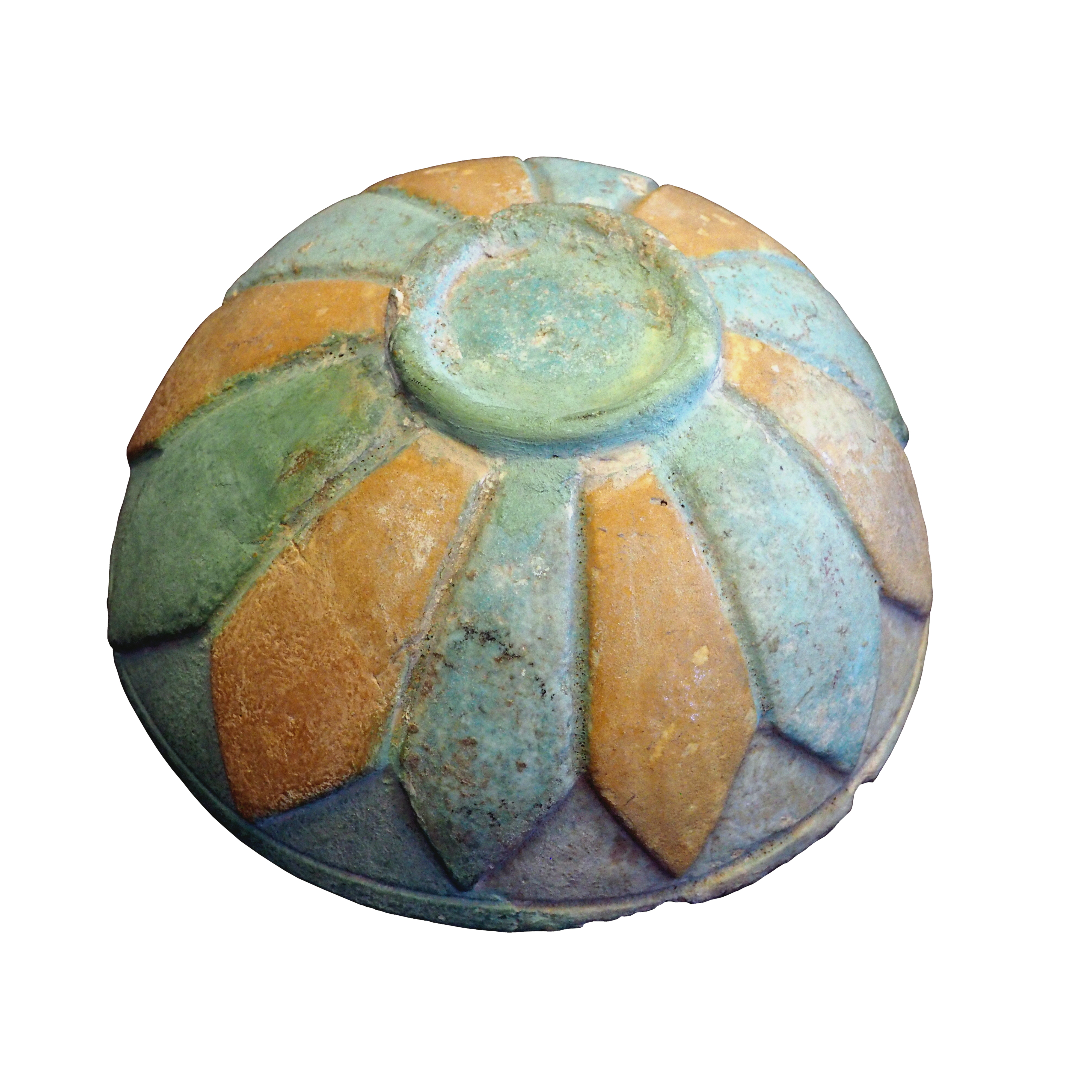
Bol en forme de corolle florale. Ras Shamra, Musée du Louvre.

### Objets égyptiens et égyptisants

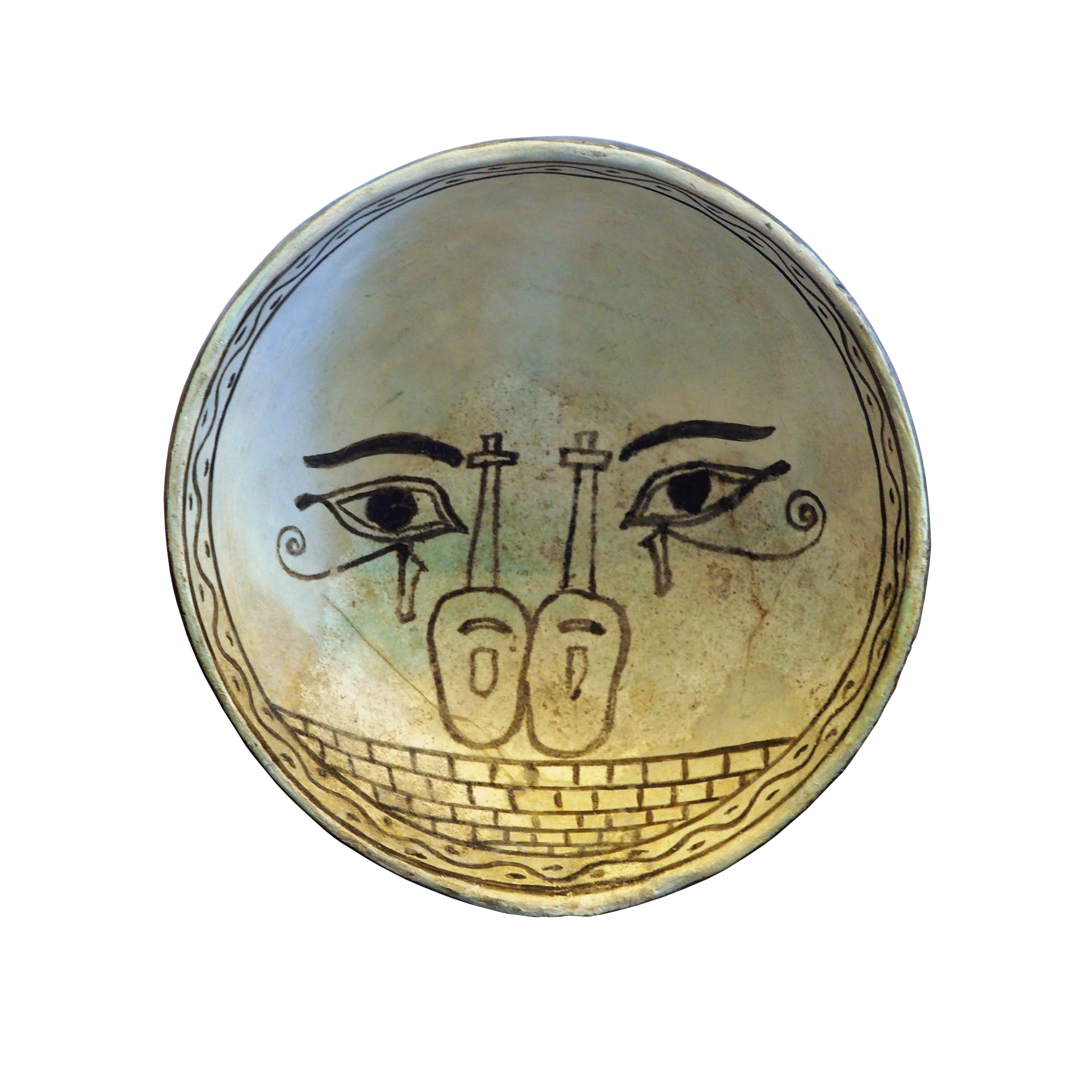
Coupe hémisphérique à décor de hiéroglyphes égyptiens. Production locale. Ras Shamra, Musée du Louvre.

## Ougarit dans le Proche-Orient ancien

### Ougarit et les Phéniciens
La cité d'Ougarit de l'âge du bronze récent présente de nombreuses similitudes avec les cités phéniciennes de l'âge du fer : c'est un petit royaume, animé par un port marchand impliqué dans les échanges à longue distance sur la Méditerranée, qui a des relations économiques et culturelles avec de nombreuses régions (Chypre, Anatolie, Mésopotamie, Levant méridional, Égypte, monde égéen). En plus de cela sa culture, en particulier sa religion, présente de nombreux traits communs avec celle de la Phénicie. Pour autant, Ougarit n'est pas considérée comme une cité phénicienne : parce qu'elle est détruite à la fin de l'âge du bronze, elle n'existe plus au moment où les cités phéniciennes commencent leur expansion. Géographiquement, Ougarit est situé un peu plus au nord que la zone d'expansion de la culture phénicienne, qui s'arrête plutôt à Arwad, et remonte au moins jusqu'à la plaine de Jablé dans ses phases tardives (elle est attestée à Tell Toueini, Tell Soukas, Tell Siyannou). Chronologiquement, le début de la civilisation phénicienne est placé par convention au début du XIIe siècle av. J.-C., donc au moment où disparaît Ougarit. C'est certes un découpage par bien des aspects artificiels, puisque les cités motrices de la civilisation phénicienne, Tyr, Sidon, Byblos, Arwad et Beyrouth, sont déjà des ports dynamiques au Bronze récent et que les continuités culturelles entre les âges du bronze et du fer y sont très fortes. De ce fait Ougarit intéresse les études phéniciennes parce que ses textes fournissent des informations sur la situation des futures cités phéniciennes juste avant le début conventionnel de cette civilisation. La culture d'Ougarit est plus généralement très proche de celle de la Phénicie : l'alphabet ougaritique présente des liens avec celui de Phénicie, même si ce dernier n'en est pas un dérivé, les langues ougaritique et phénicienne présentent du reste de fortes similitudes, les cultes et les mythes ougaritiques tournent autour d'un monde divin similaire (mais pas identique) à celui des cités de Phénicie, les traditions artistiques sont également proches. Ougarit trouve donc une place dans les histoires de la Phénicie.

### Ougarit et la Bible
De la même manière et plus encore, la documentation d'Ougarit a attiré l'attention des spécialistes des études bibliques. La religion ougaritique offre en effet une documentation sans équivalent pour étudier une religion locale appartenant (ou du moins fortement apparentée) au substrat « cananéen » polythéiste qui préfigure celui de l'ancien Israël, qui passe du polythéisme au monothéisme, évolution dont la Bible hébraïque témoigne. Les deux figures divines majeures d'Ougarit, El et Baal, présentent de nombreuses similitudes avec le Dieu (Yhwh) biblique. Les divinités Baal et Ashéra sont évoquées dans la Bible, en tant qu'idoles et donc objet d'opprobre de ses rédacteurs. Du point de vue poétique, des formulations similaires se retrouvent entre les mythes ougaritiques et les textes de la Bible hébraïque, dont les langues sont apparentées.

### Introductions
- (en) Wilfred H. van Soldt, « Ugarit: A Second-Millennium Kingdom on the Mediterranean Coast », dans Jack M. Sasson (dir.), Civilizations of the Ancient Near East, New York, Scribner, 1995, p. 1255-1266
- (en) Marguerite Yon (trad. Nancy Leiwand), « Ugarit », dans Eric M. Meyers (dir.), Oxford Encyclopaedia of Archaeology in the Near East, vol. 5, Oxford et New York, Oxford University Press, 1997, p. 255-262
- Le Monde de la Bible, no 120 « Le mystère Ougarit, 70e anniversaire de la découverte en Syrie », juillet-août 1999 (traduction en anglais : (en) « The Mysteries of Ugarit : History, Daily Life, Cult », Near Eastern Archaeology, vol. 63, no 4,‎ décembre 2000 (JSTOR i361134))
- Dossiers d'archéologie, Hors série, no 10 « Ougarit, aux origines de l'alphabet », novembre 2004
- (en + de + fr) Wilfred H. van Soldt, Denis Pardee, Herbert Niehr et Marguerite Yon, « Ugarit », dans Reallexikon der Assyriologie und Vorderasiatischen Archäologie, vol. XIV, 2015, p. 280-295
- (en) John Nicholas Postgate, Bronze Age Bureaucracy : Writing and the Practice of Government in Assyria, Cambridge, Cambridge University Press, 2013

### Catalogues d'expositions
- Syrie : Mémoire et Civilisation, Paris, Flammarion et l'Institut du monde arabe, 1993, 487 p. (ISBN 2080124250)
- Geneviève Galliano et Yves Calvet (dir.), Le royaume d'Ougarit : aux origines de l'alphabet, Paris et Lyon, Somogy éd. d'art et Musée des Beaux-Arts de Lyon, 2004
- (en) Joan Aruz, Kim Benzel et Jean M. Evans (dir.), Beyond Babylon : Art, Trade, and Diplomacy in the Second Millennium B.C., New York, The Metropolitan Museum of New York, 2008
- Valérie Matoïan et Thomas Römer (dir.), Ougarit : entre Orient et Occident, Paris, Collège de France – Mission archéologique syro-française de Ras Shamra – Ougarit, 2016

### Études sur Ougarit
- Mario Liverani, « Ras Shamra II. Histoire », Supplément au Dictionnaire de la Bible, vol. 9,‎ 1979, col. 1295-1348
- Marguerite Yon, La cité d'Ougarit sur le tell de Ras Shamra, Paris, Éditions Recherches sur les civilisations, 1997 (traduction en anglais avec mise à jour : (en) Marguerite Yon, The City of Ugarit at Tell Ras Shamra, Winona Lake, Eisenbrauns, 2006)
- (en) Wilfred G. E. Watson et Nicolas Wyatt (dir.), Handbook of Ugaritic studies, Leyde, Boston et Cologne, Brill, coll. « Handbuch der Orientalistik », 1999
  - (en) Juan-Pablo Vita, « The Society of Ugarit », dans Wilfred G. E. Watson et Nicholas Wyatt (dir.), Handbook of Ugaritic Studies, Louvain, Boston et Cologne, Peeters, coll. « Orientalia Lovaniensia Analecta », 1999, p. 455-498
- (en) J. David Schloen, The House of the Father as Fact and Symbol : Patrimonialism in Ugarit and the Ancient Near East, Winona Lake, Eisenbrauns, 2001
- (en) Ignacio Márquez Rowe, « Ugarit », dans Raymond Westbrook (dir.), A History of Ancient Near Eastern Law, vol. 1, Leyde, Brill, coll. « Handbuch der Orientalistik », 2003, p. 719-735
- Jacques Freu, Histoire politique du royaume d'Ugarit, Paris, L'Harmattan, coll. « Kubaba / Antiquité », 2006
- Gabriel Saadé, Ougarit et son royaume : Des origines à sa destruction, Beyrouth, Institut Français du Proche-Orient, 2011

### Recueils de textes antiques
- André Caquot et Maurice Sznycer, « Les textes ougaritiques », dans René Labat, André Caquot, Maurice Sznycer et Maurice Vieyra, Les religions du Proche-Orient asiatique, Textes babyloniens, ougaritiques, hittites, Paris, Fayard, 1970, p. 353-458
- André Caquot et Maurice Sznycer, Textes ougaritiques : t. 1 Mythes et légendes, Paris, Éditions du Cerf, coll. « Littératures anciennes du Proche-Orient », 1974
- André Caquot, Jean-Michel de Tarragon et Jose Luis Cunchillos, Textes ougaritiques : t. 2 Textes religieux et rituels, correspondance, Paris, Éditions du Cerf, coll. « Littératures anciennes du Proche-Orient », 1989
- Sylvie Lackenbacher, Textes akkadiens d'Ugarit, Paris, Éditions du Cerf, coll. « Littératures anciennes du Proche-Orient », 2002
- (en) Simon B. Parker (dir.), Ugaritic Narrative Poetry, Atlanta, Society of the Biblical Literature, coll. « Writings from the Ancient World » (no 9), 1997
- (en) Dennis Pardee, Ritual and Cult at Ugarit, Atlanta, Society of the Biblical Literature, coll. « Writings from the Ancient World » (no 10), 2002